# Mutual Building
Mutual Building (Mutual Gebou en afrikaans) est un bâtiment à usage d'habitation situé au centre-ville du Cap en Afrique du Sud. Édifié au 14 Darling Street en 1939 pour être le siège social de la société d'assurance Old Mutual, le bâtiment art déco a été inauguré en 1940. À la suite du déménagement du siège social de Old Mutual dans le quartier de pinelands (nord-est du Cap) à la fin des années 1950, le bâtiment a été reconverti en immeuble d'habitations privées de haute gamme.
Ce bâtiment de 85 m de hauteur présente notamment l'une des plus longues frises en pierre sculptée au monde.

## Historique

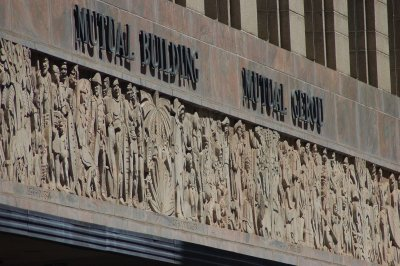
Le nom du bâtiment en anglais et en afrikaans("Mutual Gebou") et la frise en pierre sculptée

L'histoire de la société Old Mutual remonte à 1845 dans la colonie du Cap quand John Fairbain fonde The Mutual Life Assurance Society of the Cape of Good Hope qui devient en 1885 la South Africa Mutual Life Assurance Society familièrement connu sous le nom de Old Mutual. Dès 1901, la compagnie emploie des femmes puis ouvre des succursales dans le Sud-Ouest africain (1920) et en Rhodésie (1927). La compagnie deviendra au cours du XXe siècle une société internationale d'assurance et de services financiers, présente dans le monde entier.

### Historique du bâtiment
Dans les années 1930, la compagnie d'assurance a néanmoins besoin d'un nouveau siège social qui soit suffisamment prestigieux pour refléter sa prospérité et ses ambitions : ce bâtiment se devait d'être le plus grand d'Afrique du Sud mais si possible de toute l'Afrique (à l'exception des pyramides d'Égypte), avoir les ascenseurs les plus rapides et les plus grandes fenêtres. Il se devait aussi d'incarner les valeurs de l'entreprise soit « la force, la sécurité et la confiance dans l'avenir ».

### Inauguration, utilisation et reconversion
La construction du bâtiment est achevé en 1939. Son inauguration a lieu en grande pompe au début de l'année 1940. Le journal local, le Cape Times, fournit pour l'occasion à ses lecteurs un supplément de 16 pages.
Le bâtiment est globalement considéré de nos jours comme étant à la fois caractéristique des valeurs sociales sud-africaines de l'époque et de la situation économique prospère du pays, du moins d'un point de vue européen voire colonial.
À la fin des années 1950, Old Building quitte progressivement le bâtiment pour installer son siège social dans un quartier situé au nord-est du centre-ville. Le déménagement ne sera cependant complet qu'en 2003 avec le départ de ses derniers locataires affiliés. Le bâtiment est alors entièrement rénové pour devenir pleinement un immeuble résidentiel. L'immeuble est alors rebaptisé Mutual Heights sans que ce nom n'arrive à s'imposer pour désigner le bâtiment. Cette rénovation immobilière s'inscrit alors dans un plan plus global visant à revigorer le quartier d'affaires du centre-ville du Cap, progressivement abandonné par les sociétés et compagnies privées parties s'installer dans des quartiers périphériques sécurisés.

## Architecture et structure

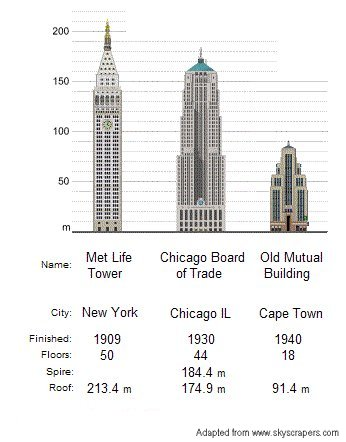
Quelques comparaison avec des bâtiments contemporains

Avant la conception de l'édifice, les architectes et ingénieurs étudièrent les nombreuses constructions alors en vogue, notamment ceux de grande hauteur pour les questions de luminosité, de ventilation ou des risques d'incendies. Leurs regards se tournaient autant vers les États-Unis que vers l'Amérique du Sud, l'Angleterre et la Suède. Aux États-Unis, l'Eastern Columbia Building, construit en 1930 à Los Angeles, est l'un des édifices qui attira plus particulièrement leur attention.
La conception du bâtiment est due au cabinet d'architectes Louw & Louw en collaboration avec Fred Glennie et avec Ivan Mitford-Barberton pour les détails et les ornements.
Le style choisi pour le bâtiment fut celui de l'Art déco mais il fut ensuite complété par des éléments de style néo-classique (notamment le hall) pour marquer les valeurs traditionnelles anciennes de l'entreprise.
Structurellement, l'immeuble est construit en béton renforcé, rempli de briques et de plâtre, et revêtu à l'extérieur par une couche de granit.
Haut officiellement de 85 m du rez-de-chaussée au sommet de la tour, il est souvent répertorié comme un immeuble de plus de 90 m et atteint 96,8 m en tenant compte de la flèche au sommet.
Avec une telle hauteur, le bâtiment ne possède seulement, dans sa partie centrale, que 10 étages au-dessus du niveau du sol (sans compter ses trois niveaux de parking au sous-sol et les niveaux supplémentaires dans la tour). Cela est dû au fait que à l'espacement important entre les étages (avec des hauteurs de plafond à chaque étage d'environ 5 m). Dans une des salles de réunion du huitième niveau (la salle de l'Assemblée) les rideaux mesurent notamment plus de six mètres de hauteur. En fait, en raison de la réglementation locale de l'époque, les permis de construire délivrés par la municipalité du Cap interdisaient les immeubles de plus de 10 étages sans préciser néanmoins d'interdiction pour la hauteur des bâtiments.
Les parties communes du bâtiment ont été globalement préservées depuis son édification et lors de la rénovation de 2005. Ainsi l'entrée, le banking hall, la salle de l'assemblée, la chambre des directeurs, l'atrium et les fenêtres ont été conservées à l'identique tout comme de nombreuses poignées de portes, les rampes d'escaliers, les luminaires et le parquet en bois massif. L'atrium est cependant désormais protégé des intempéries par un toit translucide.

### Éléments de design intérieur

Détails intérieurs
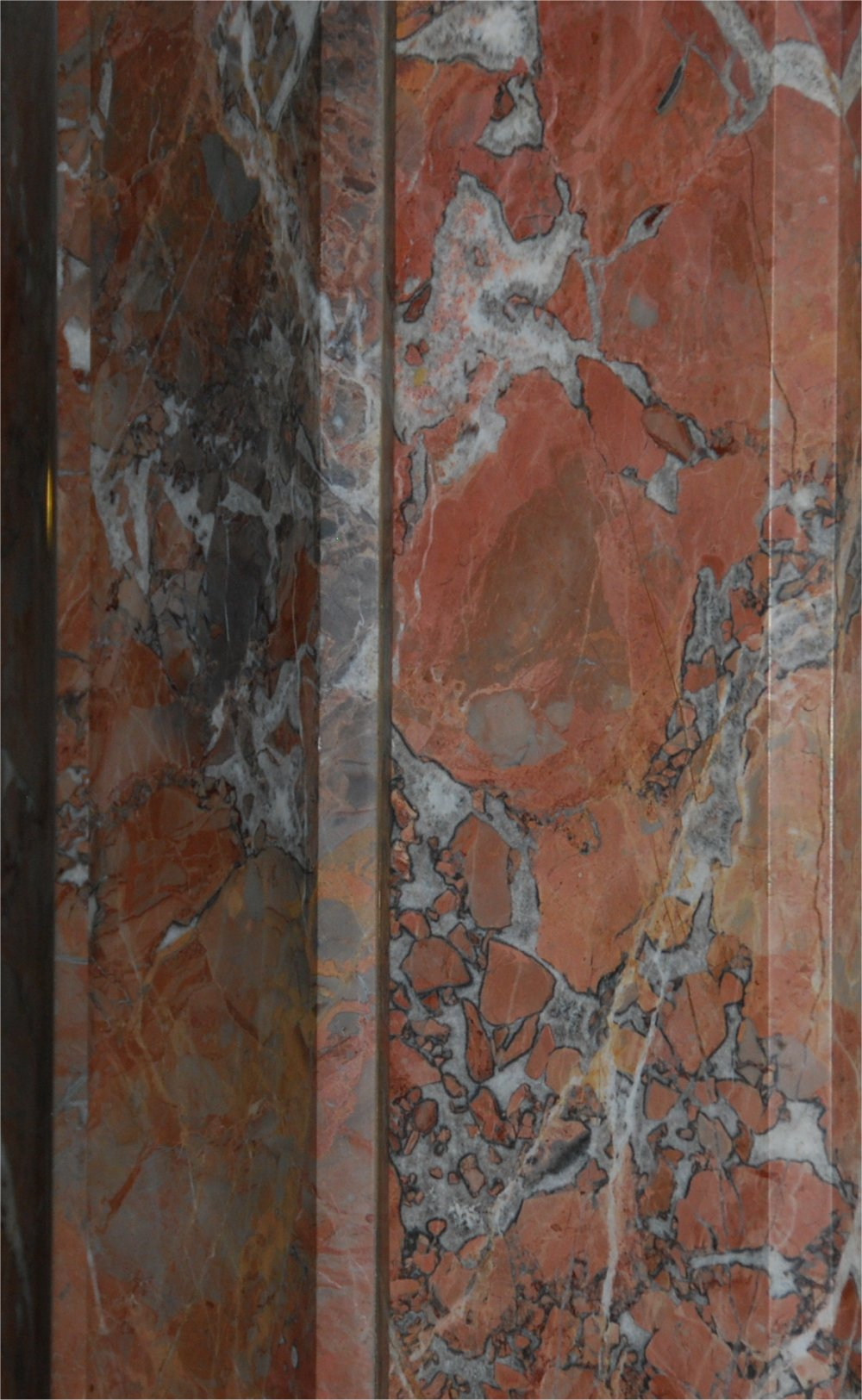
Colonne de marbre dans le banking hall
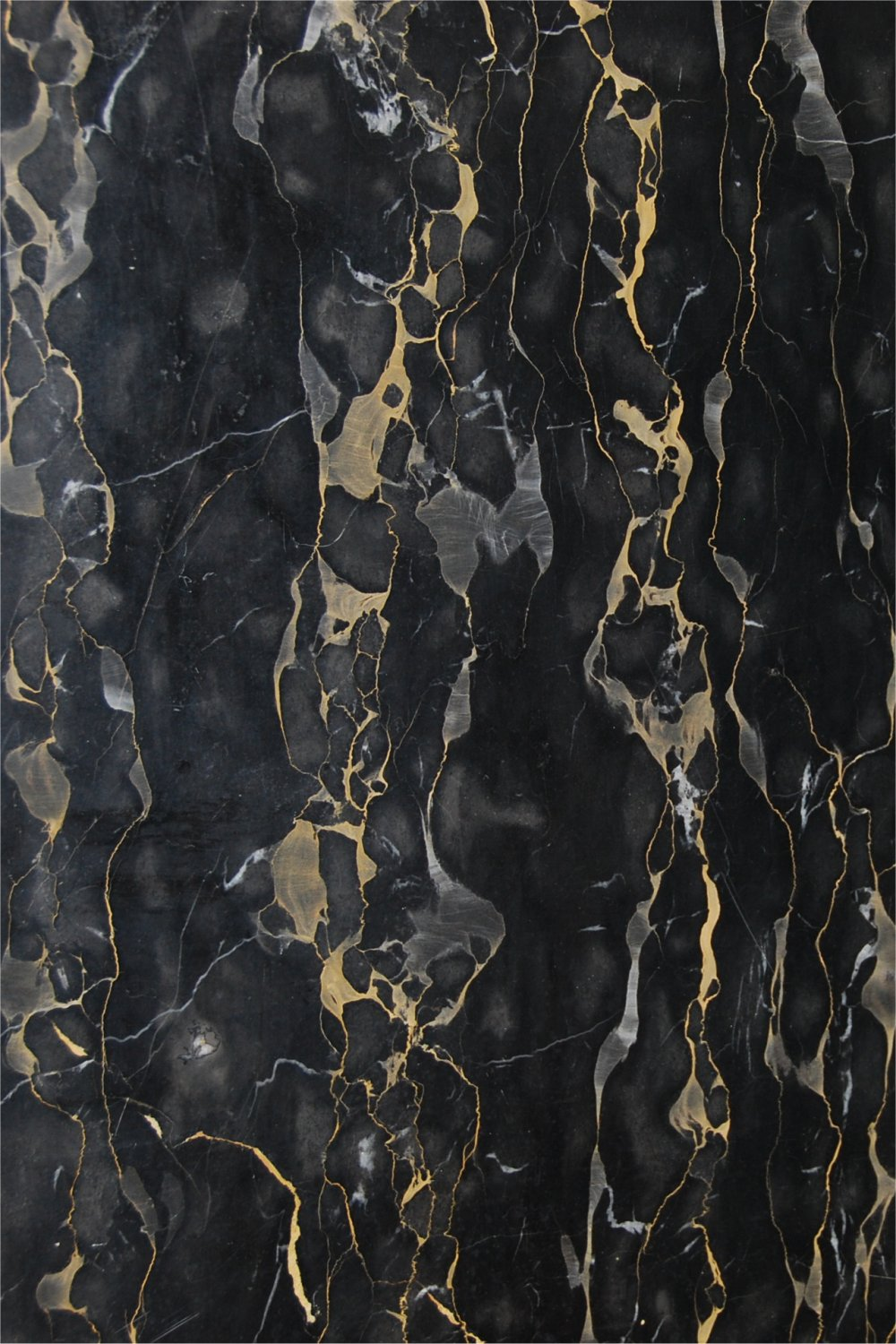
Marbre du hall d'entrée
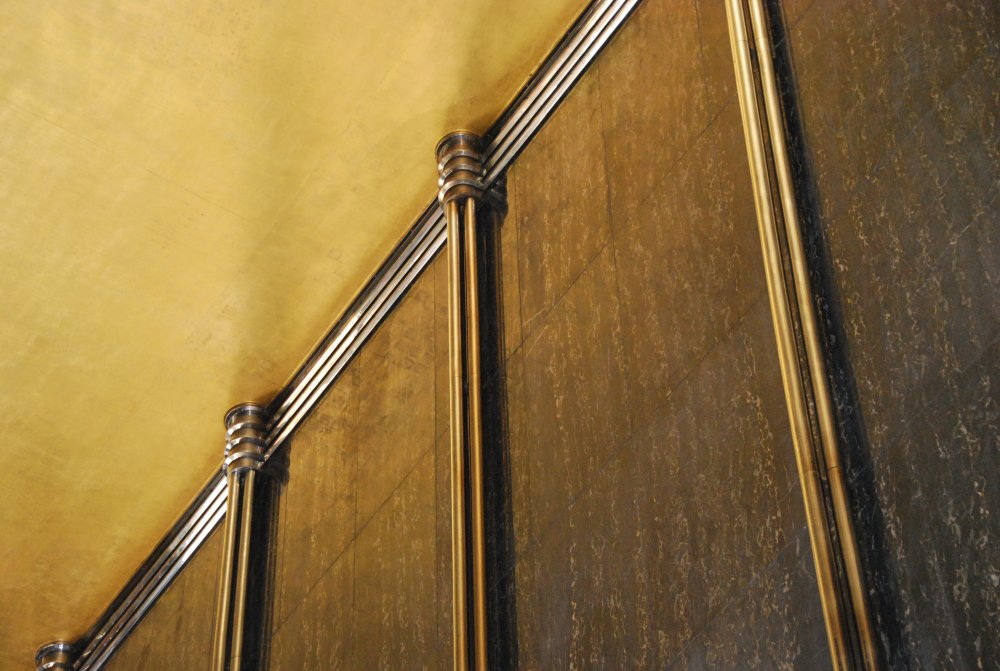
Plafond en feuilles dorées du hall d'entrée
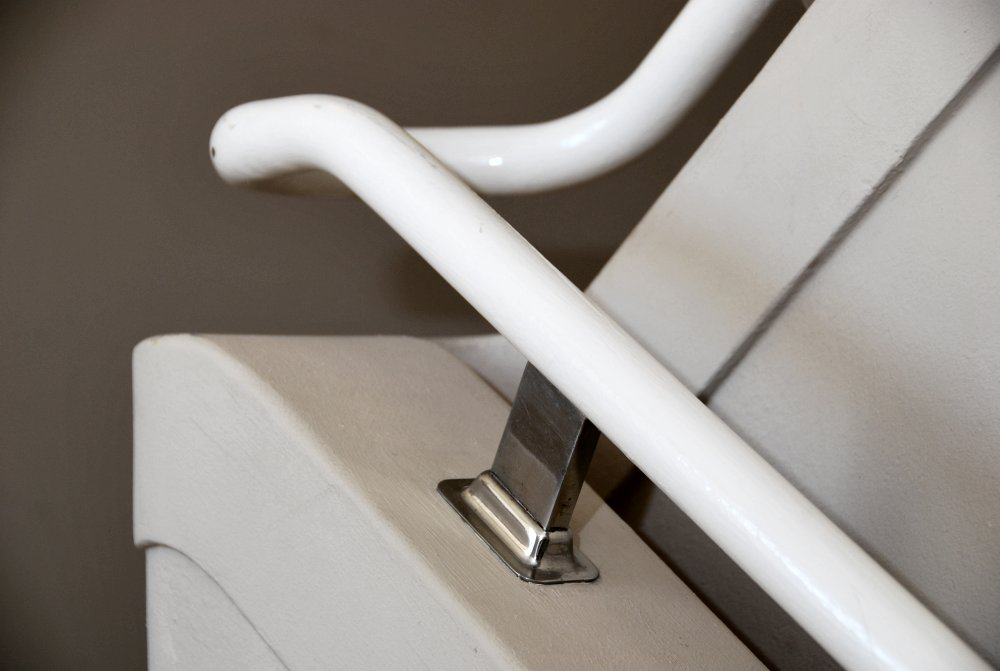
Détail d'une rampe d'escalier
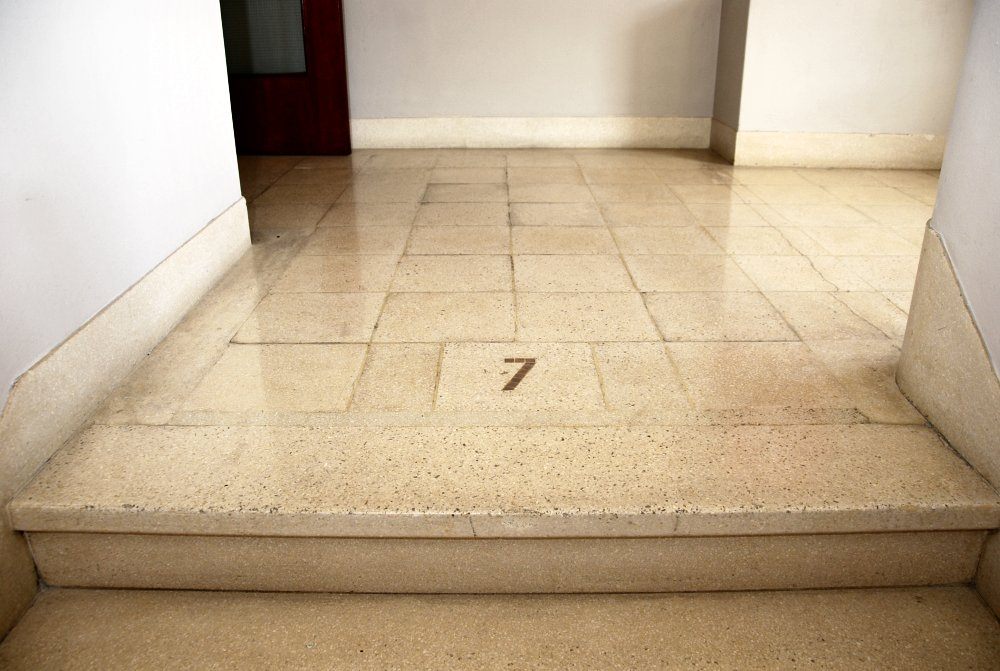
Seuil de niveau avec son numéro d'étage
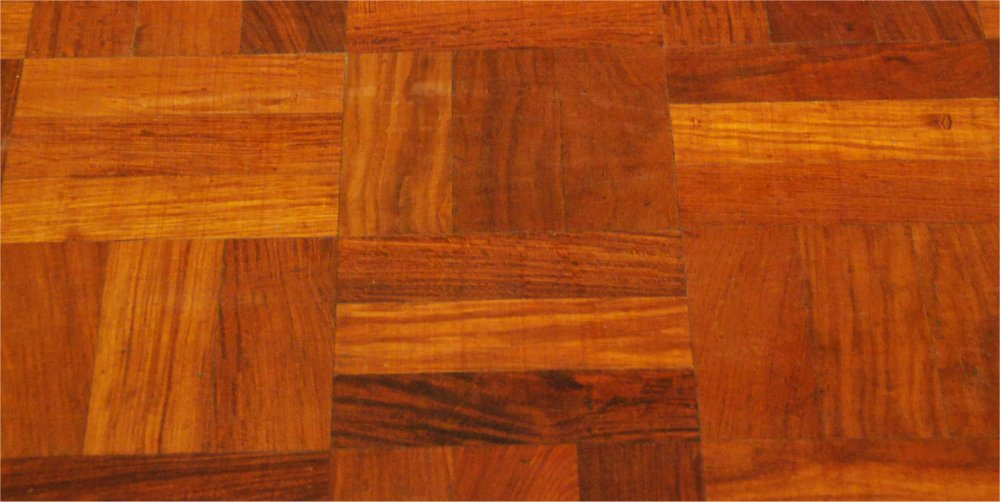
Détail de planchers
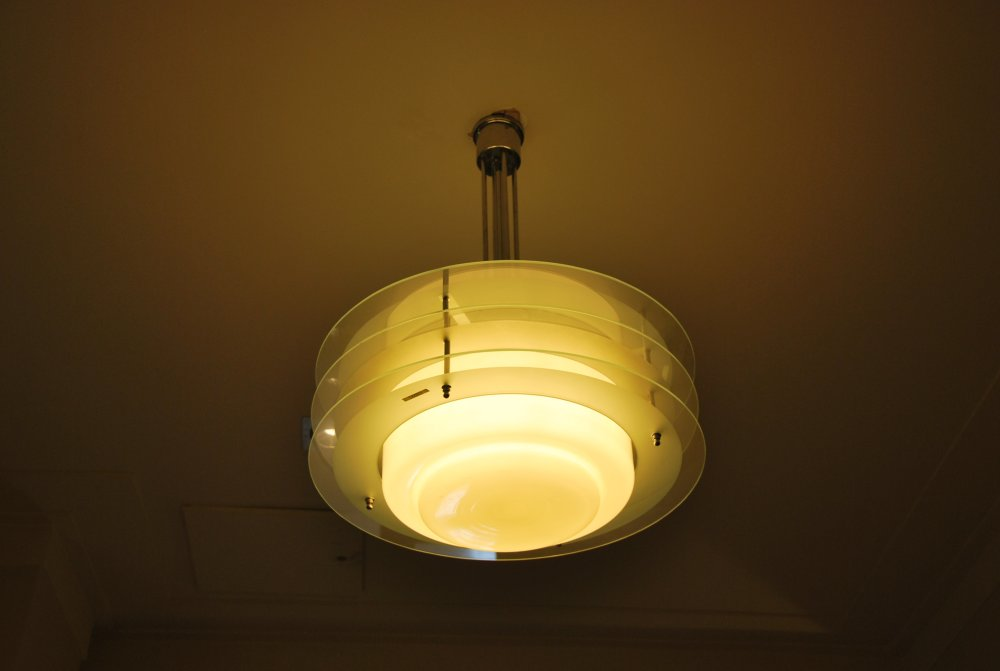
Luminaire d'origine
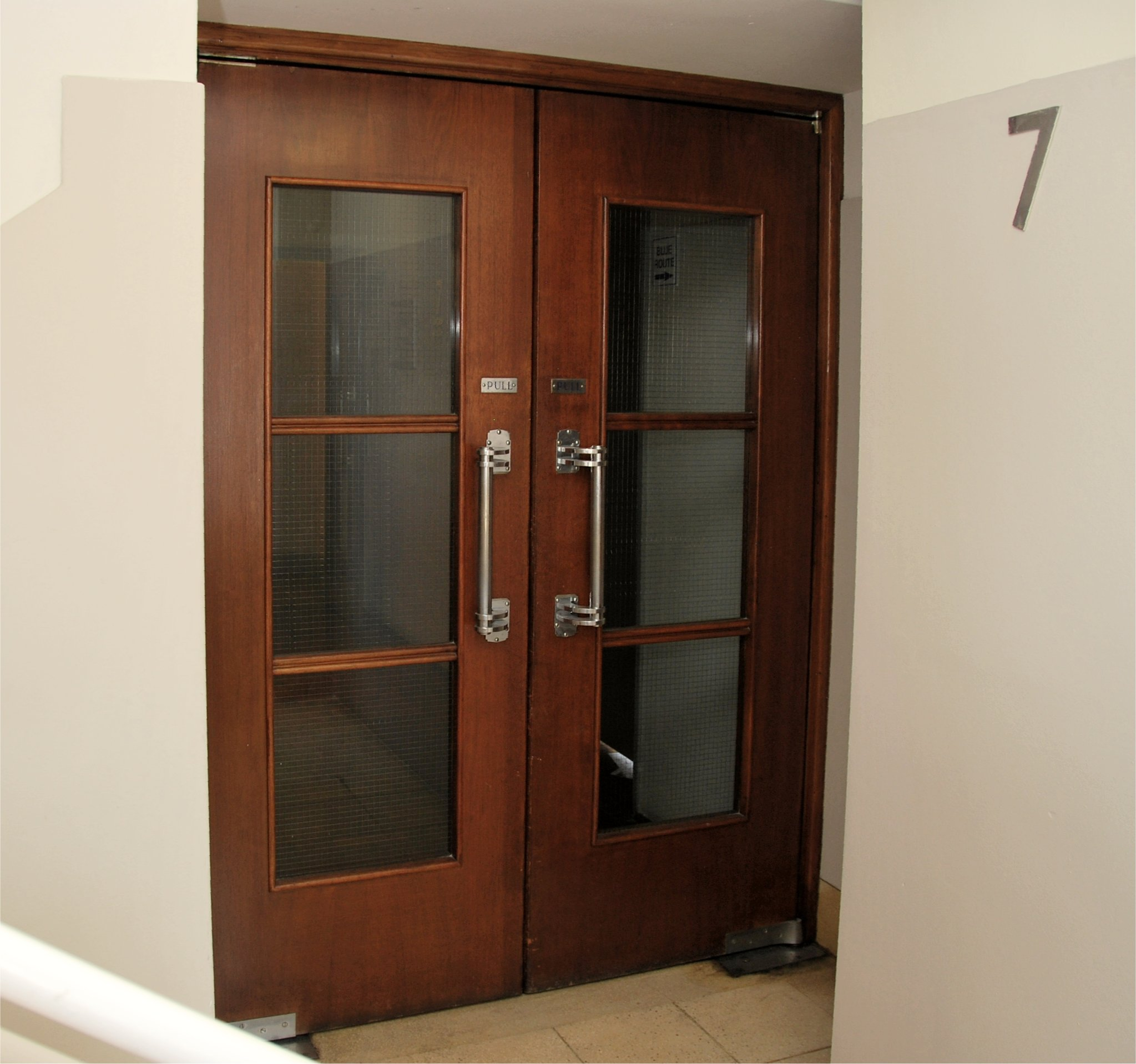
Portes coupe-feu d'origine avec poignées distinctes
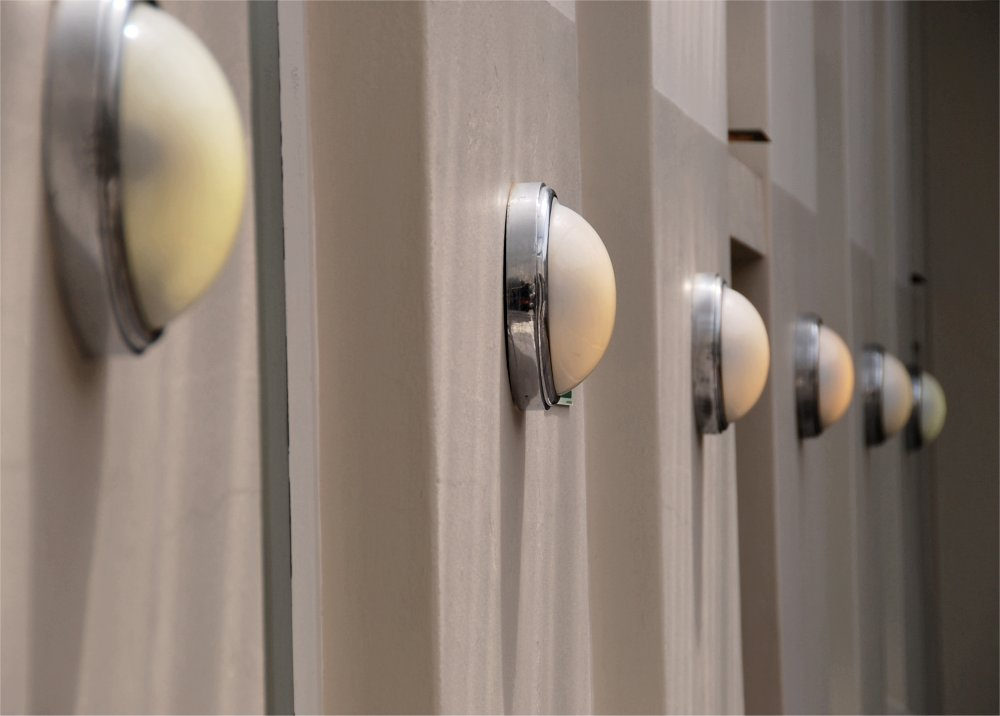
Hublots du 9e étage
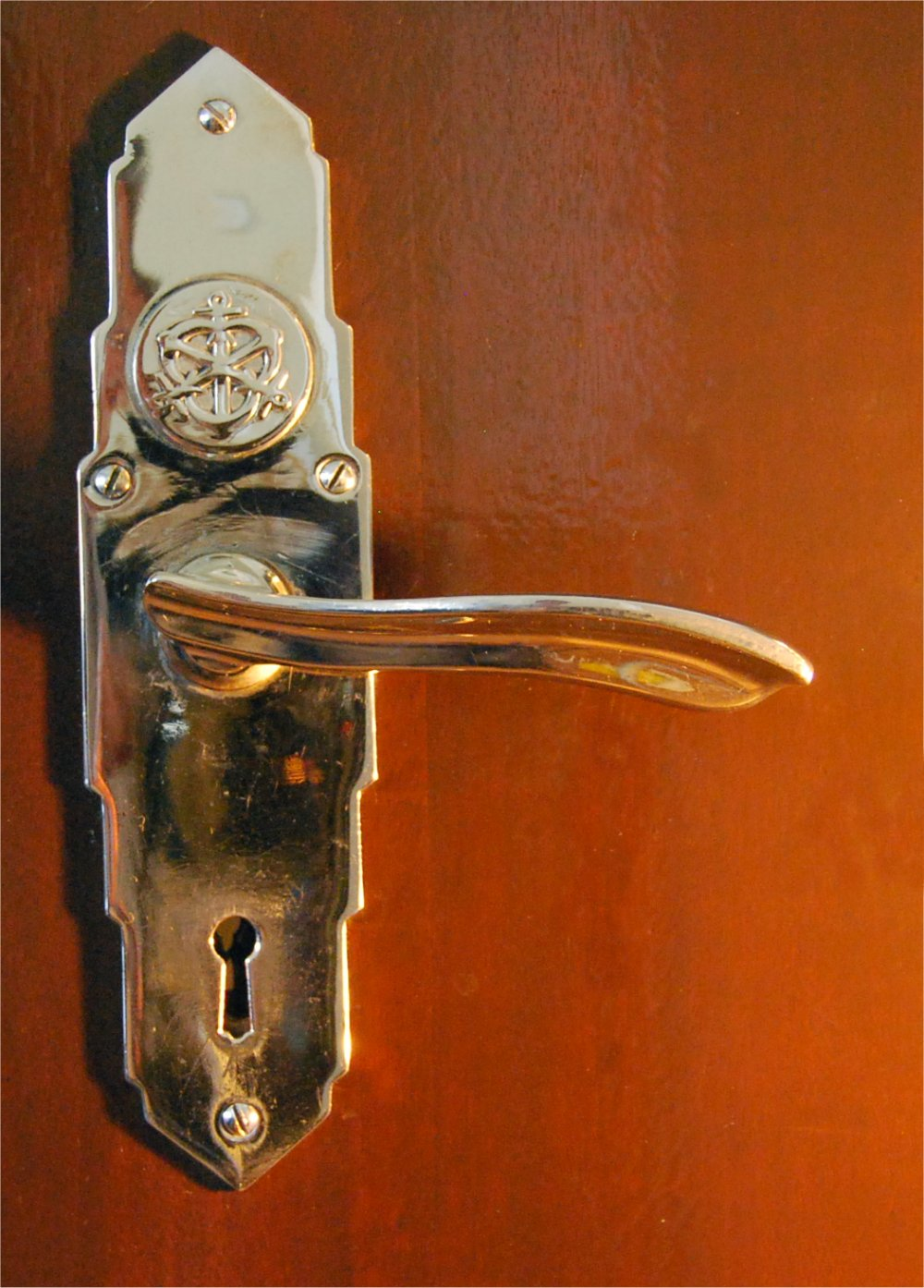
Poignée de porte (origine)
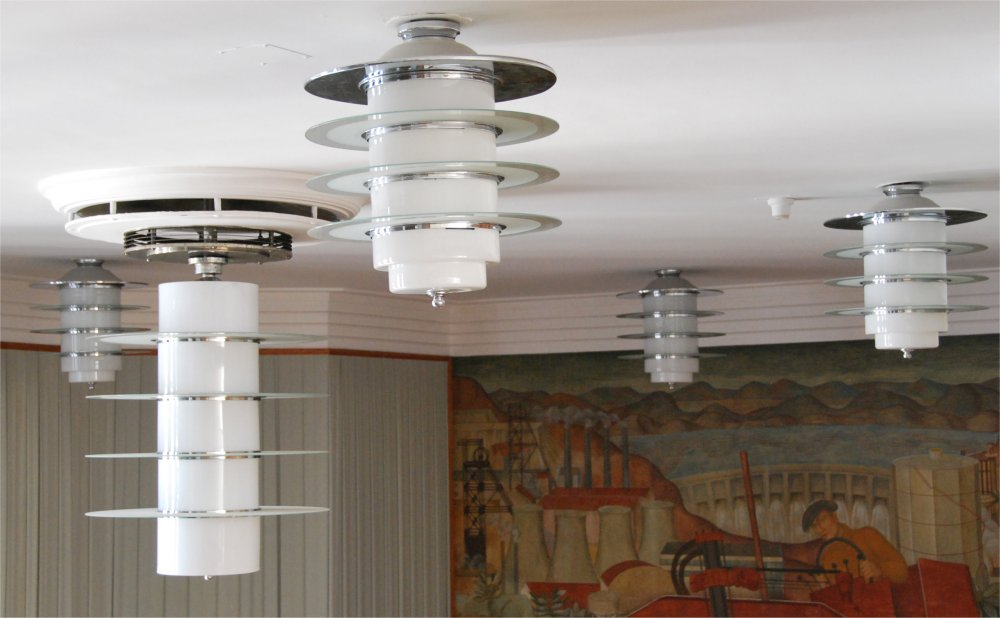
Luminaires dans la salle de l'assemblée
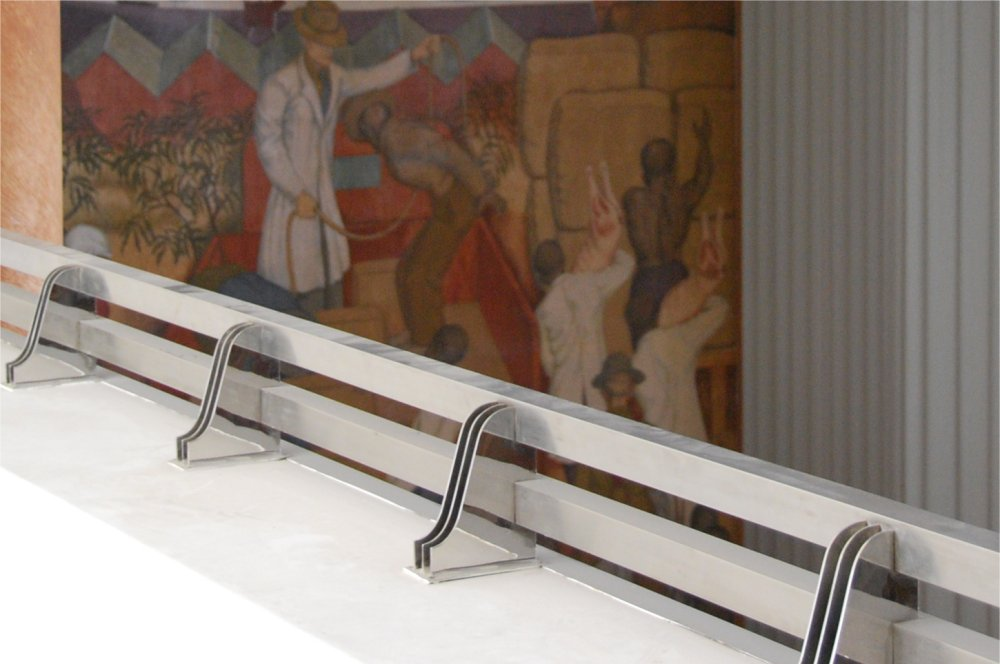
Détail dans la salle de l'assemblée

### Hall d'entrée

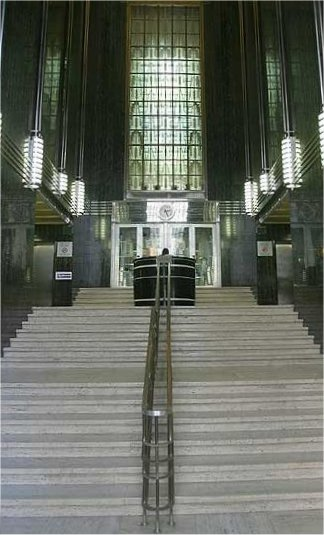
L'entrée

Sous un plafond de 15 m de hauteur recouvert de feuilles d'or, l'entrée principale de l'immeuble est décorée de marbre noir et or. L'escalier de 17 marches amène à l'ancienne salle de Banque.

### La salle bancaire
Parée de hautes colonnades en marbre, la salle bancaire de style néo-classique, qui est toujours la propriété de Old Mutual, est ornée de luminaires au thème Art déco. La salle présente deux comptoirs de service dont seulement un est d'origine.

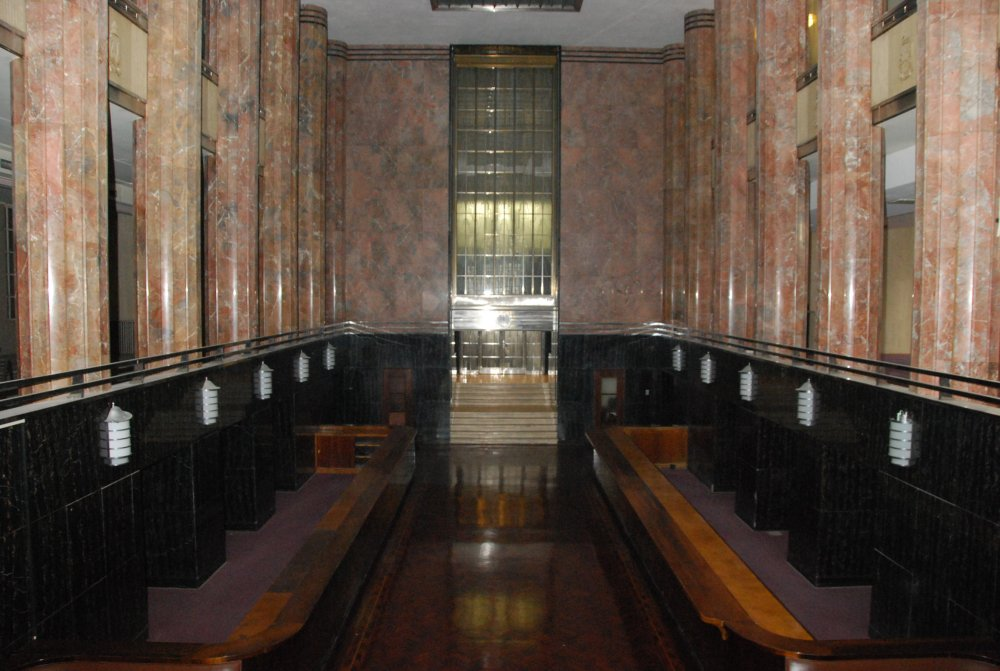
La salle bancaire

Entre les colonnes figurent les armoiries des grandes villes, provinces et pays d'Afrique australe et orientale dans lesquels la South African Mutual Life Assurance Society est alors présente lors de l'édification du bâtiment.

Armoiries de la salle bancaire
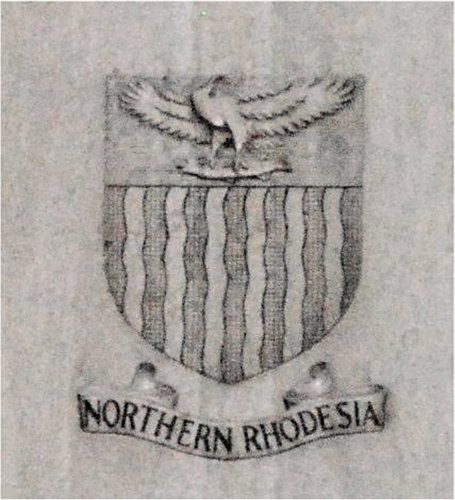
Rhodésie du Nord
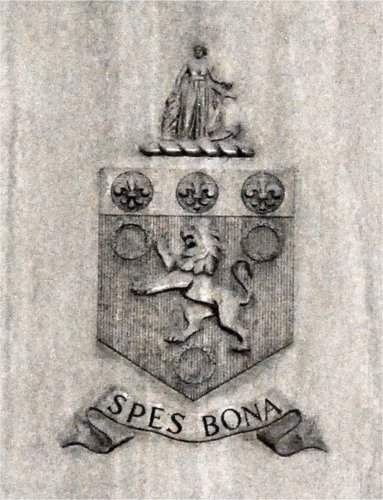
Colonie du Cap
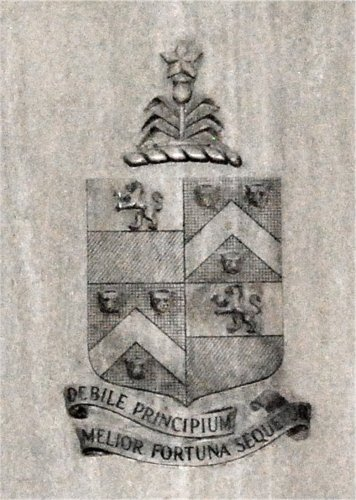
Durban
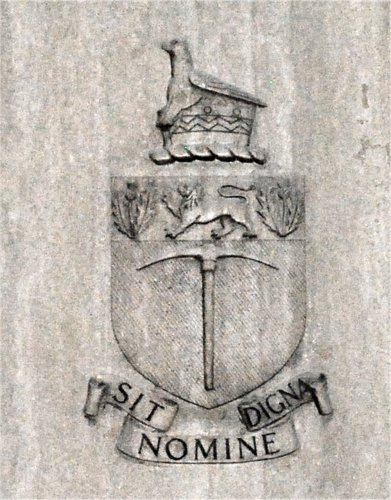
Rhodésie du Sud
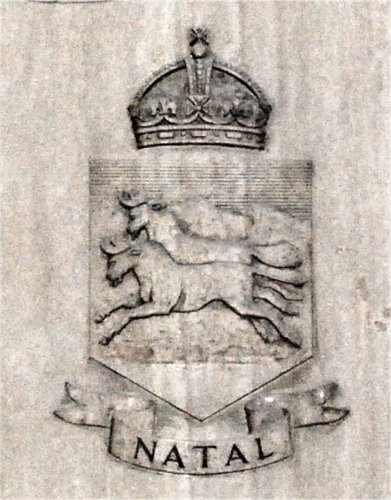
Natal
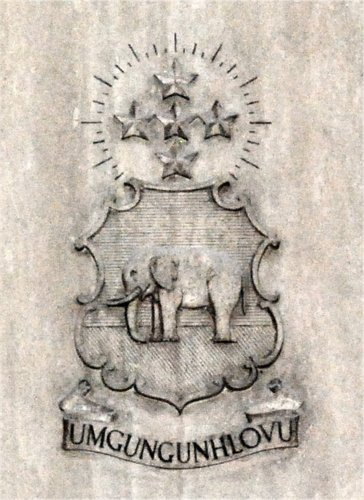
Pietermaritzburg
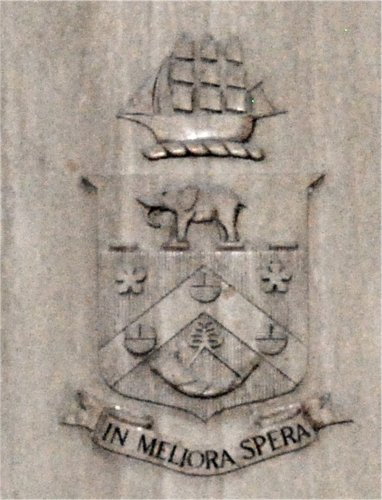
Port Elizabeth
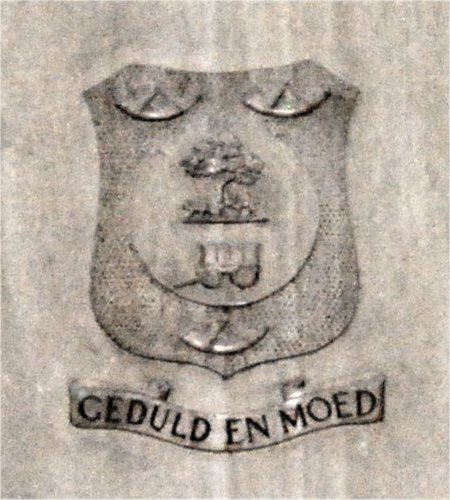
État libre d'Orange
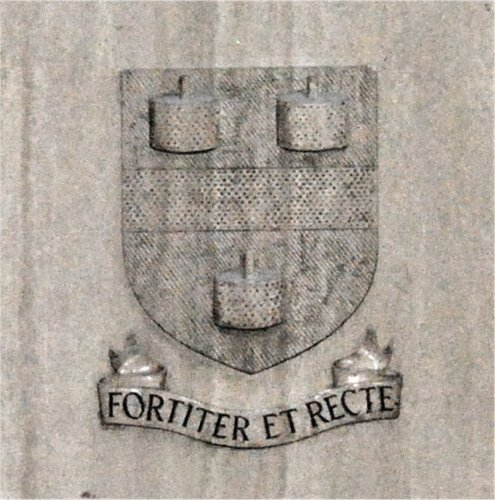
Johannesburg
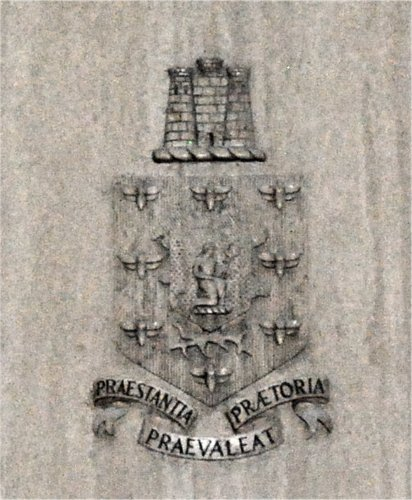
Pretoria
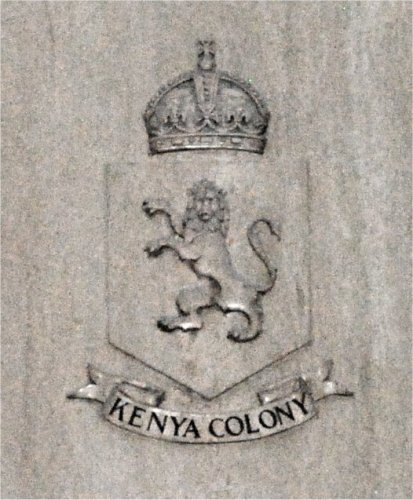
Kenya
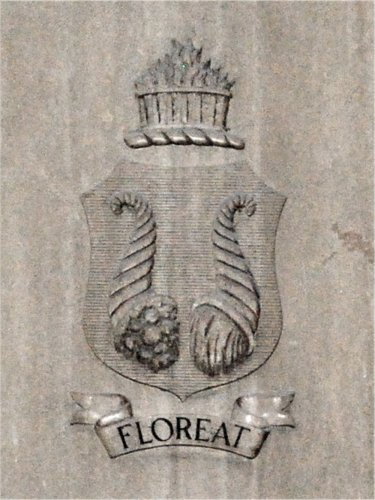
Bloemfontein
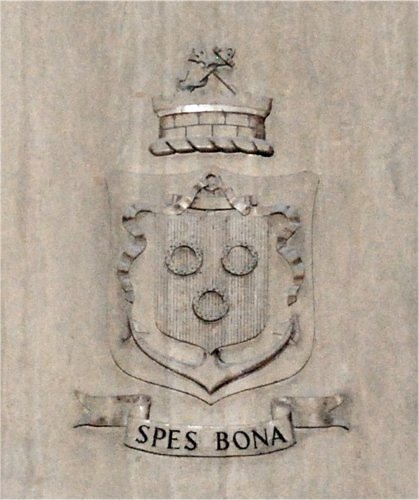
Le Cap
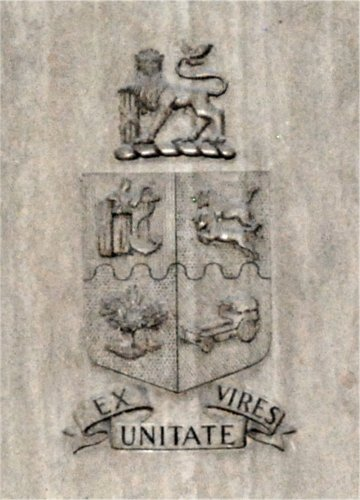
Union d'Afrique du Sud
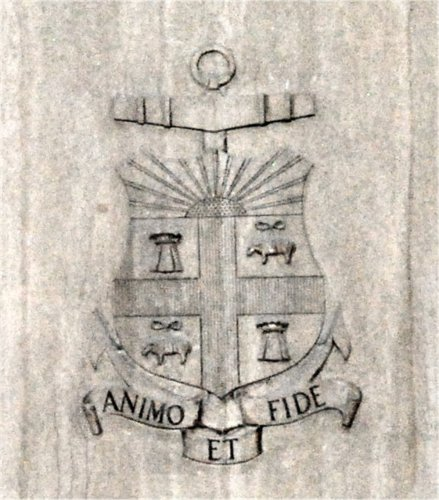
Potchefstroom
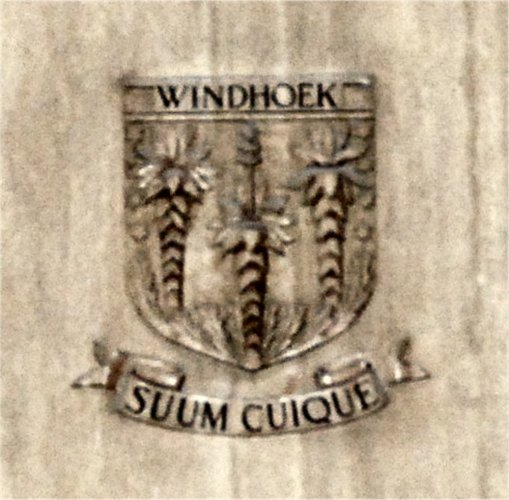
Windhoek

### Les ascenseurs
Lors de l'inauguration de l'immeuble, ces ascenseurs étaient les plus rapides d'Afrique. Ils sont au nombre de sept dont quatre sont des ascenseurs principaux.
Garni de marbre noir, chaque ascenseur dispose de portes décorées distinctement par une représentation iconique animale et végétale (attribuées à Ivan Mitford-Barberton) voire par une représentation du logo de l'entreprise.

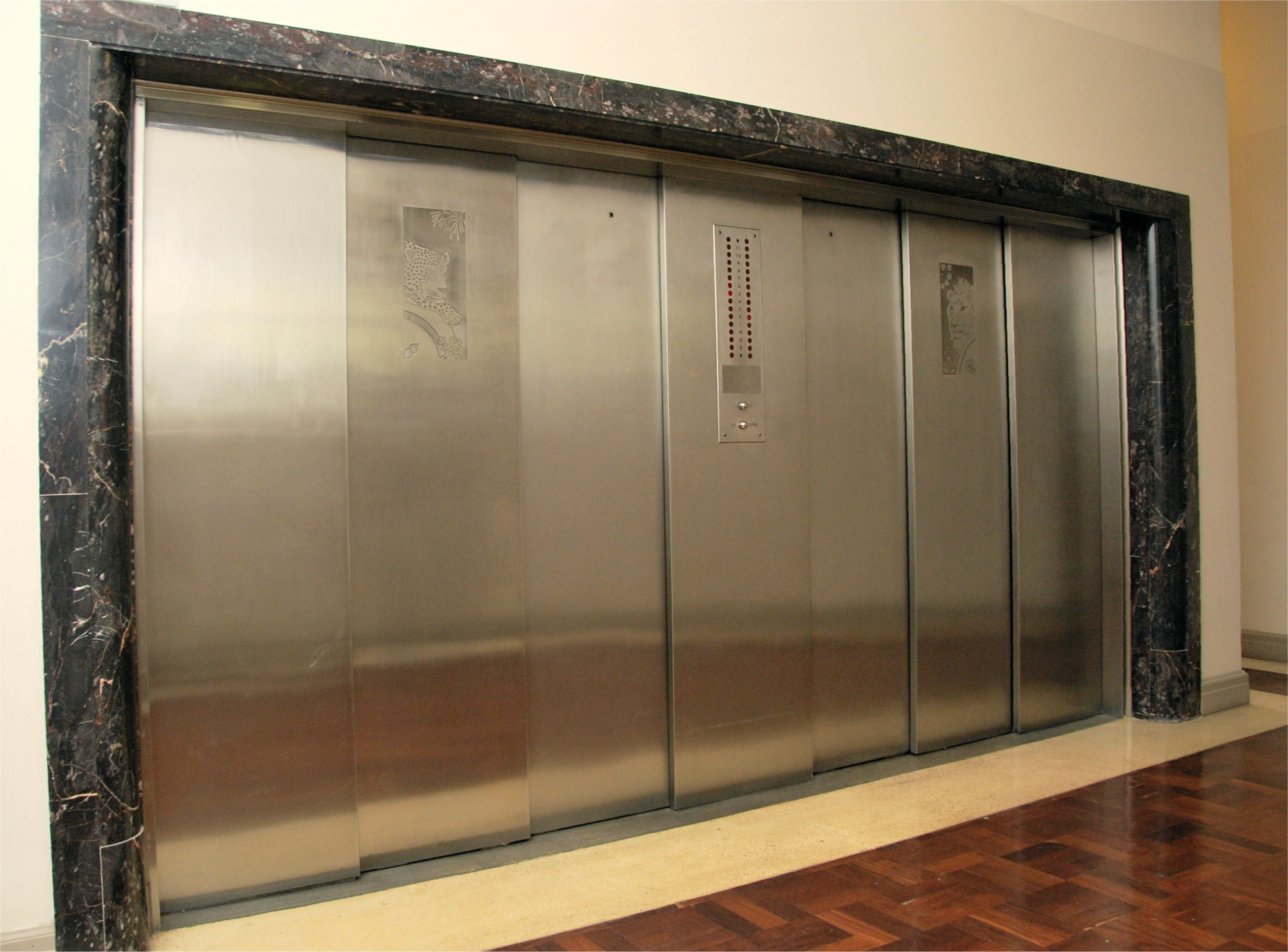
L'un des quatre ascenseurs principaux de l'immeuble

Gravures spécifiques à chaque porte d'ascenseur
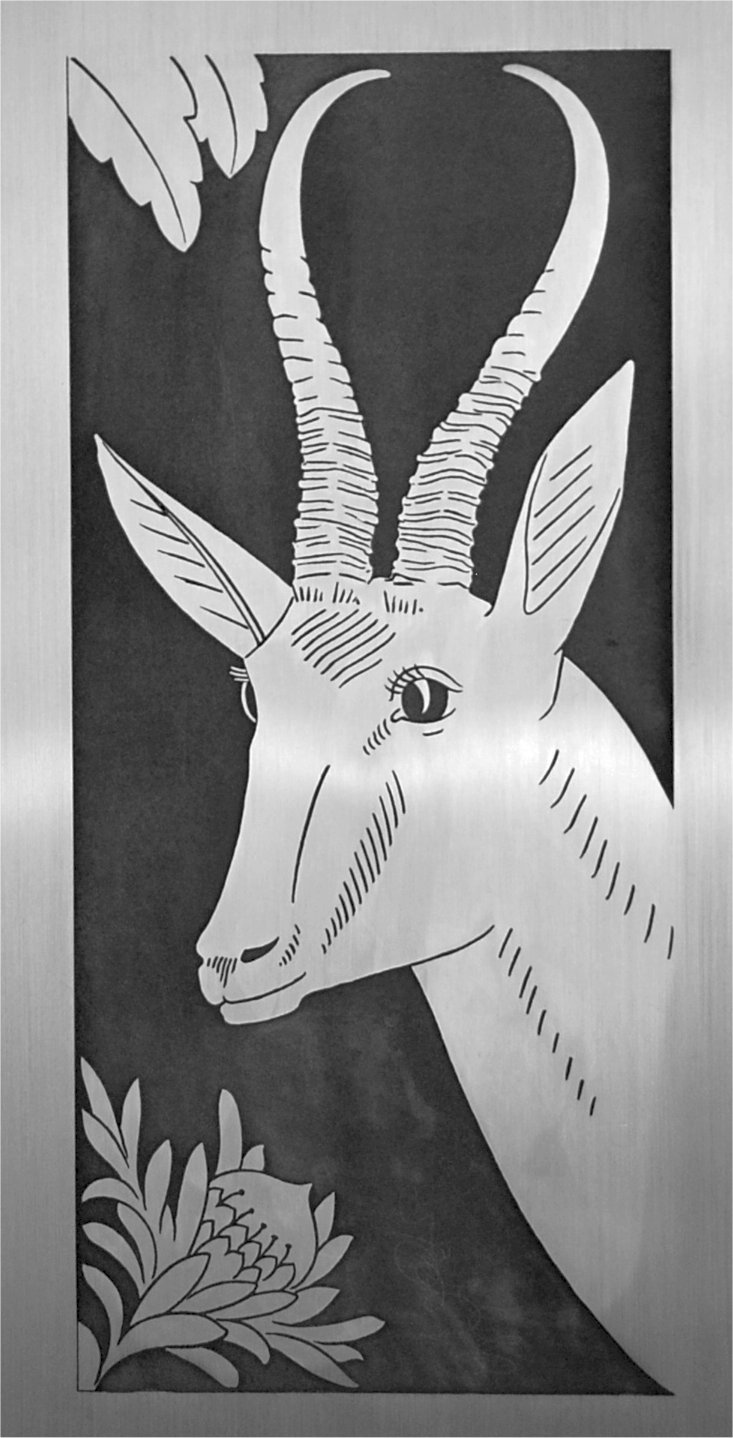
Springbok (Antidorcas marsupialis) avec une protéa royale (Protea cynaroides), les deux emblèmes nationaux animal et végétal de l'Afrique du Sud
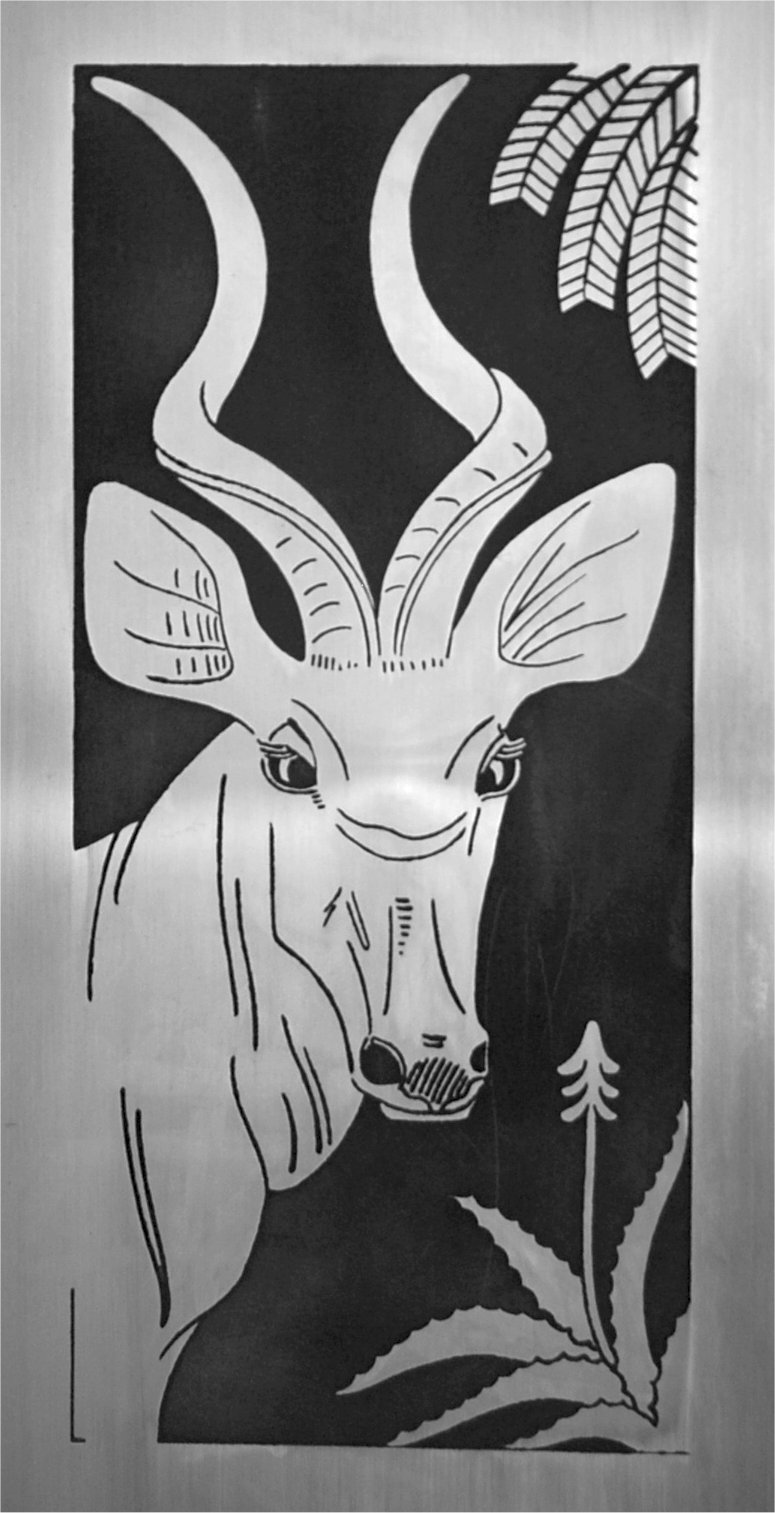
Koudou (Tragelaphus) et veltheimia (Veltheimia bracteata)
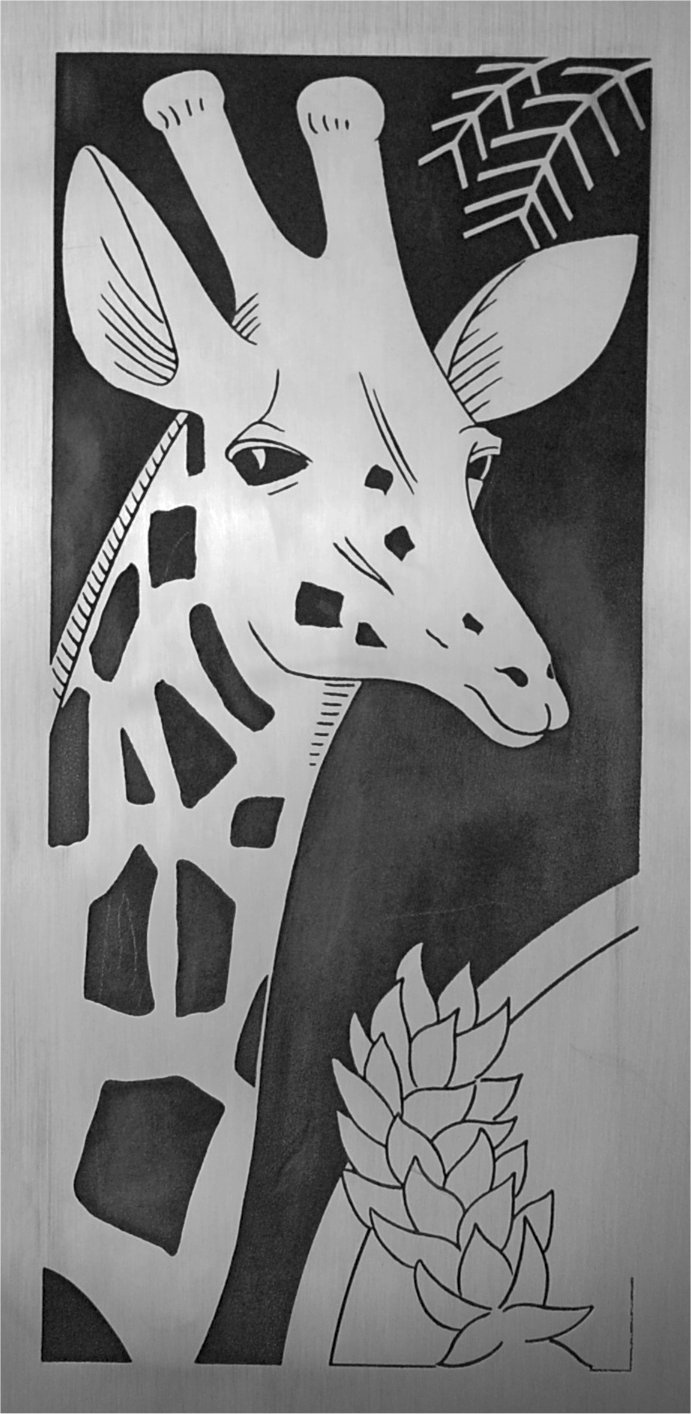
Girafe et Crassula
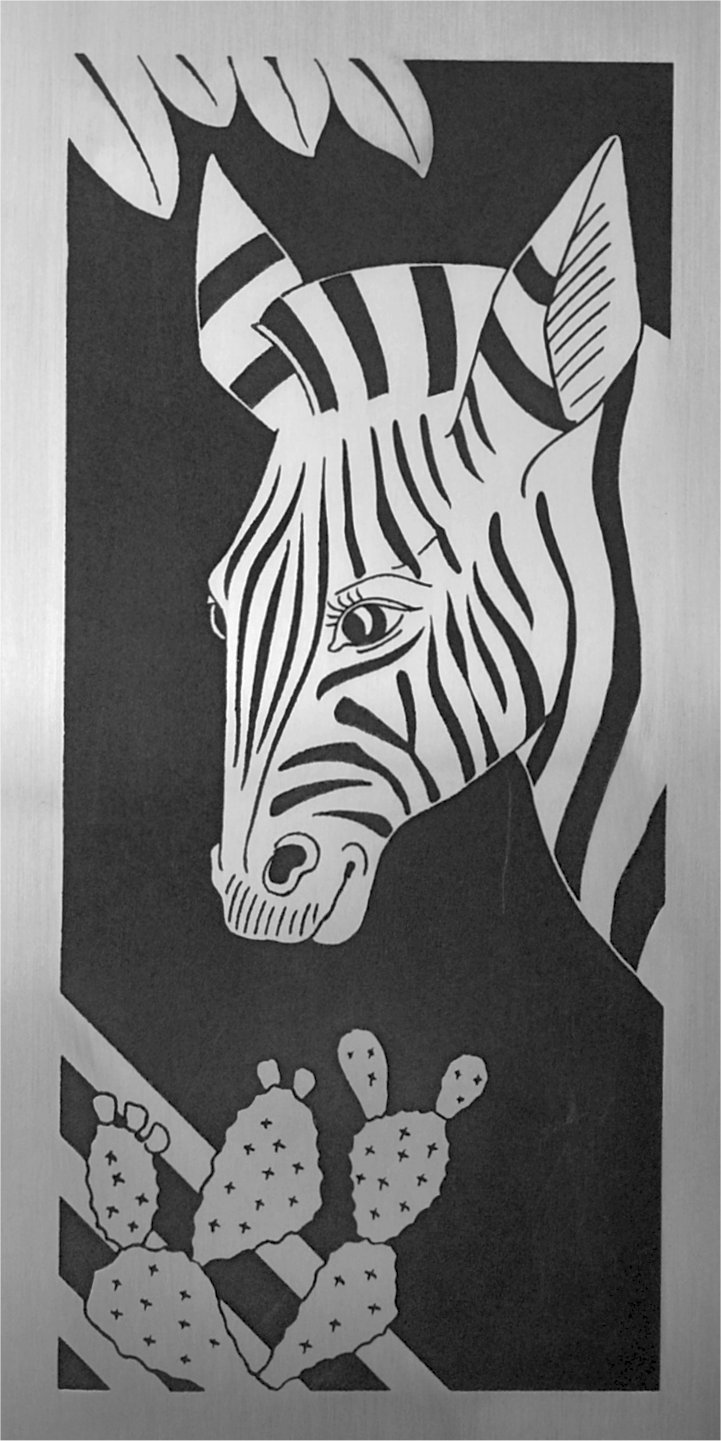
Zèbre (Equus quagga) et figue de barbarie (Opuntia ficus-indica)
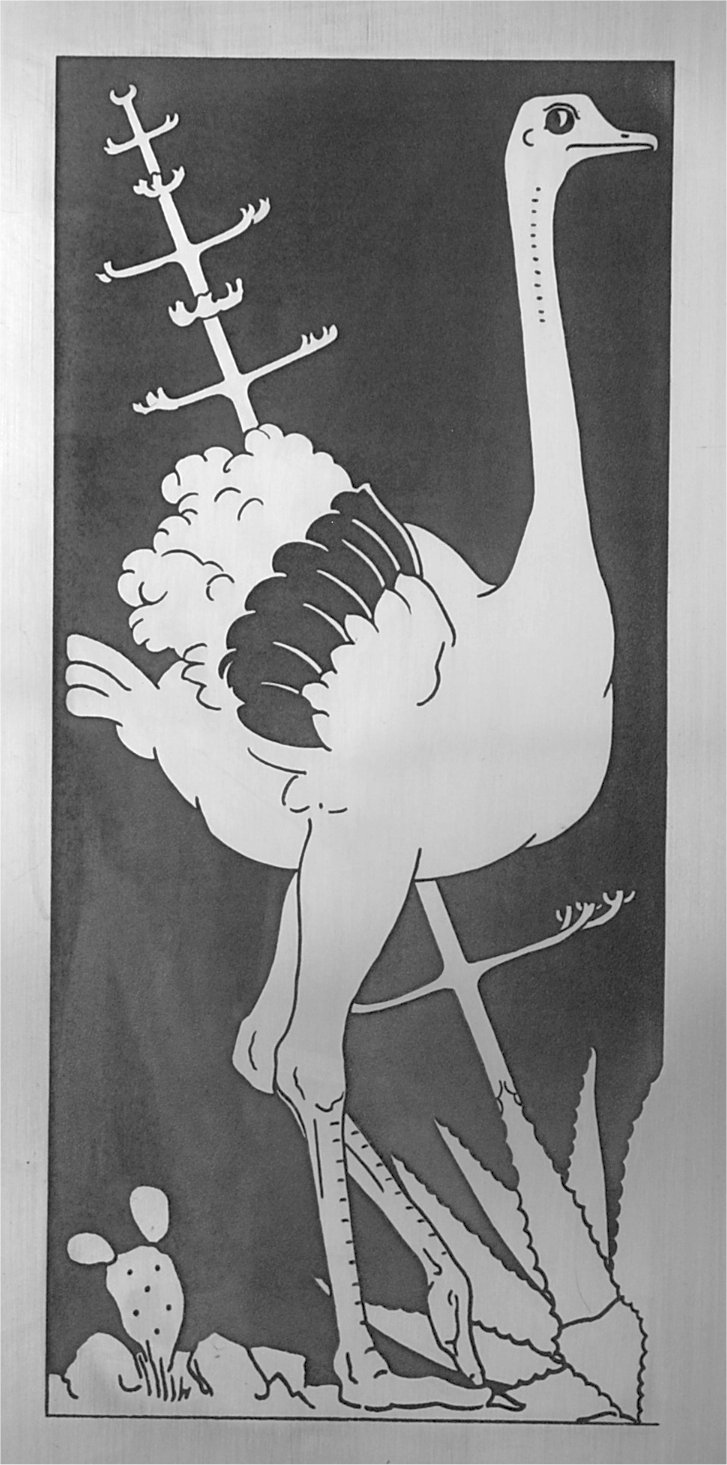
Autruche (Struthio camelus australus) figue de barbarie et Agave americana
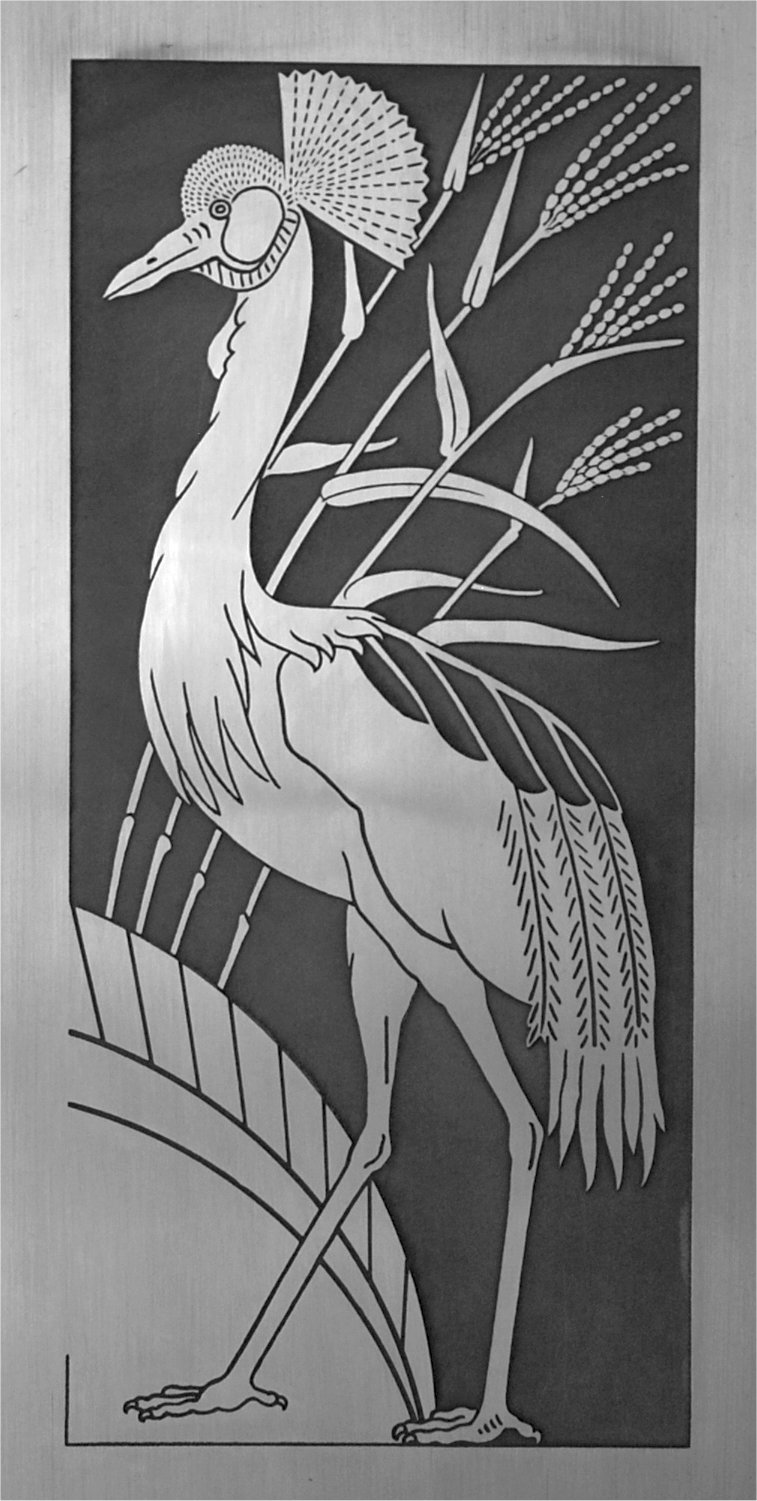
Grue royale (Balearica regulorm) et roseau commun (Phragmites australis)
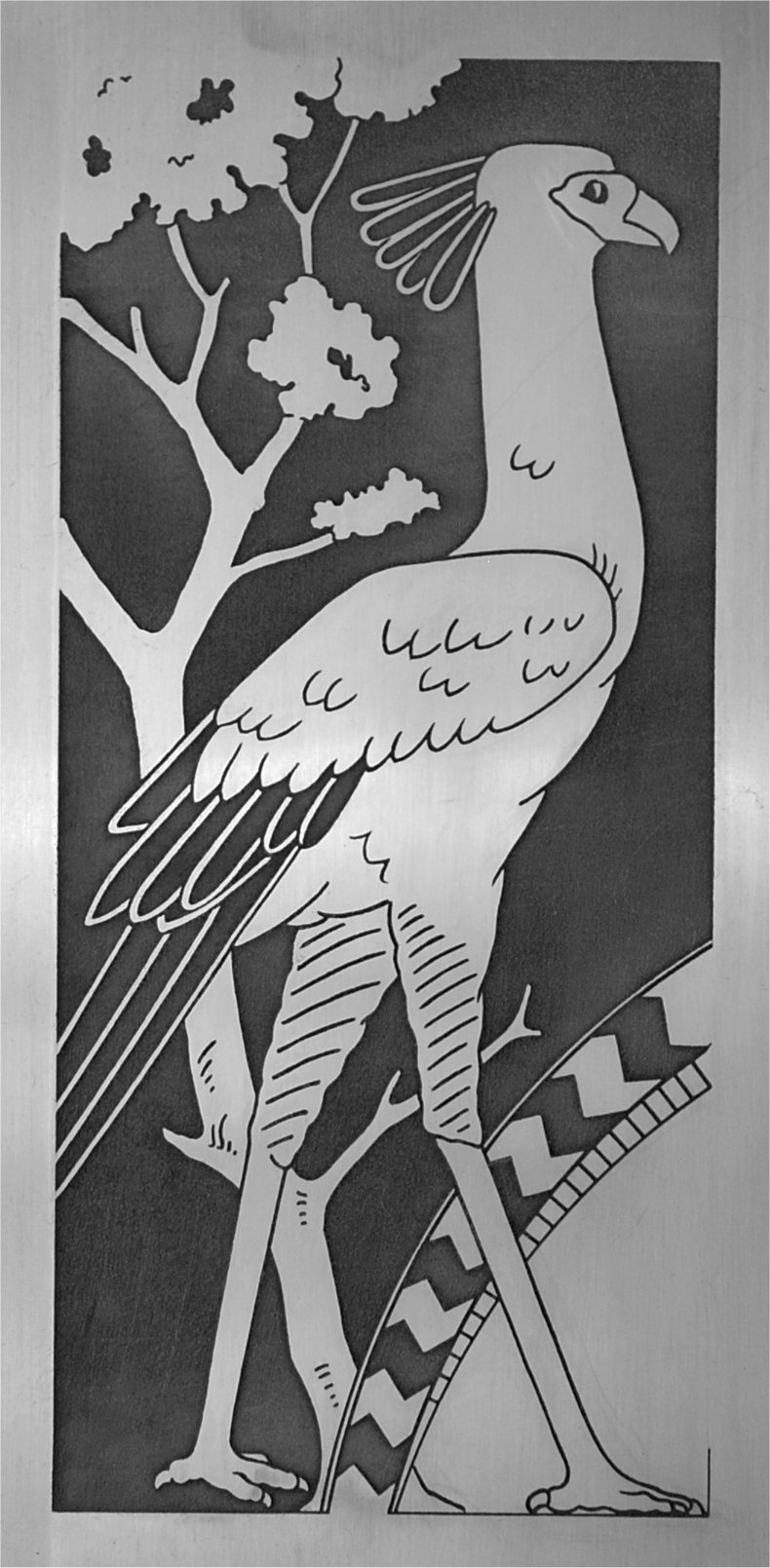
Messager sagittaire (Sagittarius serpentarius) et un arbre
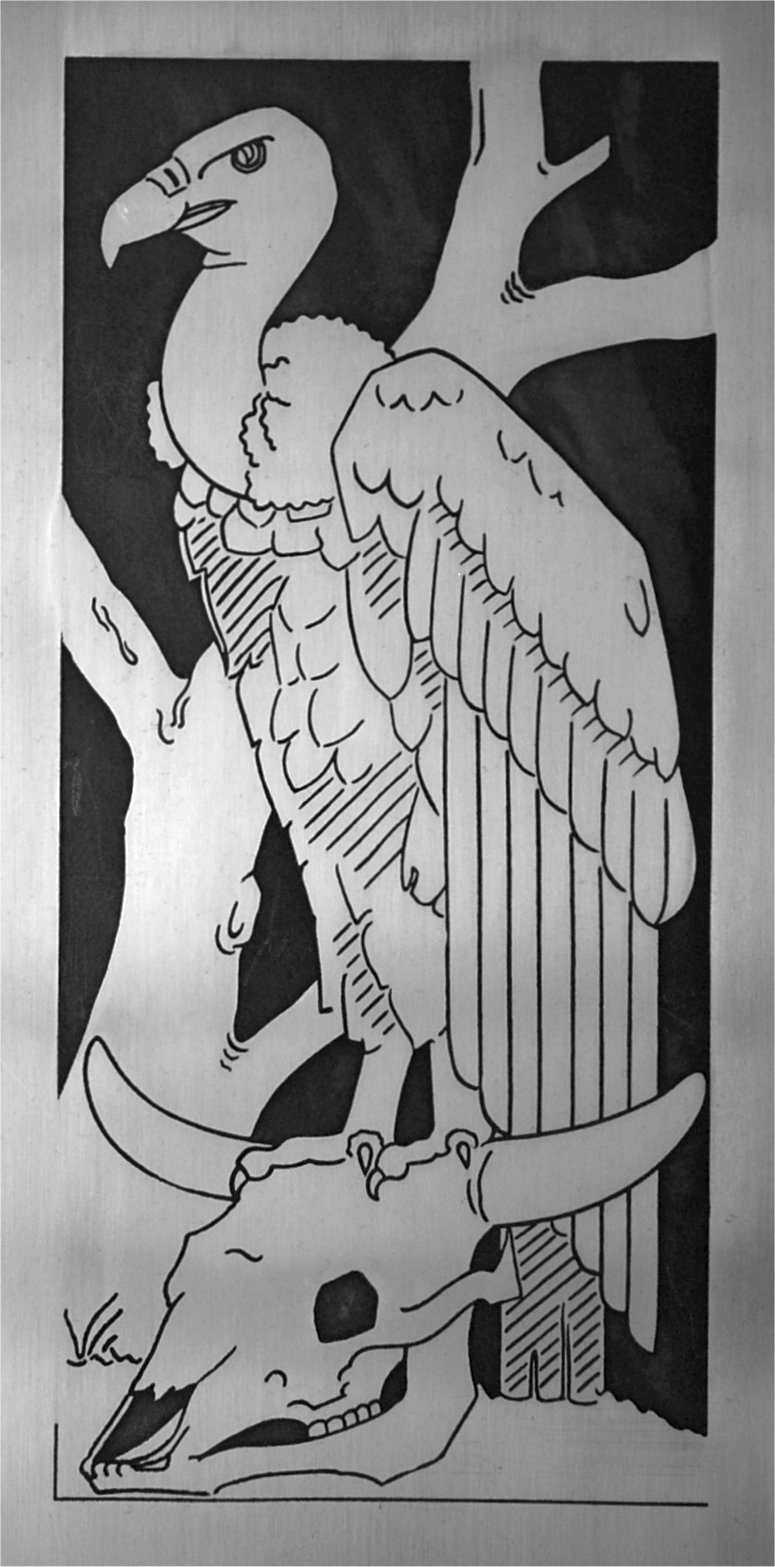
Vautour
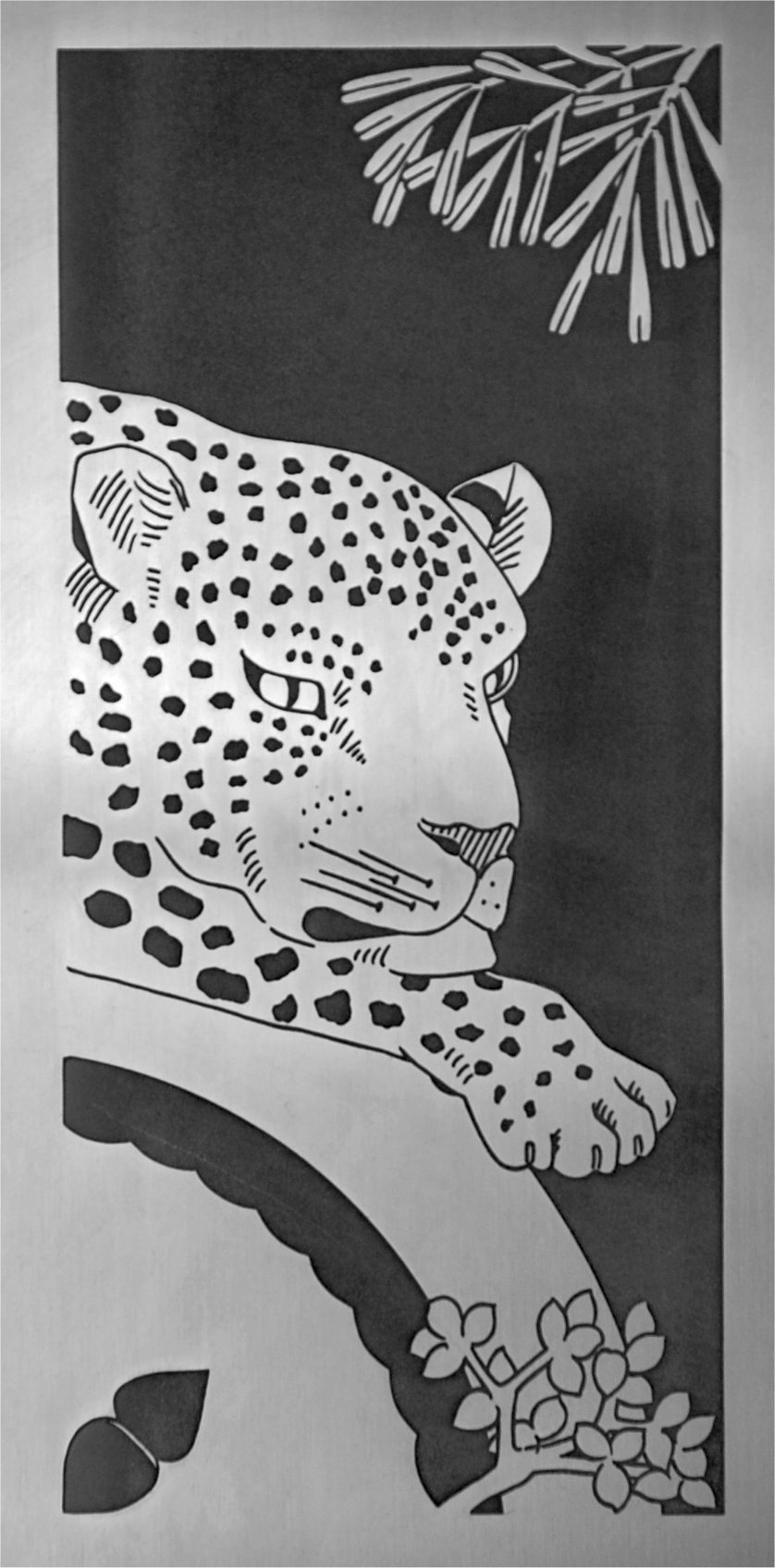
Léopard d'Afrique  (Panthera pardus pardus), Portulacaria afra et Brunsvigia josephinae
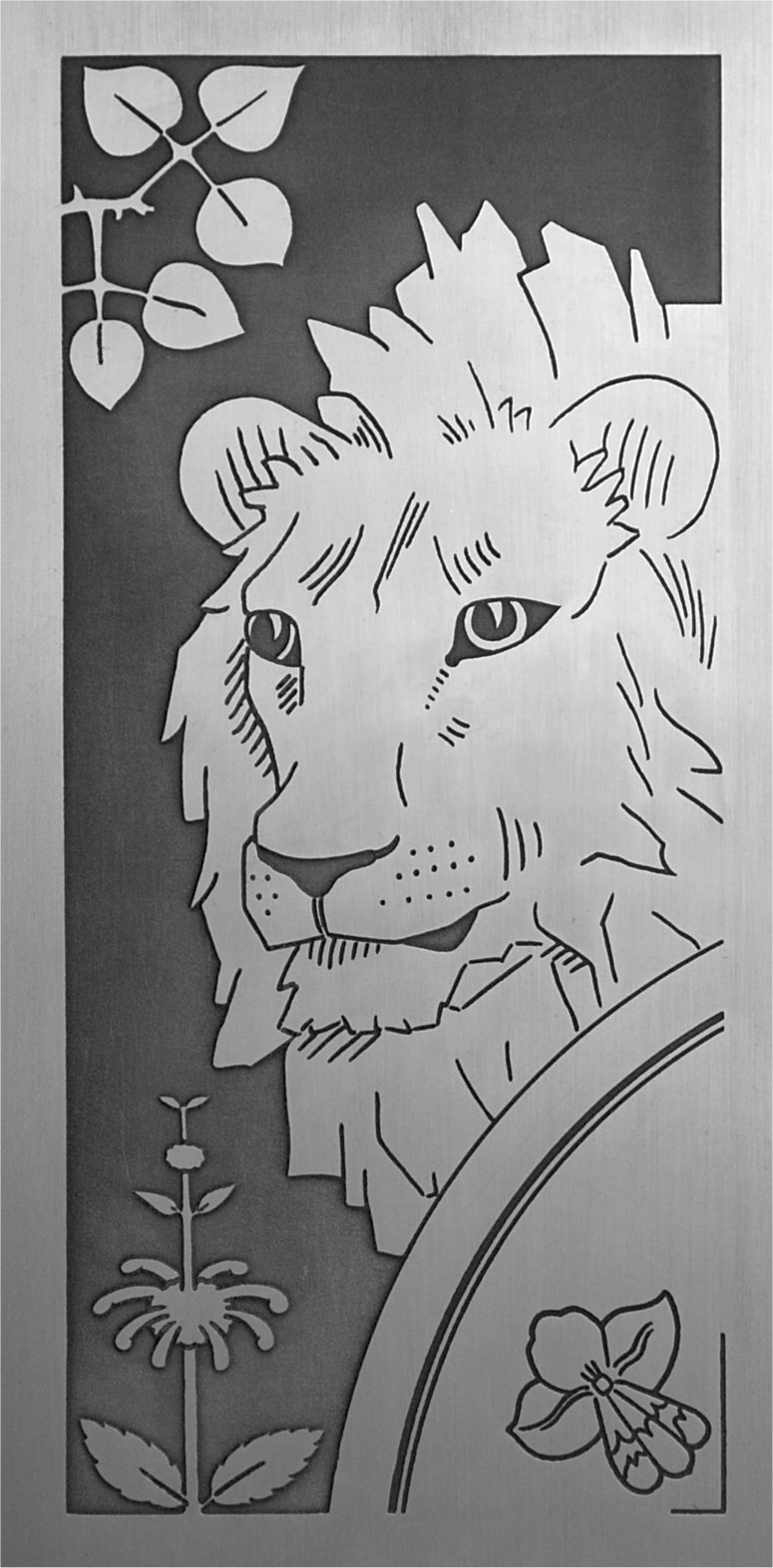
Lion, Leonotis leonuris, Freesia laxa et arbre corail (Erythrina lysistemon)
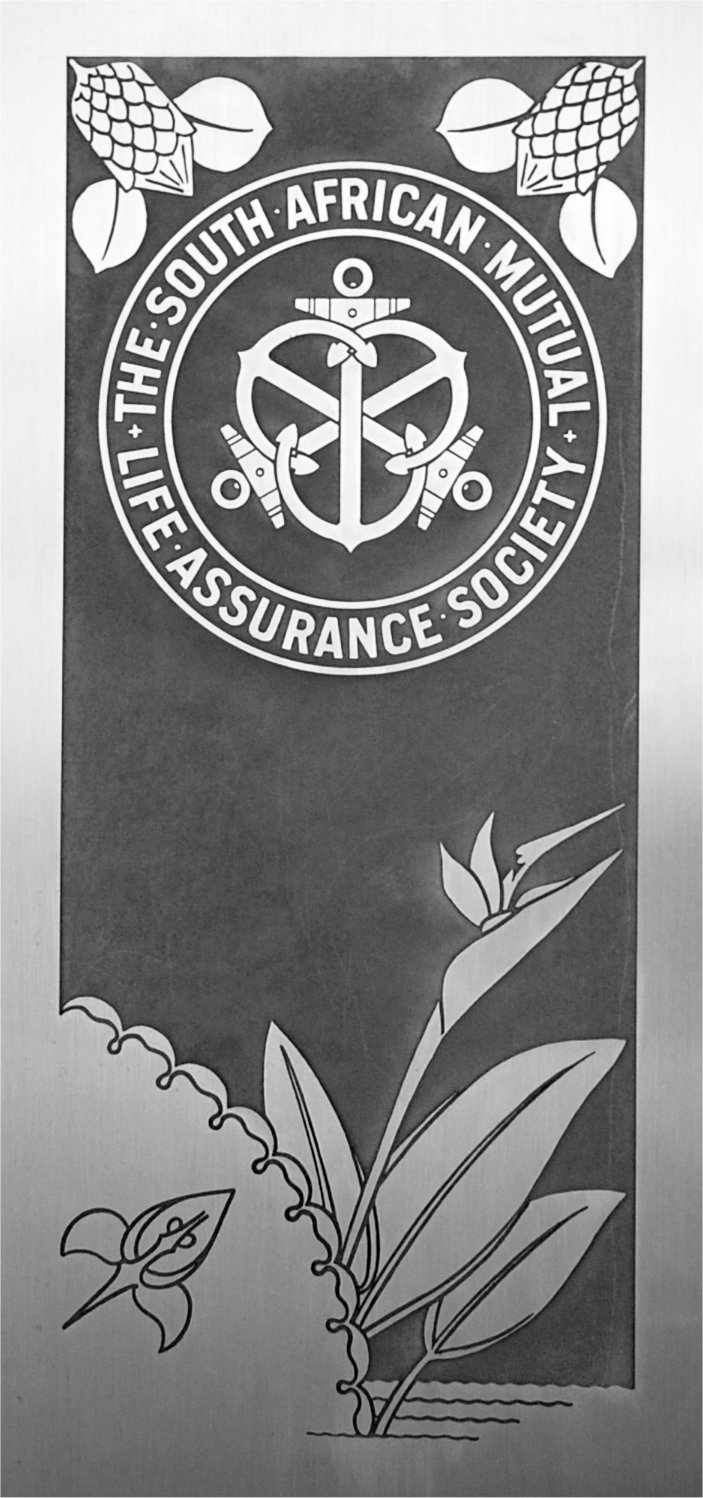
Le logo de l'entreprise, Strelitzia reginae, Disa uniflora et Protea

### La salle de l'Assemblée

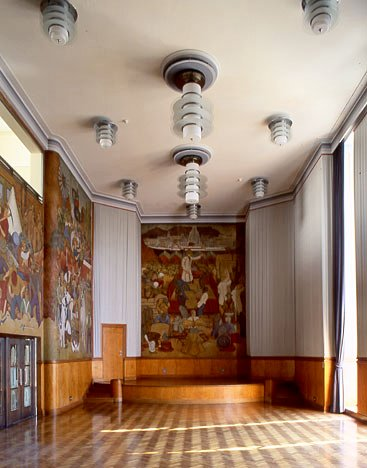
La salle de l'Assemblée

La salle de l'Assemblée, parfois appelée la « chambre des fresques », est la salle où, à l'origine, devaient se tenir les réunions des dirigeants. Les fresques, réalisées par l'artiste et peintre Le Roux Smith Le Roux (1913-1964), déjà connu pour ses réalisations murales sur le paquebot Queen Elizabeth, illustrent l'histoire de l'Afrique du Sud. Elles furent réalisées deux ans après l'achèvement de la construction de l'immeuble. Le Roux était un ancien protégé de l'architecte Herbert Baker, qui avait financé ses études d'art à Londres où Leroux s'illustre par ses premières œuvres murales à la South Africa House. Les fresques qu'il réalisa au Mutual Building sont caractéristiques du genre Art déco,.
Les cinq fresques sur les murs à l'entrée et aux extrêmes dépeignent plus de 100 ans de l'histoire de la nation sud-africaine, y compris le Grand Trek, le développement industriel, les mines d'or, l'agriculture, les voyages et le commerce international. Pour les érudits, cette œuvre est en accord avec la ligne politique dominante et libérale de la coalition gouvernementale menée par Jan Smuts".

Les fresques de la chambre de l'Assemblée
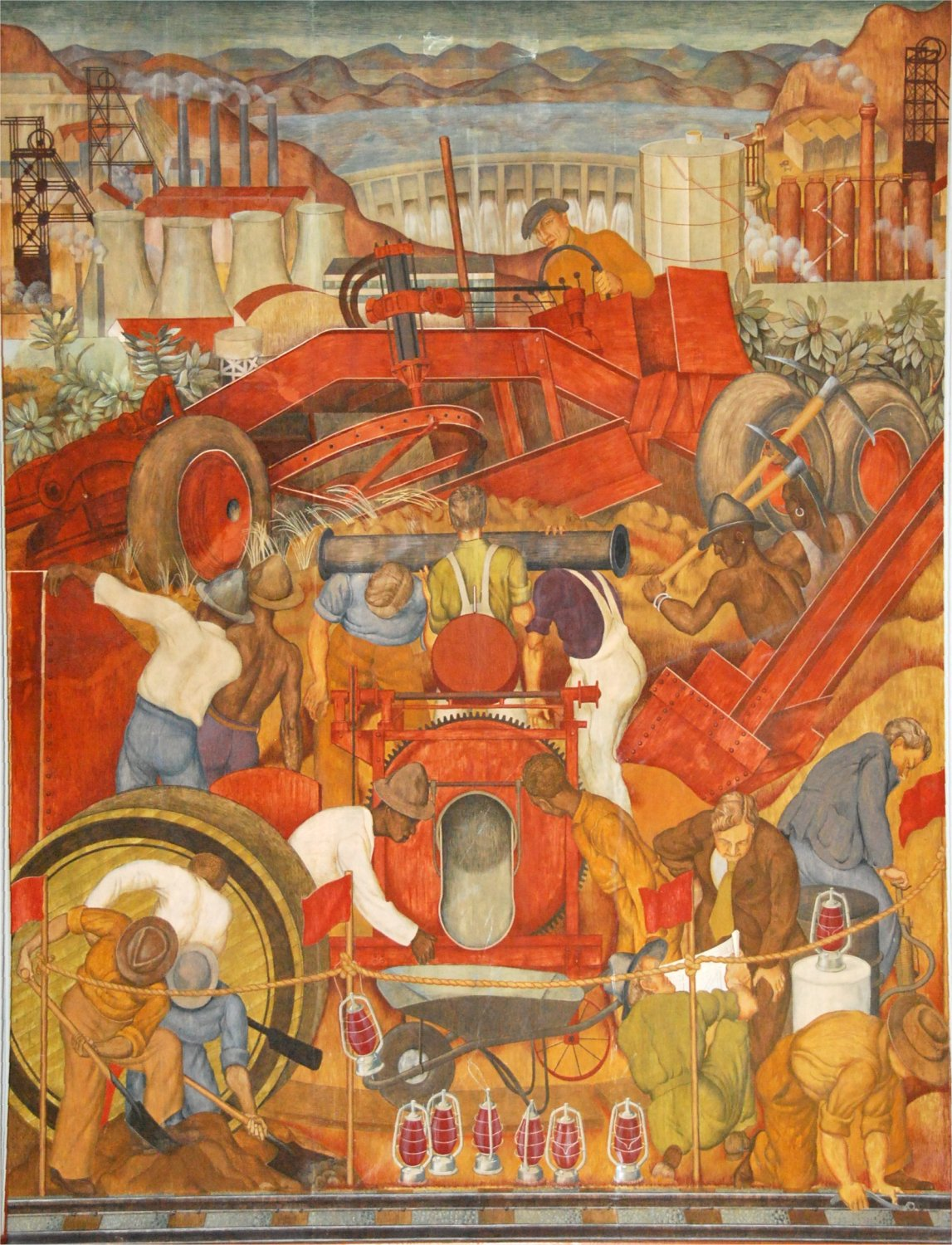
Ingénierie hydraulique, de l'industrie du bâtiment et des voies ferrées
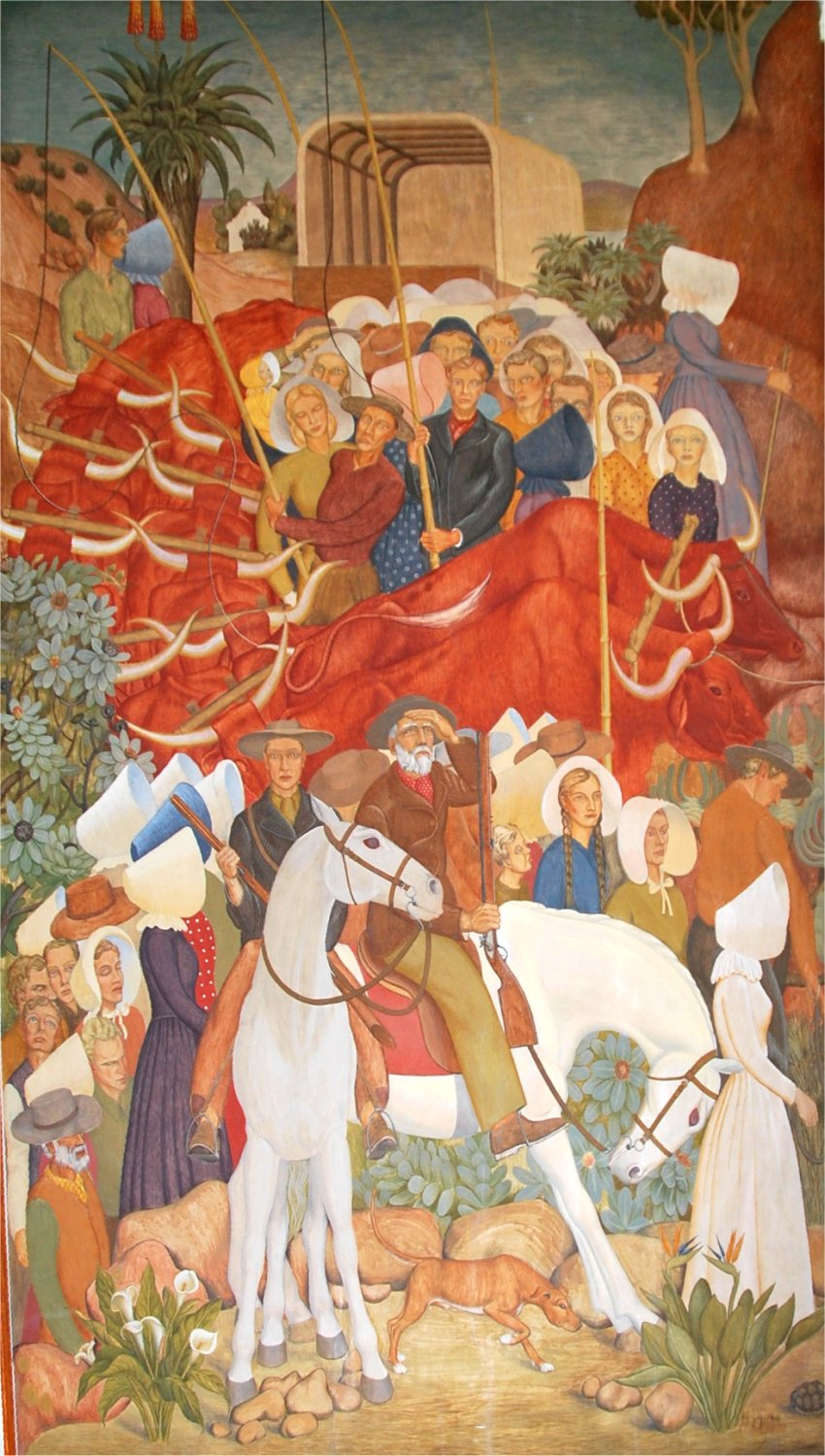
Le Grand Trek
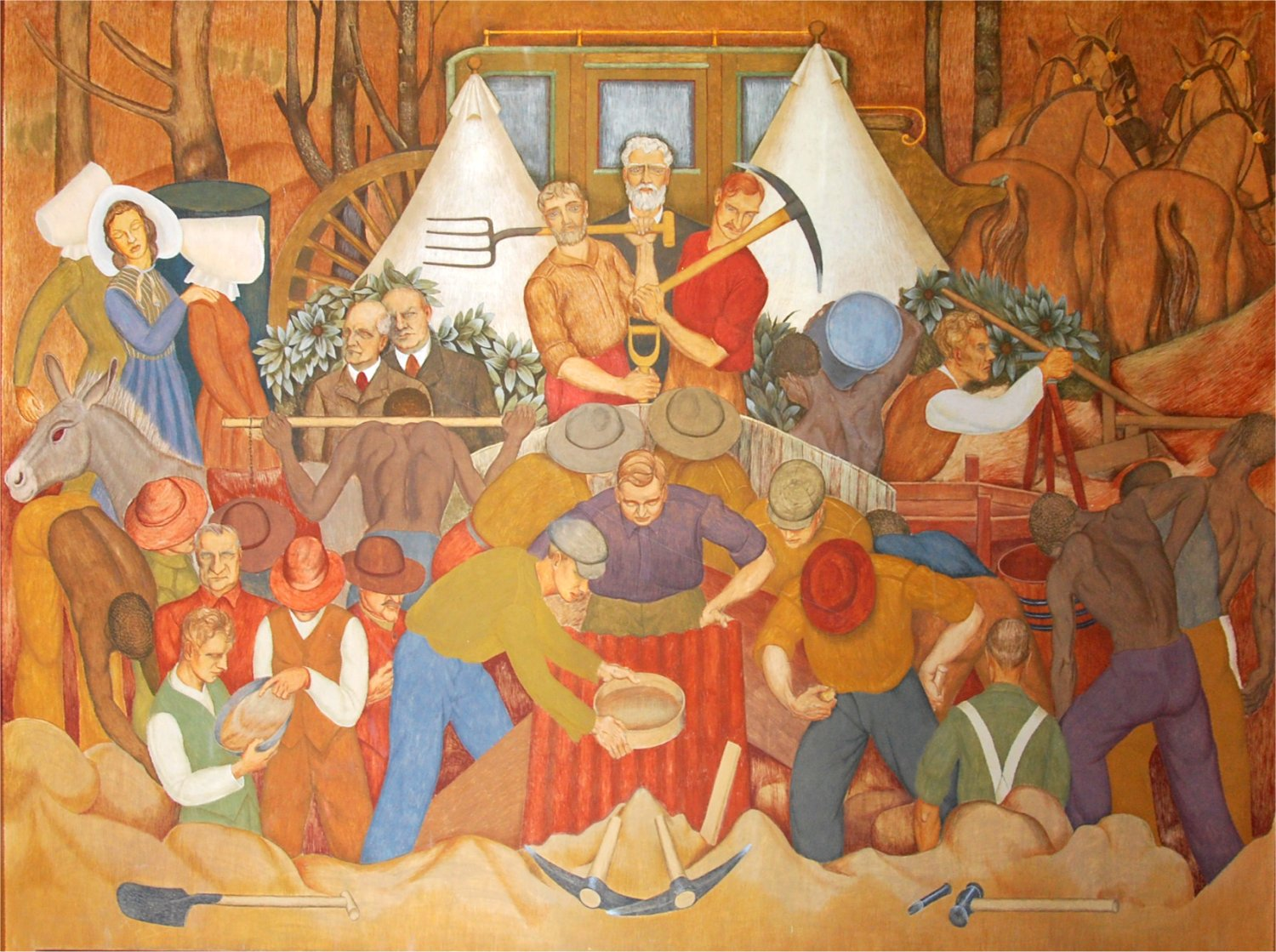
Découverte de l'or
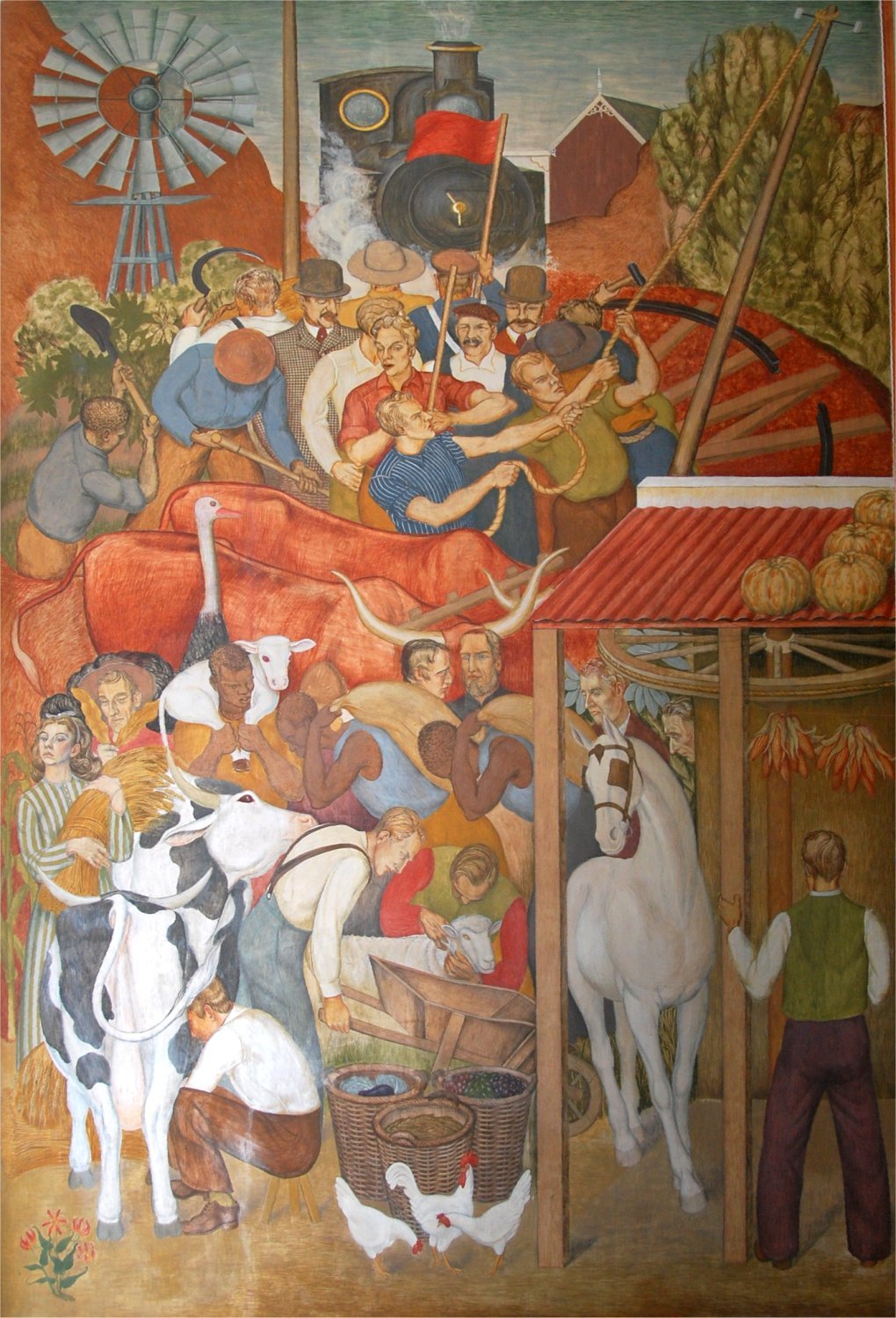
Chemins de fer en service et exploitations agricoles
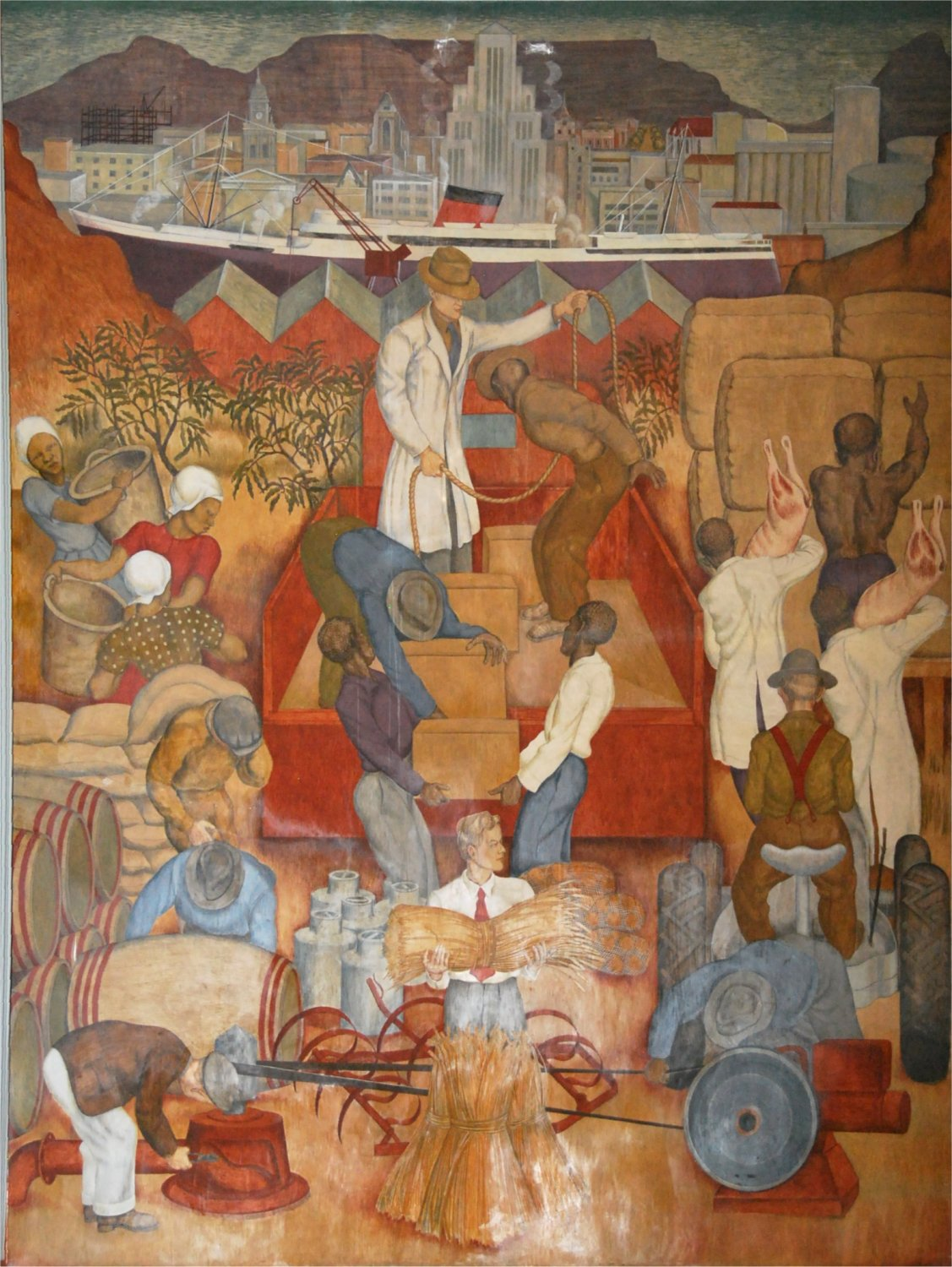
Commerce et voyages internationaux

Détail des fresques
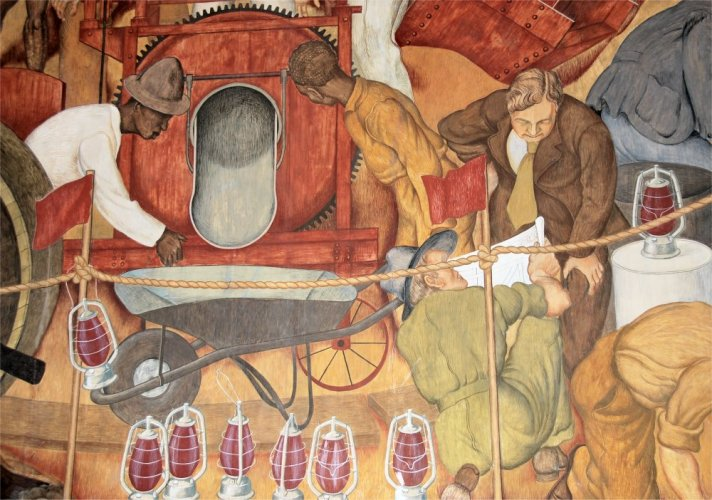
L'utilisation du béton pour édifier des villes
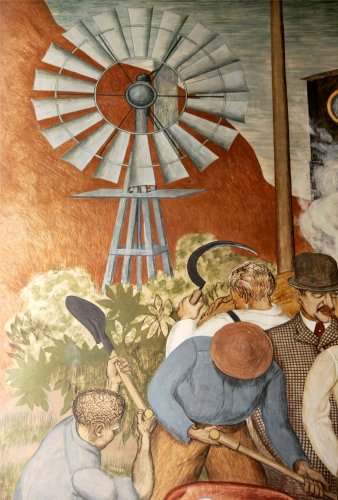
Pompes à eau à énergie éolienne pour l'irrigation
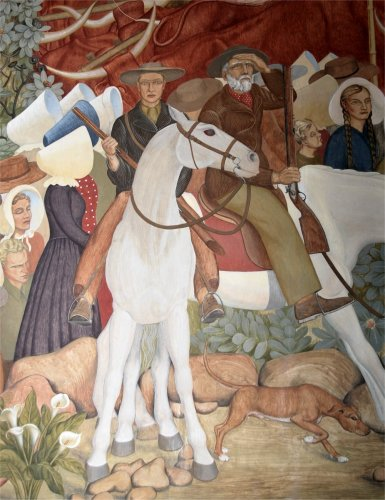
Le Grand Trek - femmes en bonnets, homme à cheval
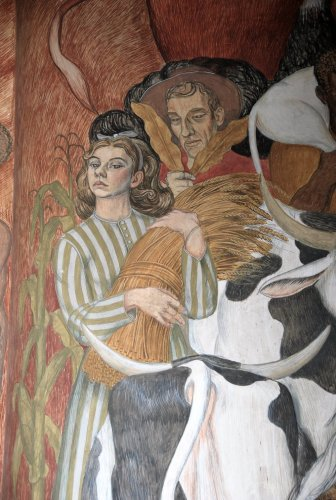
Les fermiers
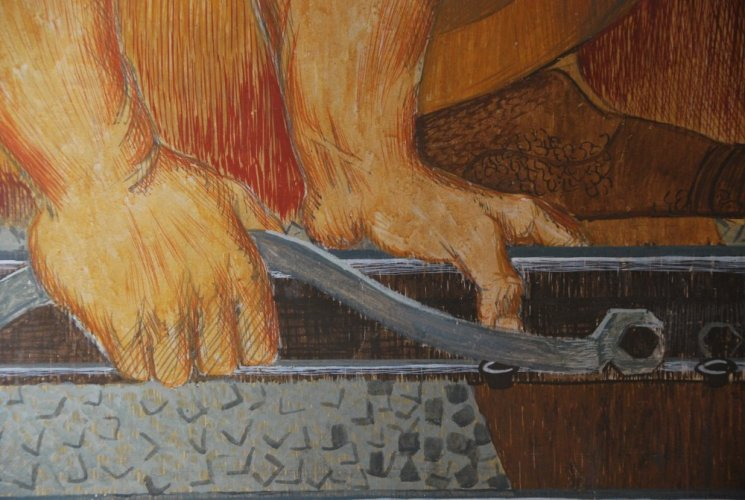
Pose de voies ferrées
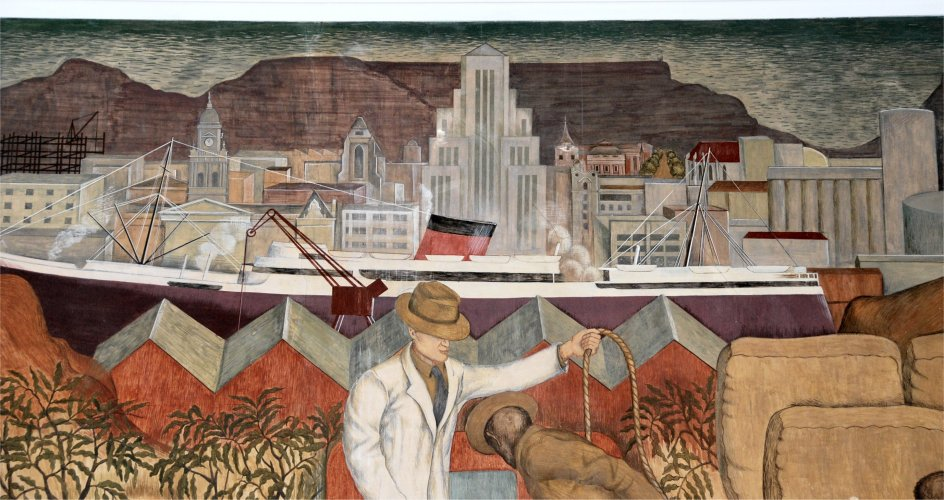
L'image du Mutual Building sous la montagne de la Table

### La salle du conseil d'administration
Au quatrième étage, sur la façade principale du bâtiment, se situe la salle du conseil d'administration. Celle-ci est toujours la propriété de la Old Mutual. Elle est agrémentée de deux salles secondaires, dont l'une est un salon.

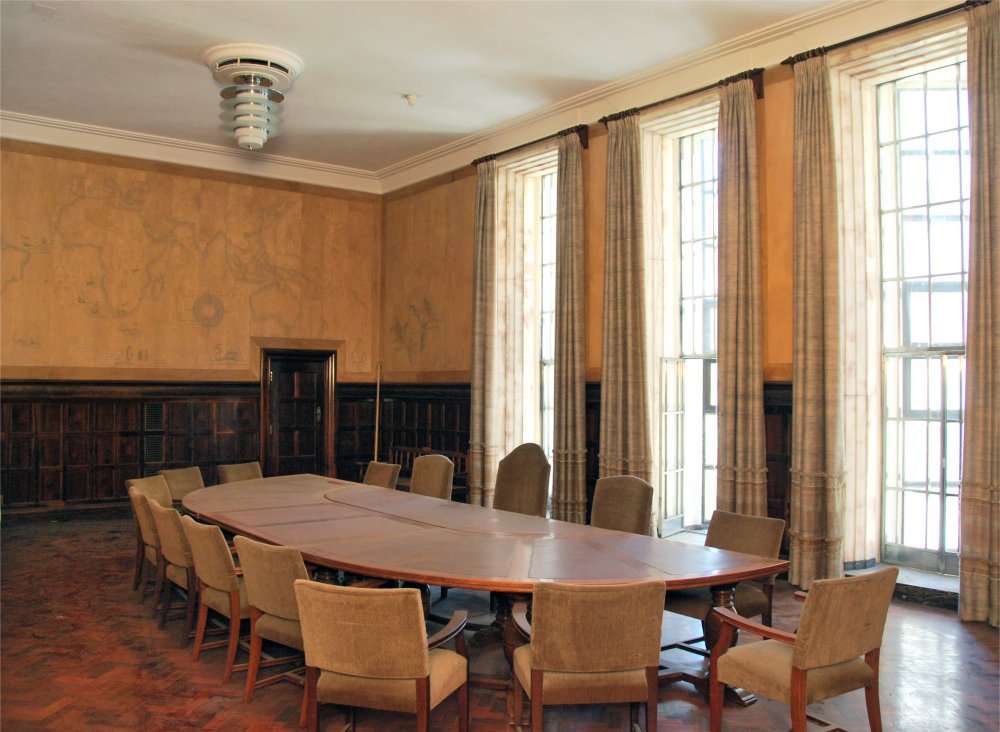
La salle du conseil d'administration

Dans la salle du conseil, une frise en bois sculptée intègre des motifs animaliers et floraux (14 espèces différentes d'oiseaux et d'animaux sont représentés). Elle est également attribuée à Ivan Mitford-Barberton.
Au-dessus de la frise sculptée se trouve une grande fresque murale représentant une mappemonde, conçue et réalisée sur des panneaux de sycomore par Joyce Ord-Brown. Cette fresque représente aussi la ville du Cap en tant que "Taverne des océans", son surnom traditionnel.

Détails des décorations de Joyce Ord-Browne
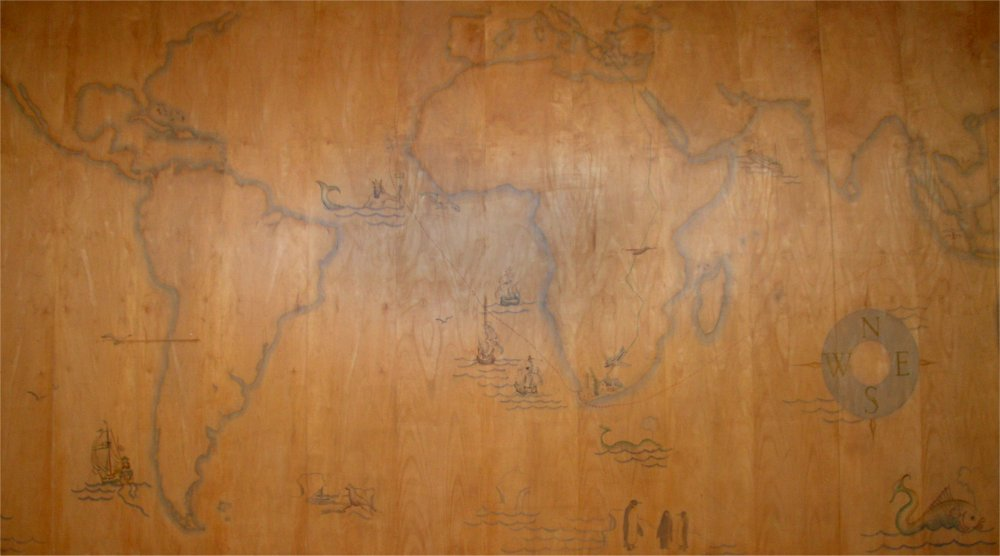
L'hémisphère sud, la route du Cap à Londres
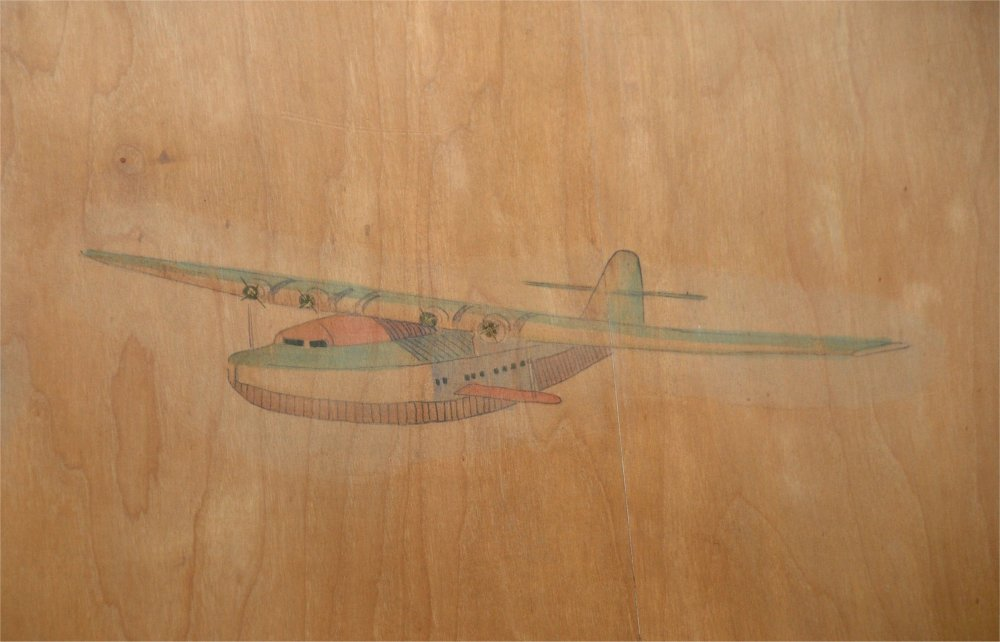
Un hydravion
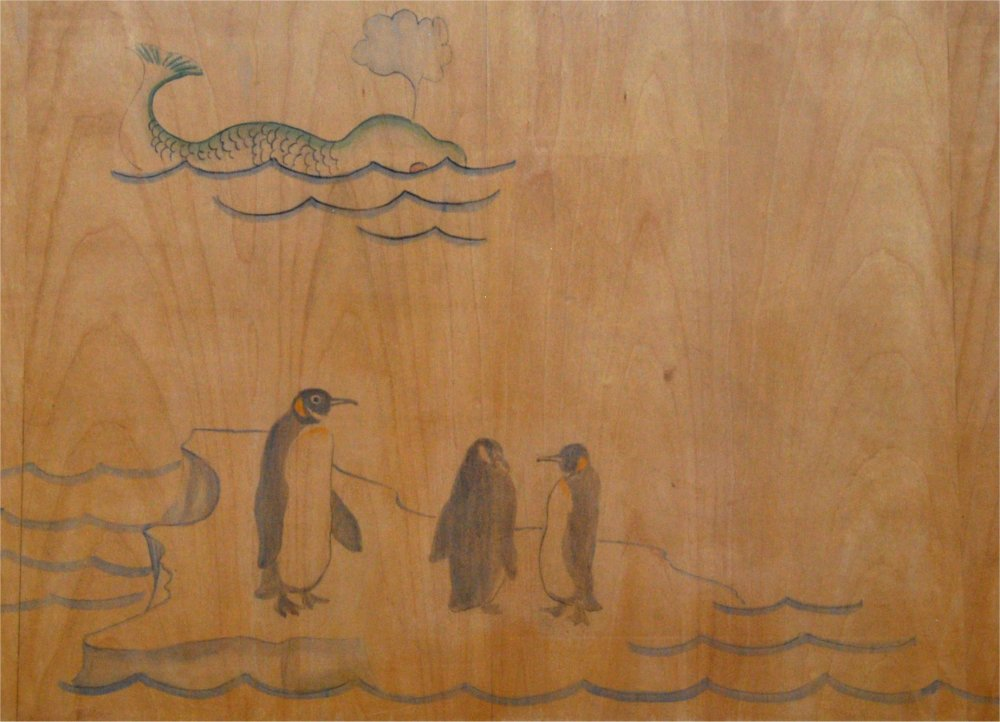
Manchots empereurs et baleines
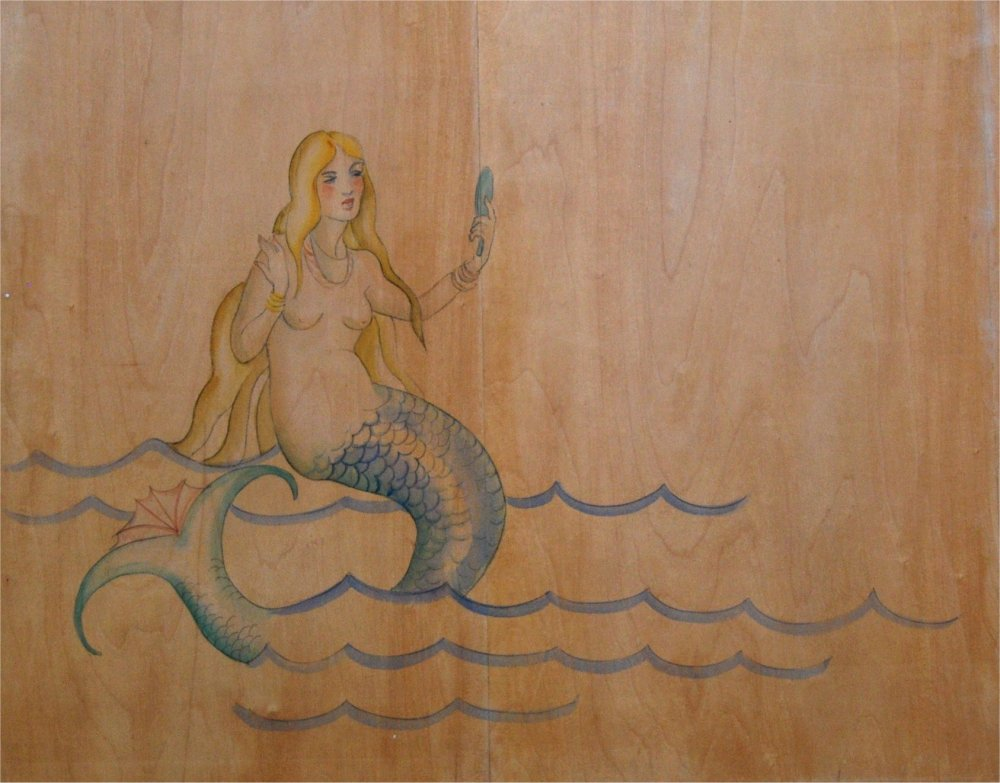
Une sirène
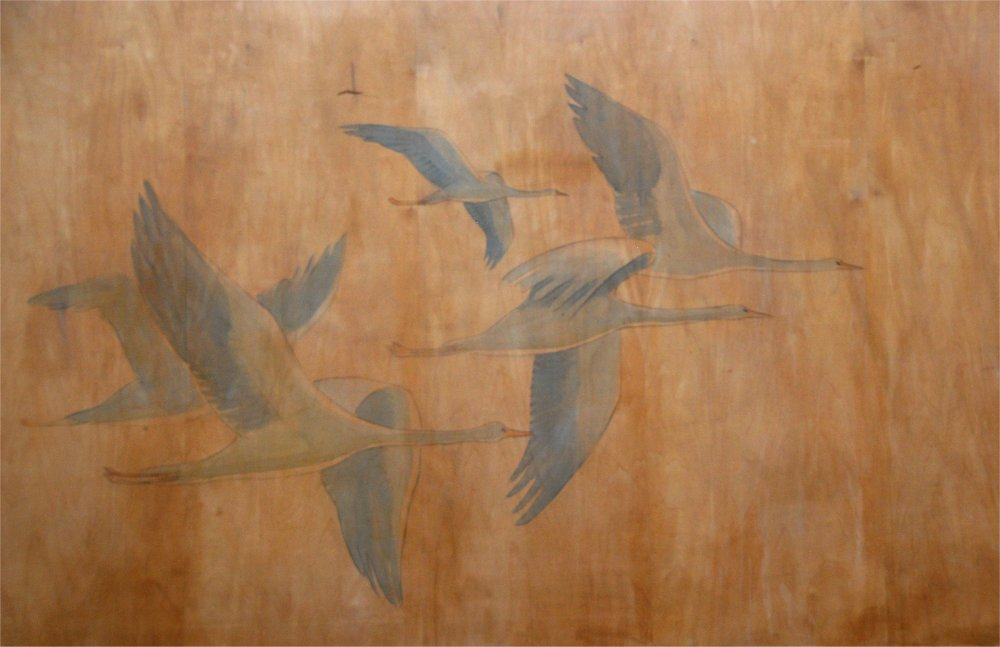
Vols de Grues bleues
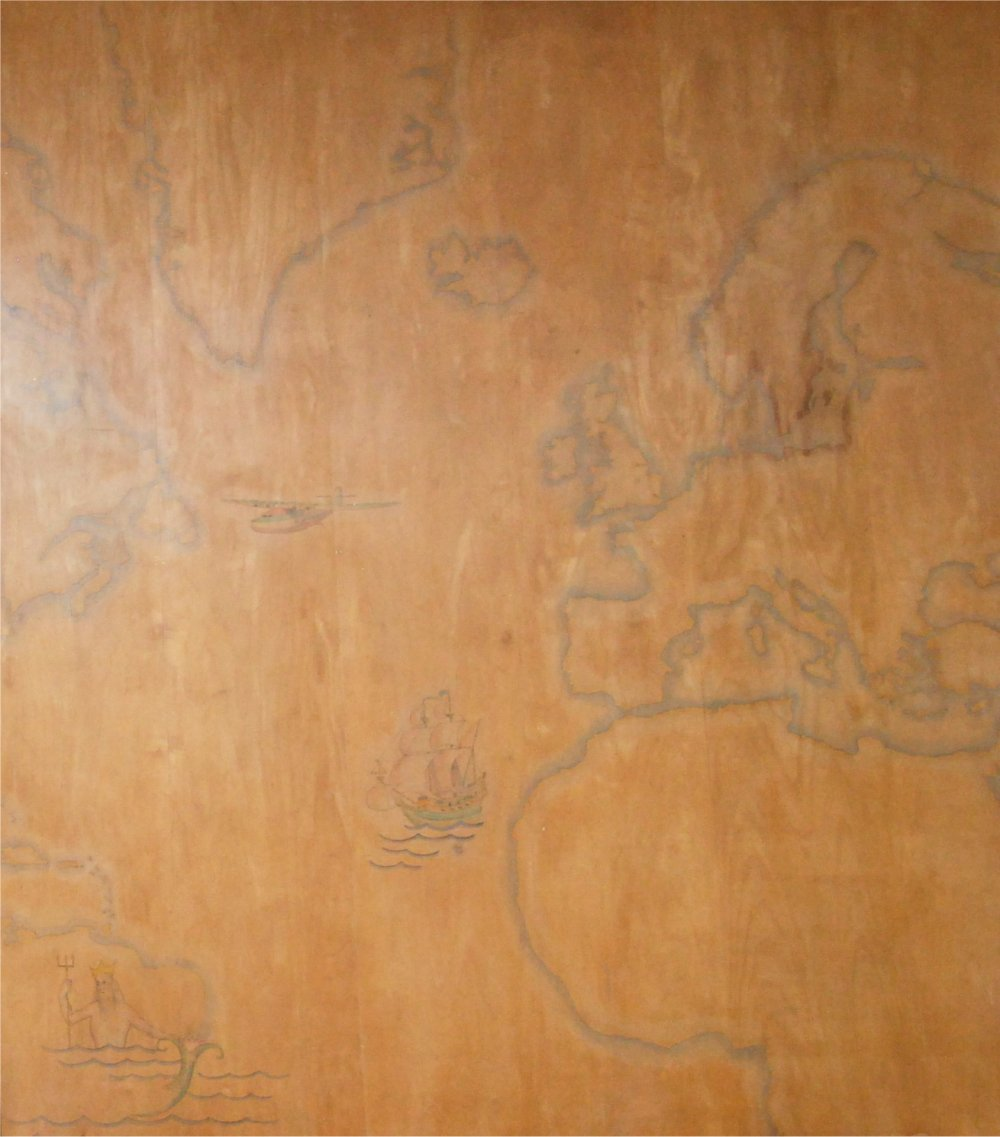
Portion de l'hémisphère nord avec le roi Neptune

Détails de la frise de Mitford-Barberton
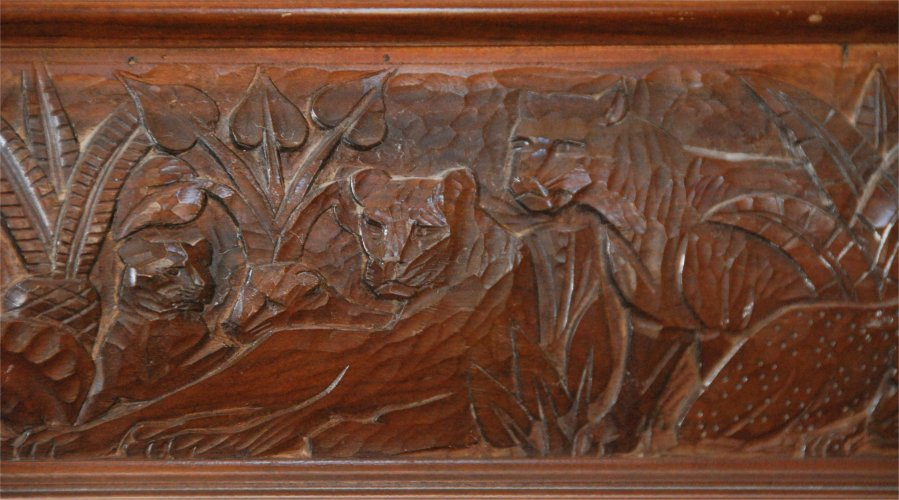
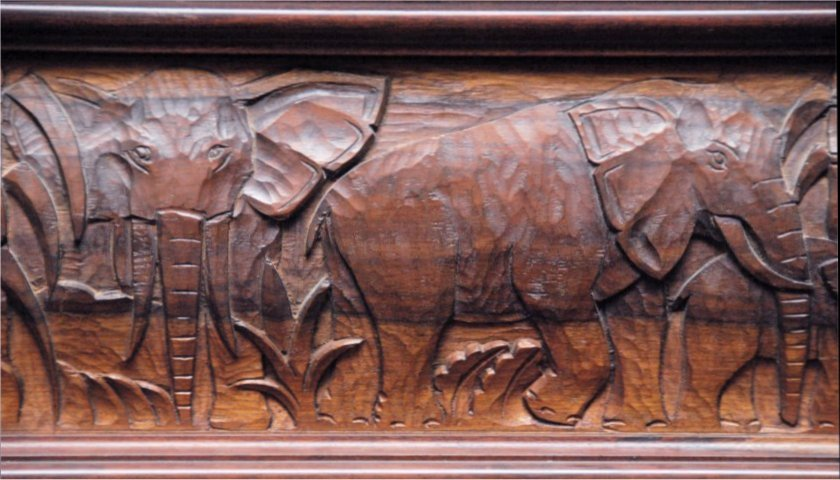
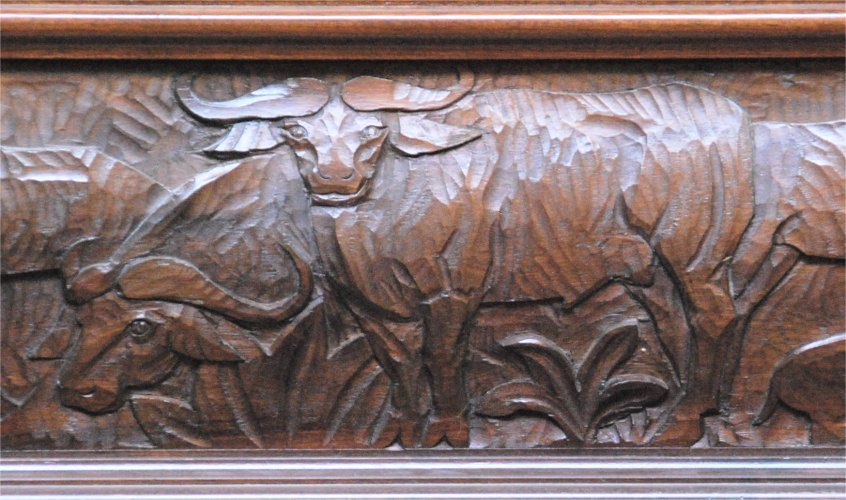
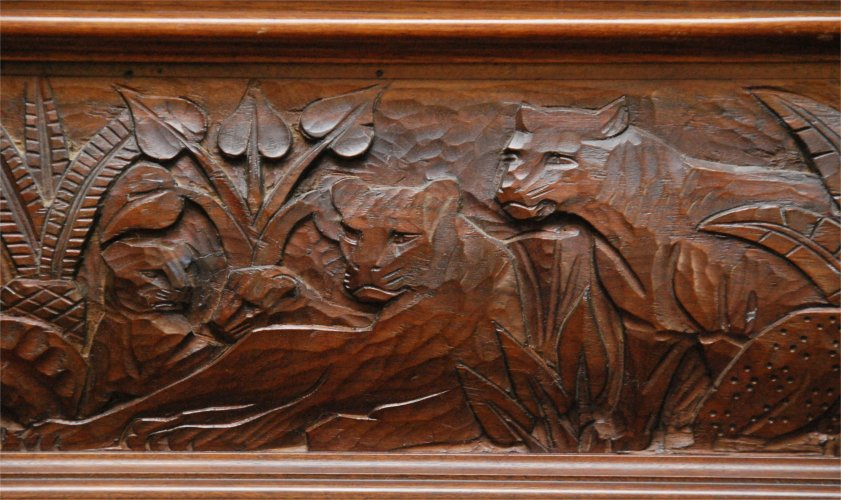
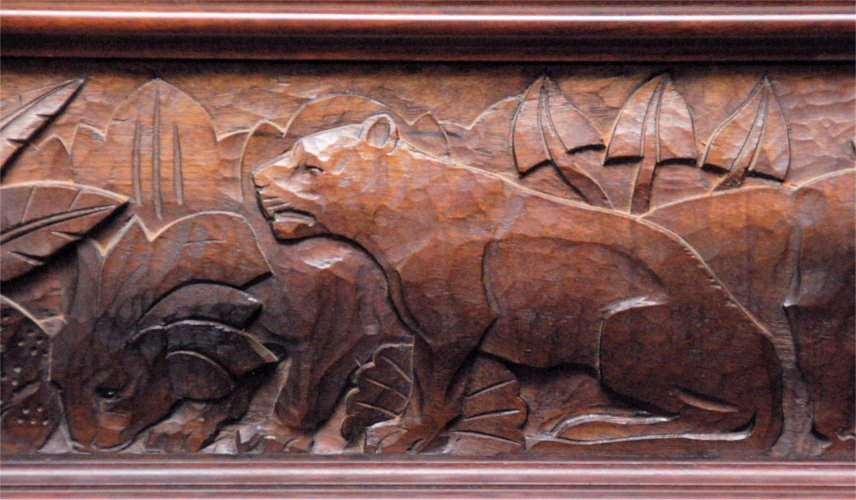

Eléments de la salle du conseil d'administration et du salon
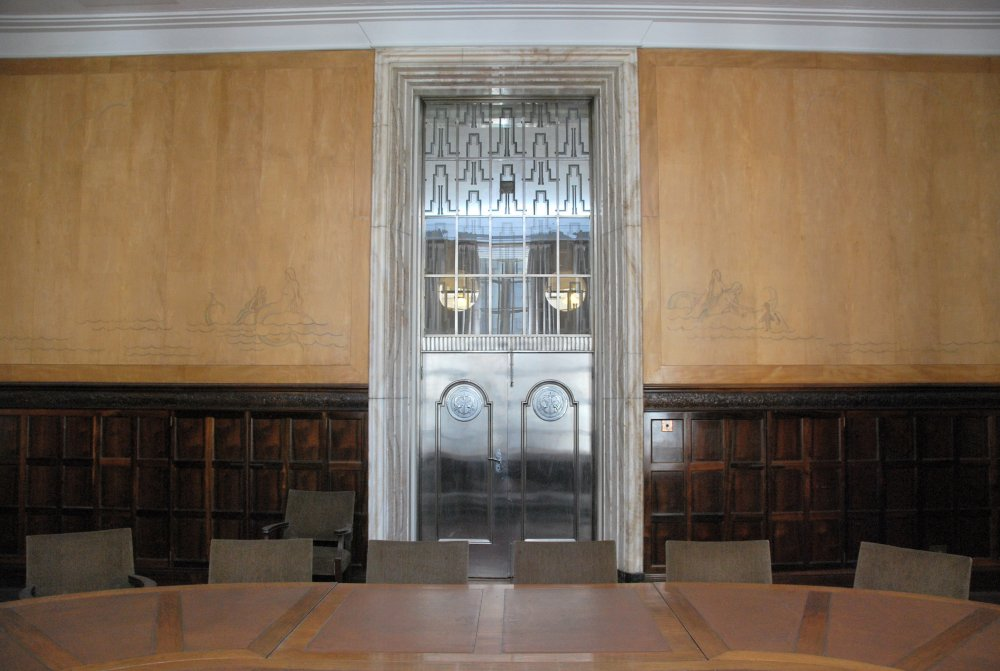
Entrée du conseil d'administration
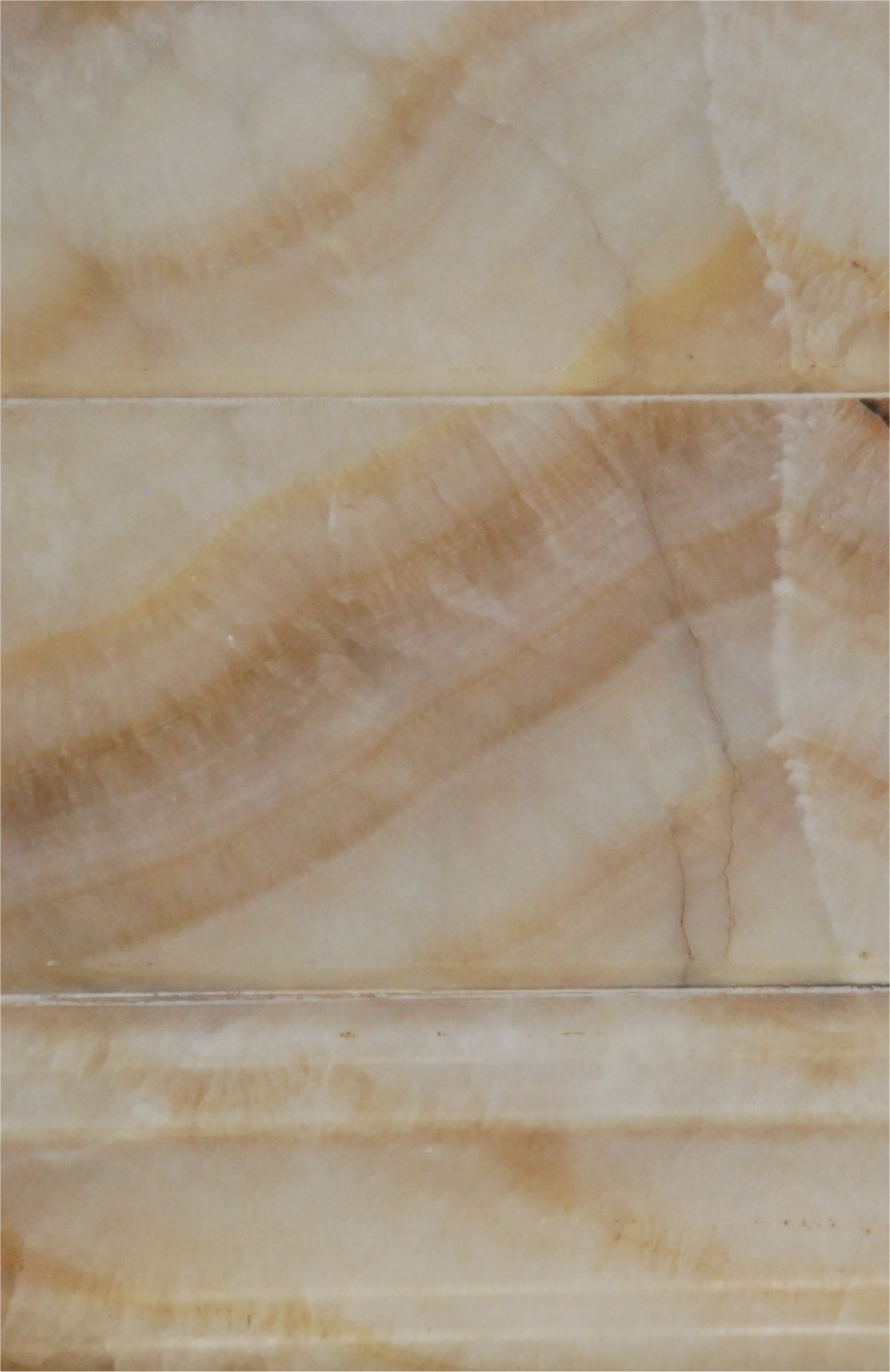
Marbre de la porte d'entrée
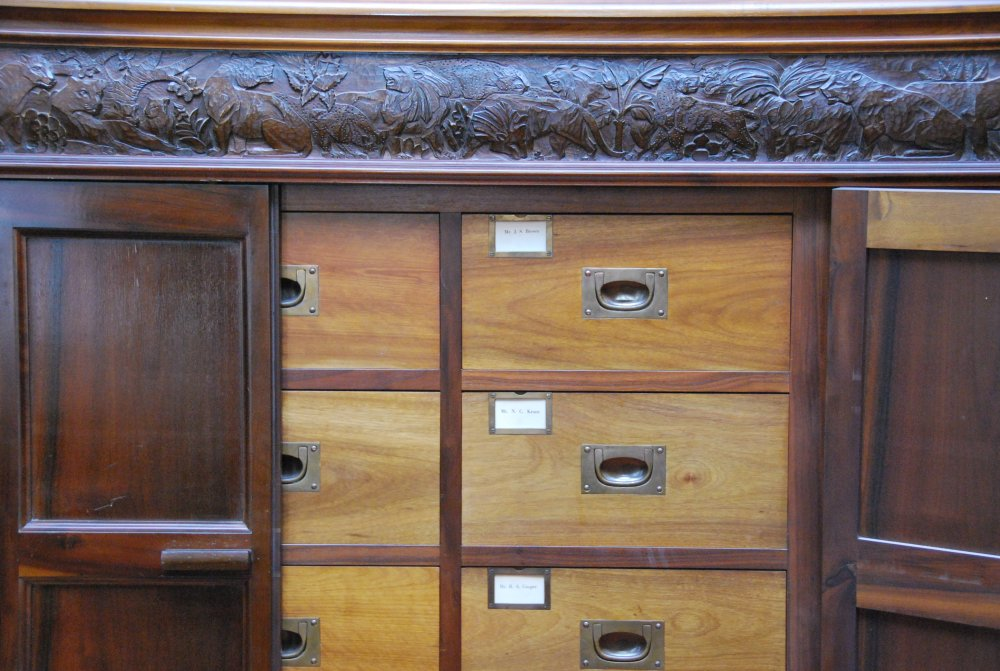
Tiroirs de rangement des Directeurs
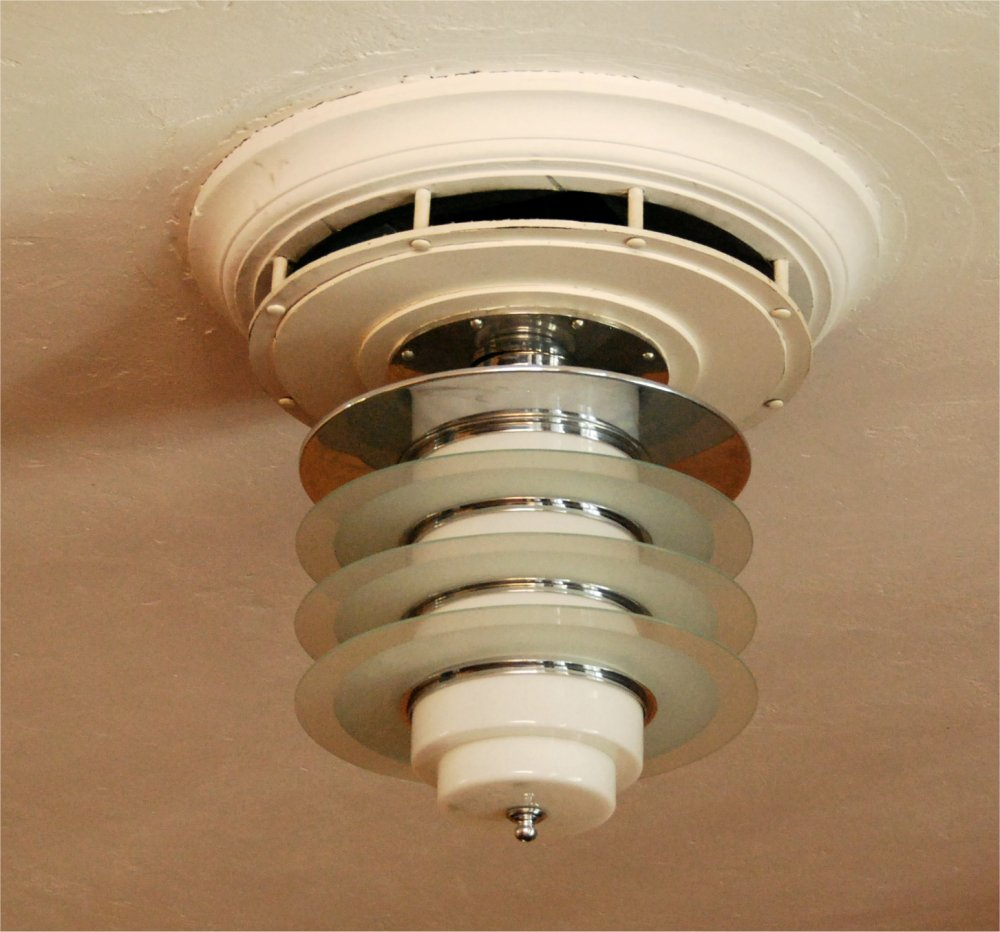
Luminaire d'origine doublé d'un système de ventilation
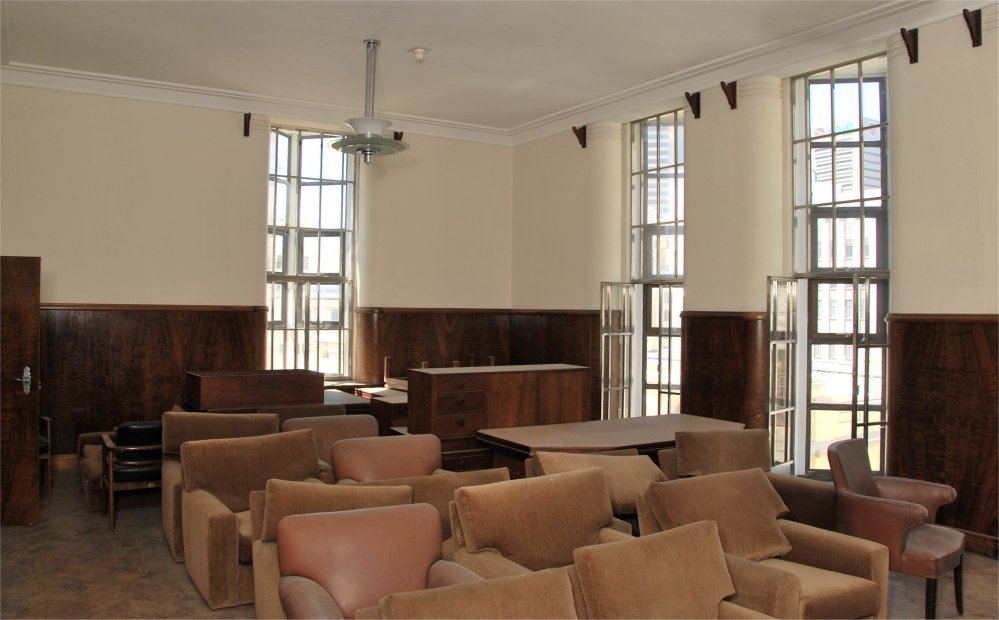
Fauteuils du salon
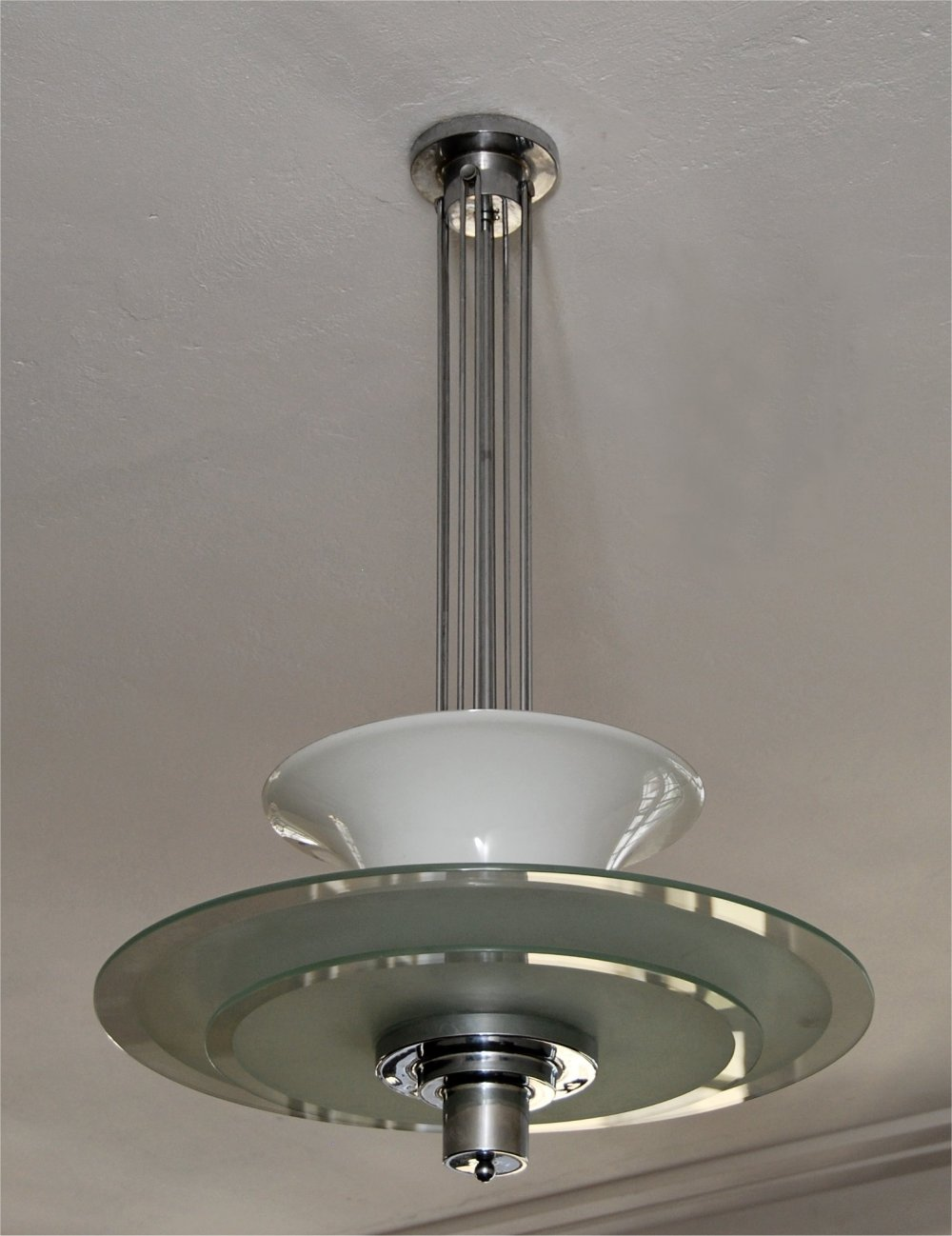
Luminaire d'origine situé dans le salon

### L'atrium

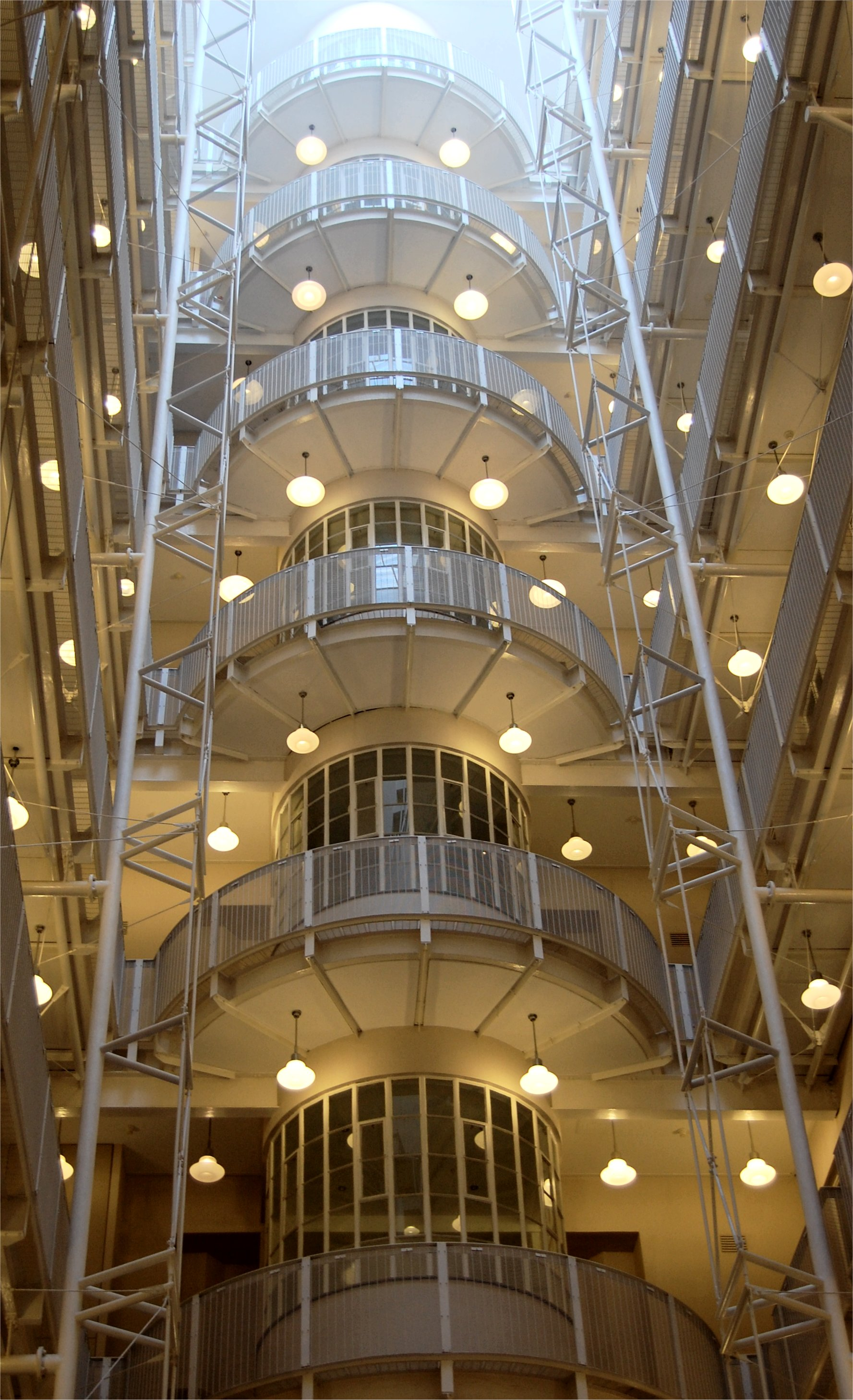
L'atrium

L'atrium occupe une grande place dans l'immeuble puisqu'il s'étend en hauteur du toit de la salle bancaire au sommet du bâtiment principal. 

Initialement découvert, il est désormais protégé par un toit translucide, à travers lequel s'aperçoit la tour.
Les fenêtres circulaires donnent de nos jours sur les appartements privés des résidents.

### Les fenêtres

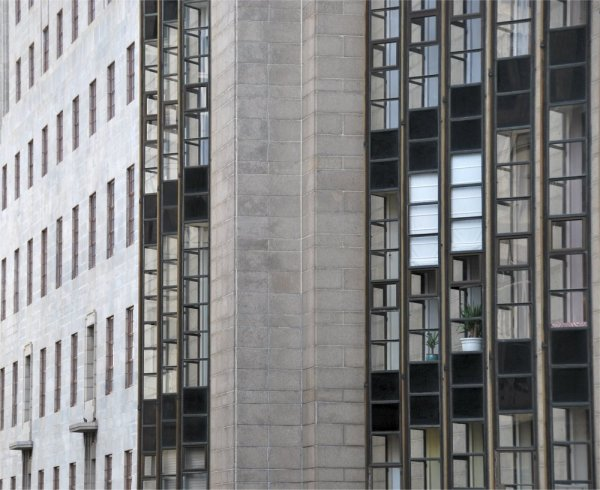
Comparaison entre les fenêtres du Mutual Building (à droite) et celles (à gauche) de l'immeuble de la Poste (1940)

Les hautes fenêtres prismatiques du bâtiment sont très fonctionnelles et permettent facilement à la lumière d'entrer dans les pièces. 

Par ailleurs, dès sa construction l'immeuble est climatisé (très innovant à l'époque) ce qui permet aux architectes d'être plus libres dans leur design des fenêtres et des espaces entre celles-ci.

### Le revêtement en granit
Le revêtement en granit du bâtiment a été taillé dans un rocher de la montagne de Paarl, au nord-est de la ville du Cap. Le bardage décoratif intègre babouin, éléphant et chefs tribaux sur la façade de la rue Darling.

Décorations en granit
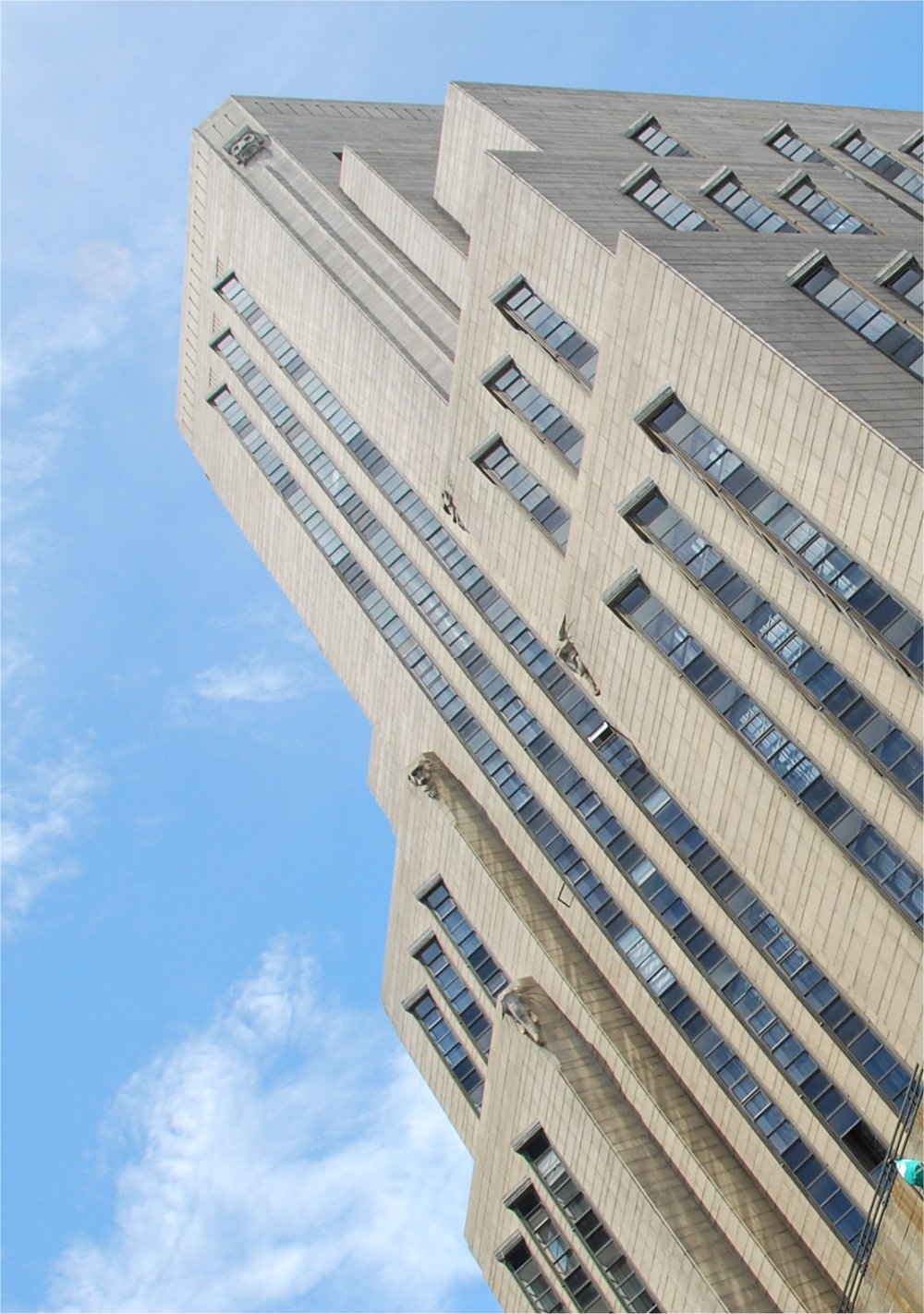
Vue d'ensemble
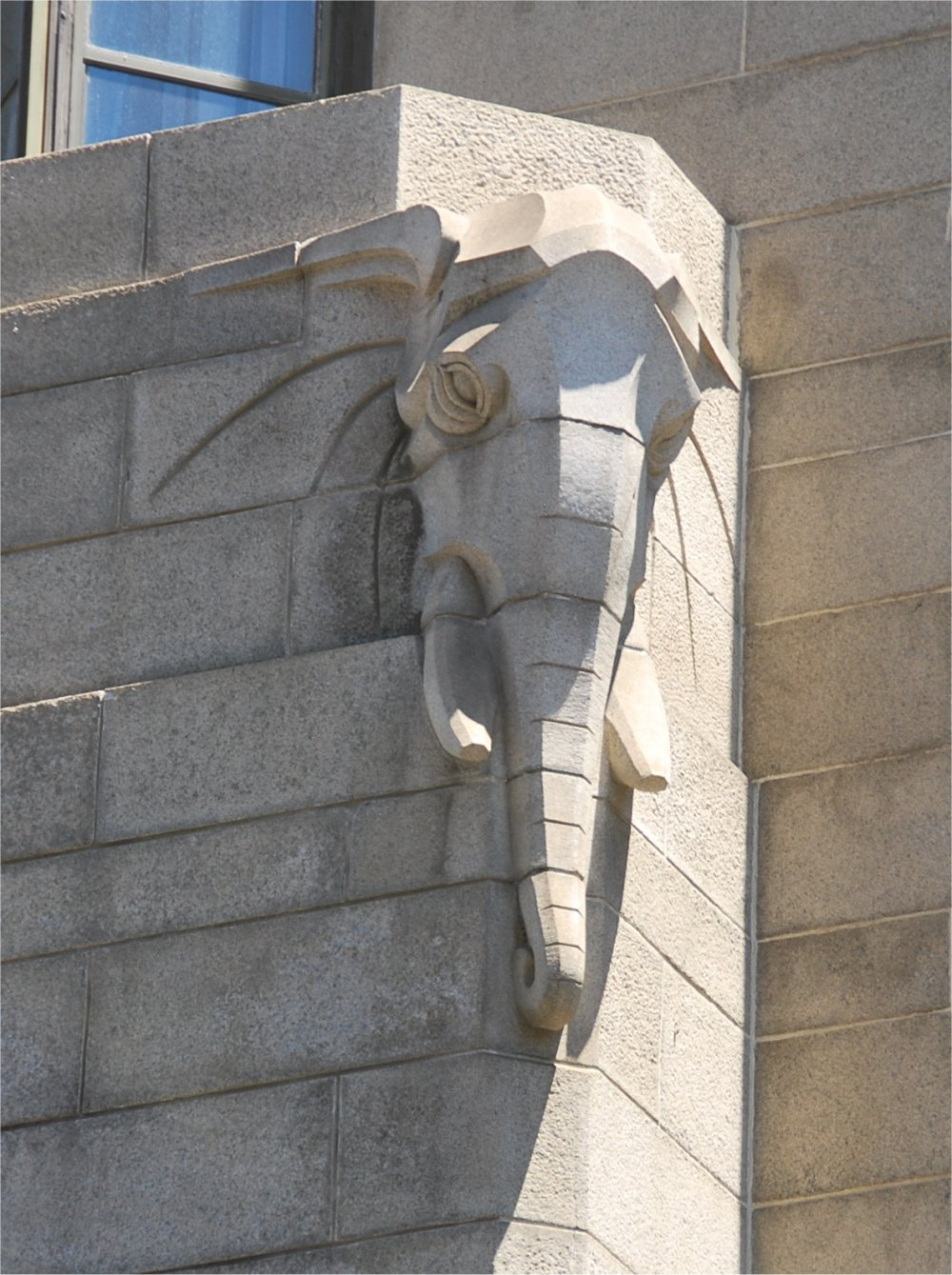
Éléphant (6ème étage)
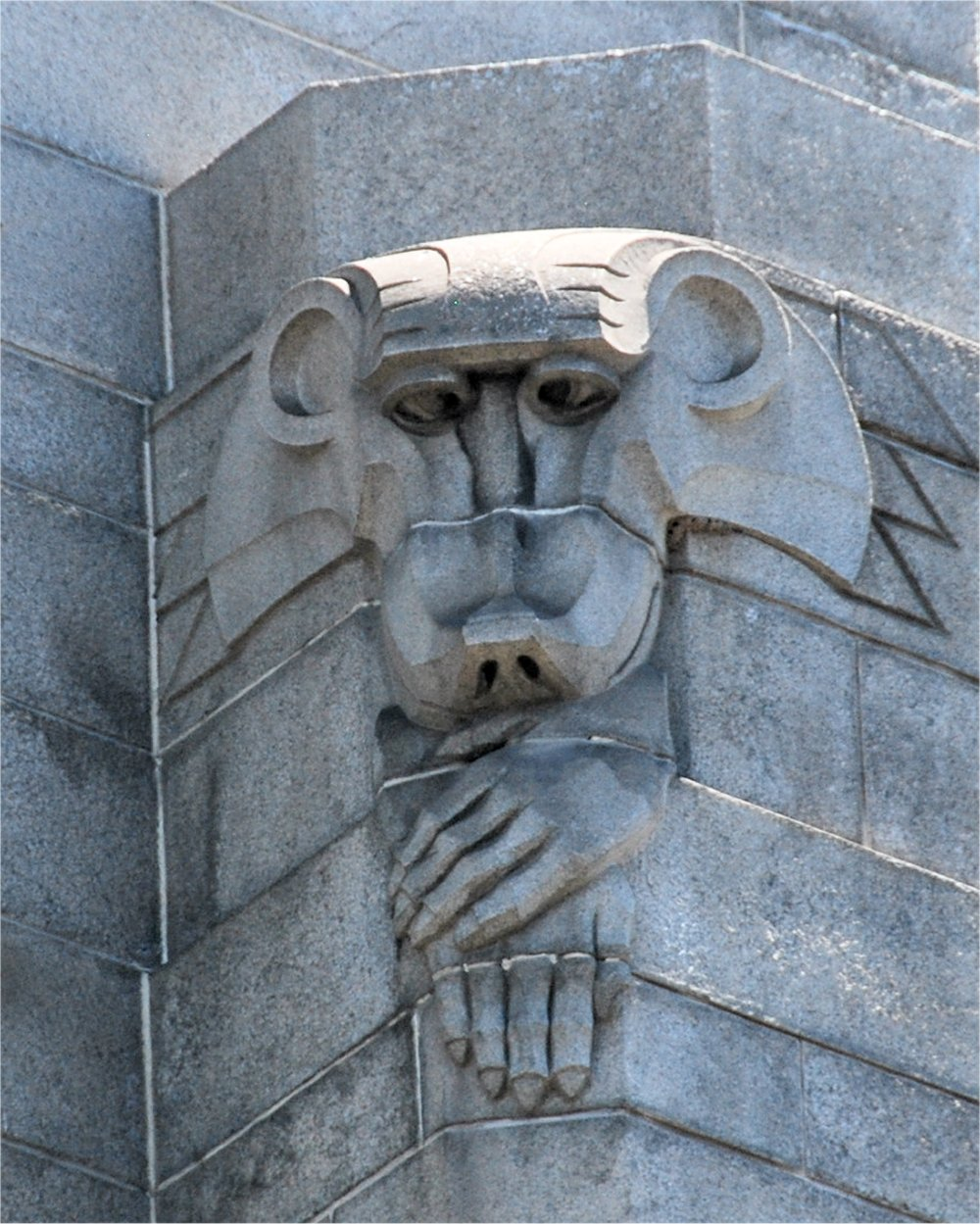
Babouin (8ème étage)
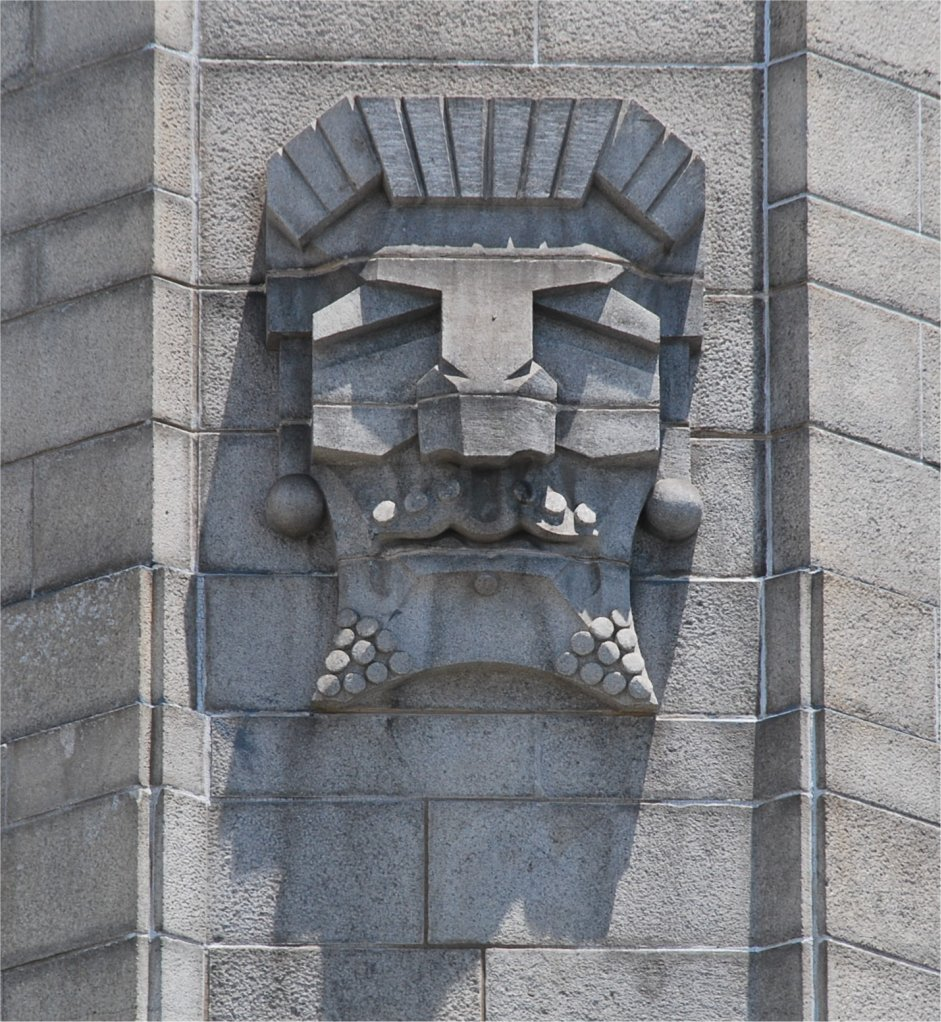
Tête tribale (tour)
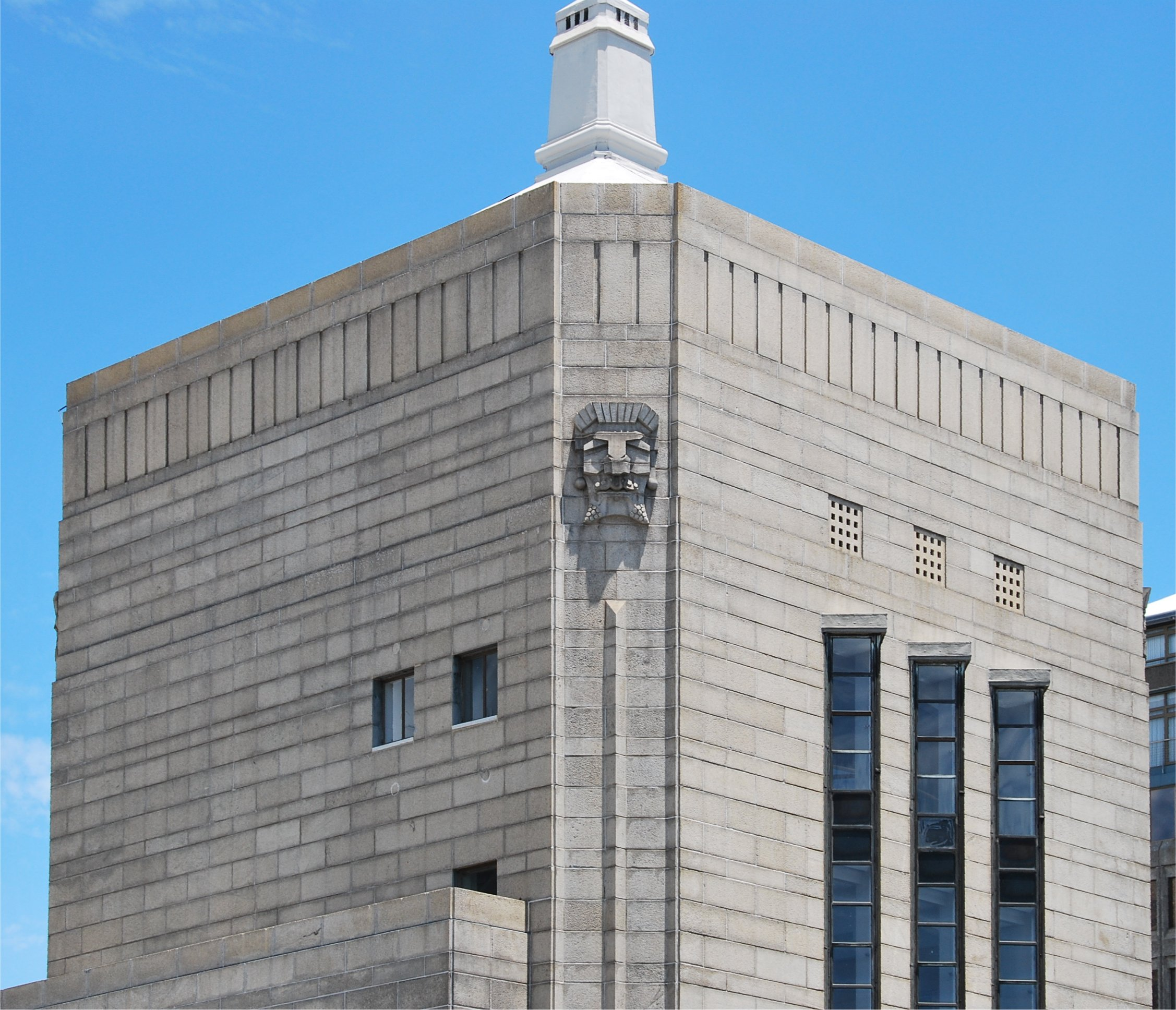
Tour avec tête tribale

### La frise murale

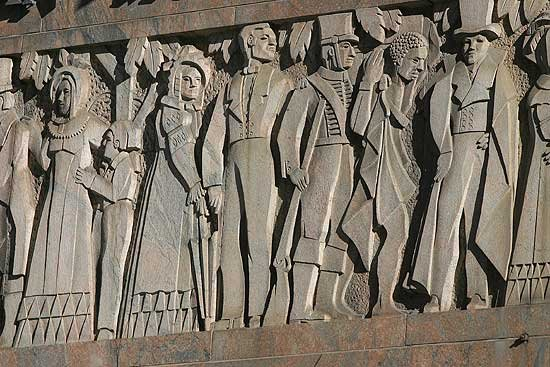
Portion de la frise illustrant le débarquement des colons britanniques en 1820

Sur les 3 façades du bâtiment donnant sur Darling Street, Parliament Street et Longmarket Street, une frise de 118 mètres de long décrit des scènes de l'histoire de l'Afrique du Sud, depuis l'arrivée de Jan van Riebeeck au Cap en 1652 jusqu'à l'expansion coloniale au XIXe siècle à l'intérieur du continent africain.

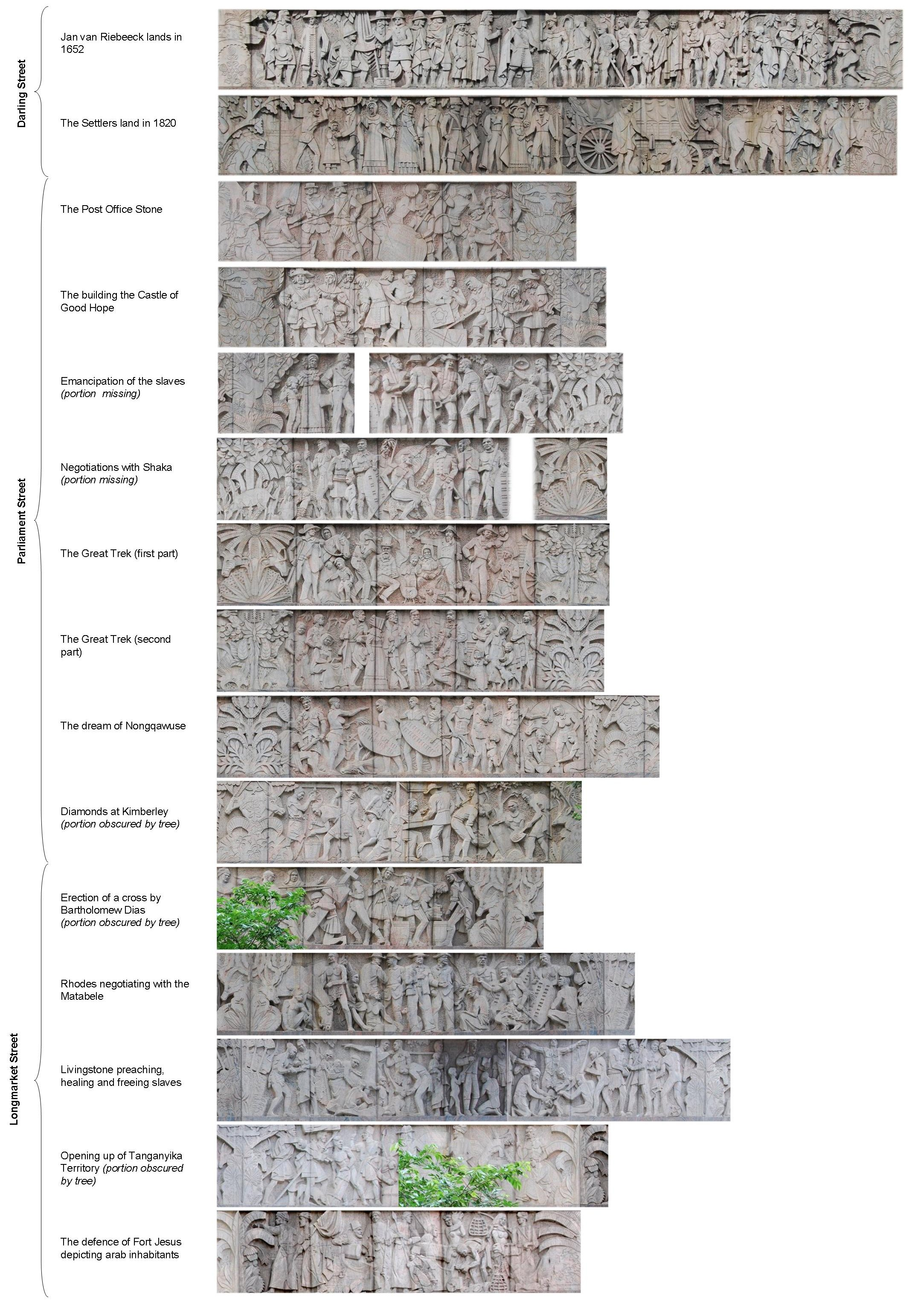
Composition montrant presque toutes les frises en 15 sections (certaines parties sont cachées par les branches des arbres).

Il s'agit d'une de l'une des plus longues frises au monde.
Cette frise, conçue par le sud-africain Ivan Mitford Barberton, fut réalisée par une équipe d'émigrants italiens dirigée par Adolfo Lorenzi.
Au cours des travaux éclata la Seconde Guerre mondiale. En conséquence de quoi l'équipe de maçons italiens dirigée par Lorenzi fut incarcérée à titre préventif, les Italiens étant déclarés comme « ennemi » (l'Afrique du Sud, dominion britannique, est alors en guerre au côté de l'Angleterre contre l'Allemagne et l'Italie). 

Ils furent alors obligés de continuer et terminer leurs travaux de maçonnerie sous une étroite surveillance armée.
La chronologie de la frise est la suivante :
- Arrivée de Jan van Riebeeck au Cap (1652)
- Arrivée des colons de 1820
- Le "bureau de poste de pierre"
- La construction du château de Bonne-Espérance
- L'émancipation des esclaves
- Les négociations avec le Shaka, roi des Zoulous
- Le Grand Trek
- Le rêve de Nongqawuse
- La découverte de diamants à Kimberley
- L'érection de la croix de pierre par Bartolomeu Dias
- Les négociations de Cecil Rhodes avec les Matabeles
- David Livingstone prêchant, guérissant et libérant des esclaves
- L'ouverture du territoire du Tanganyika
- La défense de Fort Jesus

### Figures tribales
Sur la façade donnant sur Parliament Street, des sculptures en granit représentent neuf groupes ethniques africains présentés comme Xhosa, Pedi, Maasaï, Matabele, Basuto, Barotse, Kikuyu, Zoulous et Bushman.
À l'origine, ces figures représentent les groupes ethniques des quatre provinces d'Afrique du Sud (Transvaal, Natal, province du Cap et état libre d'Orange) mais aussi celles des territoires où la Old Mutual possède des représentations locales (colonie britannique du Kenya, de la Rhodésie ...). Elles furent conçues et réalisées de 1935 à 1939 par Ivan Mitford-Barberton.

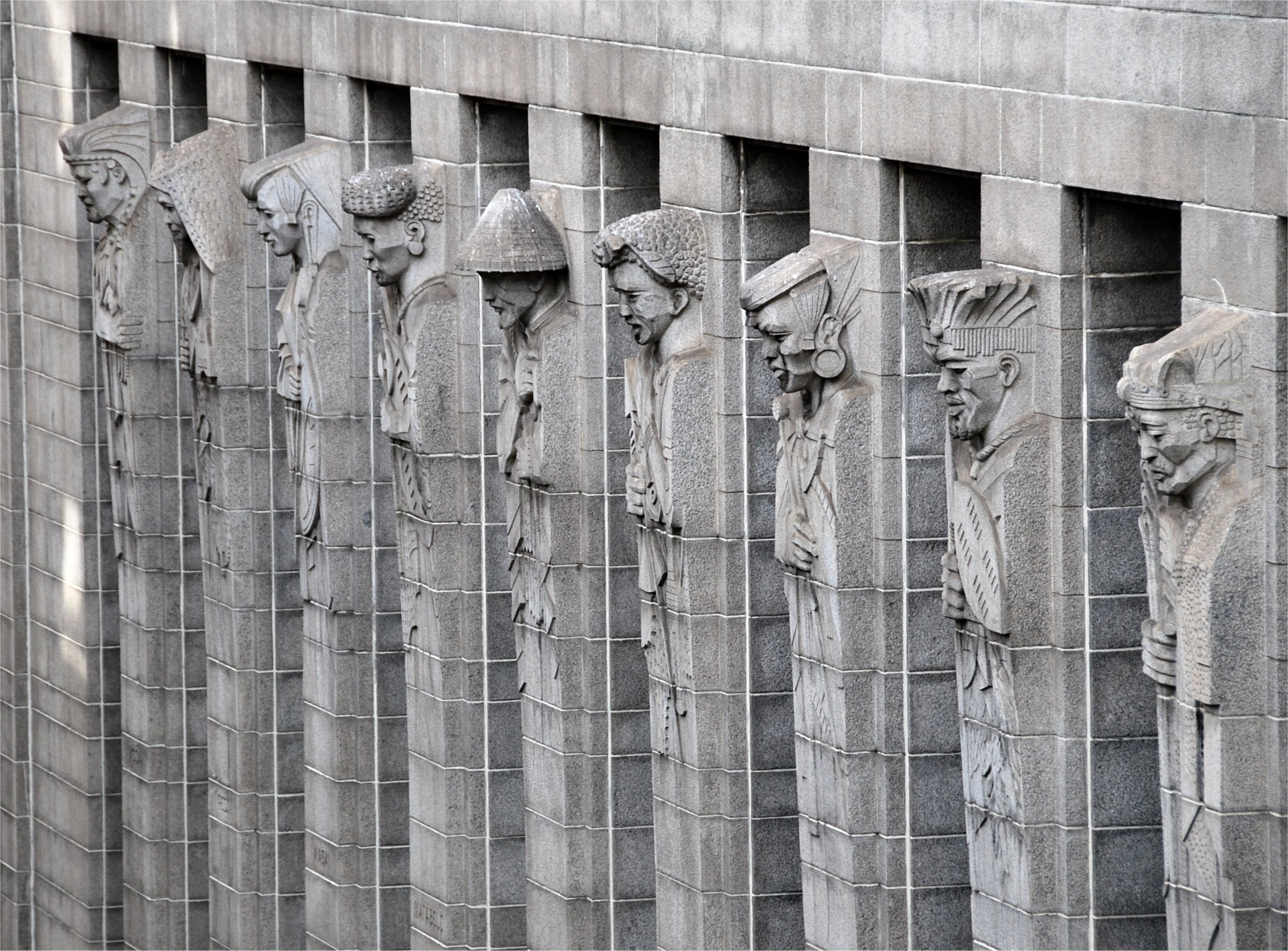
Les 9 figures tribales de Parliament Street.

Les figures tribales
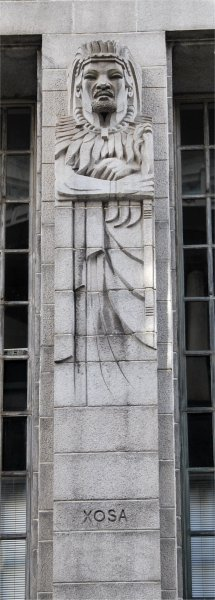
"Xosa"
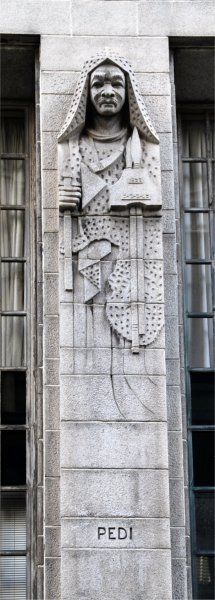
"Pedi"
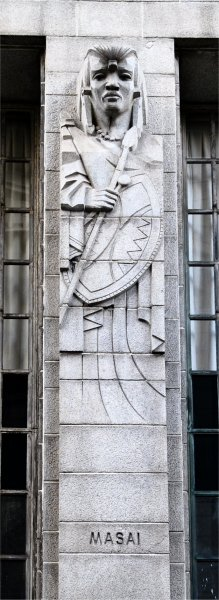
"Masai"
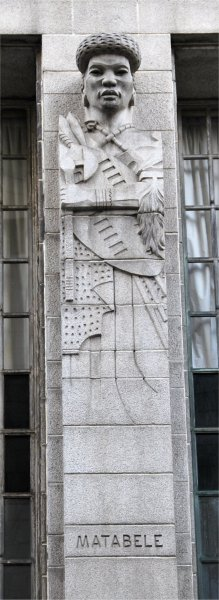
"Matabele"
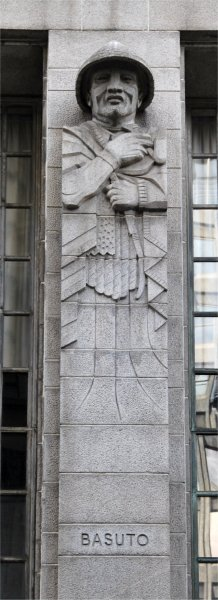
"Basuto"
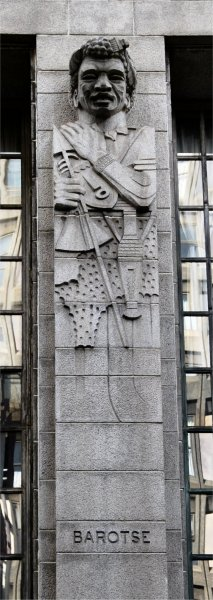
"Barotse"
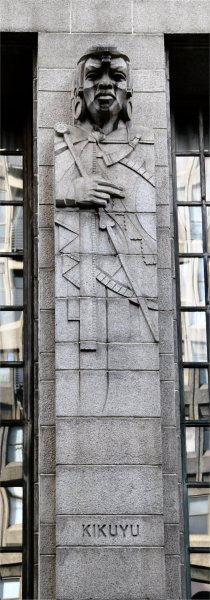
"Kikuyu"
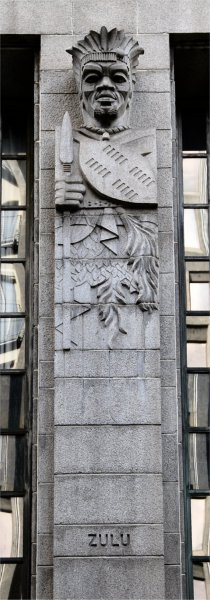
"Zoulou"
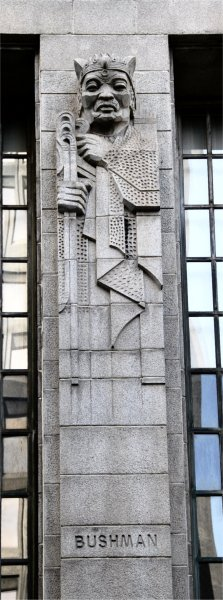
"Bushman"

## Vues générales

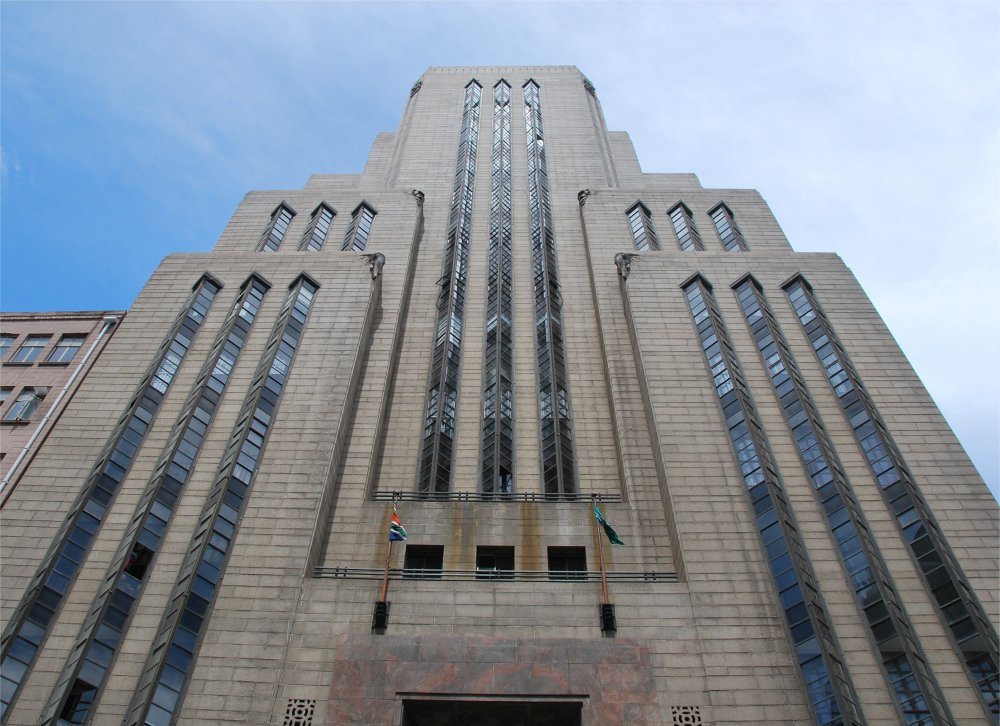
Vue du Mutual Building depuis le pied de l'immeuble sur Darling Street.

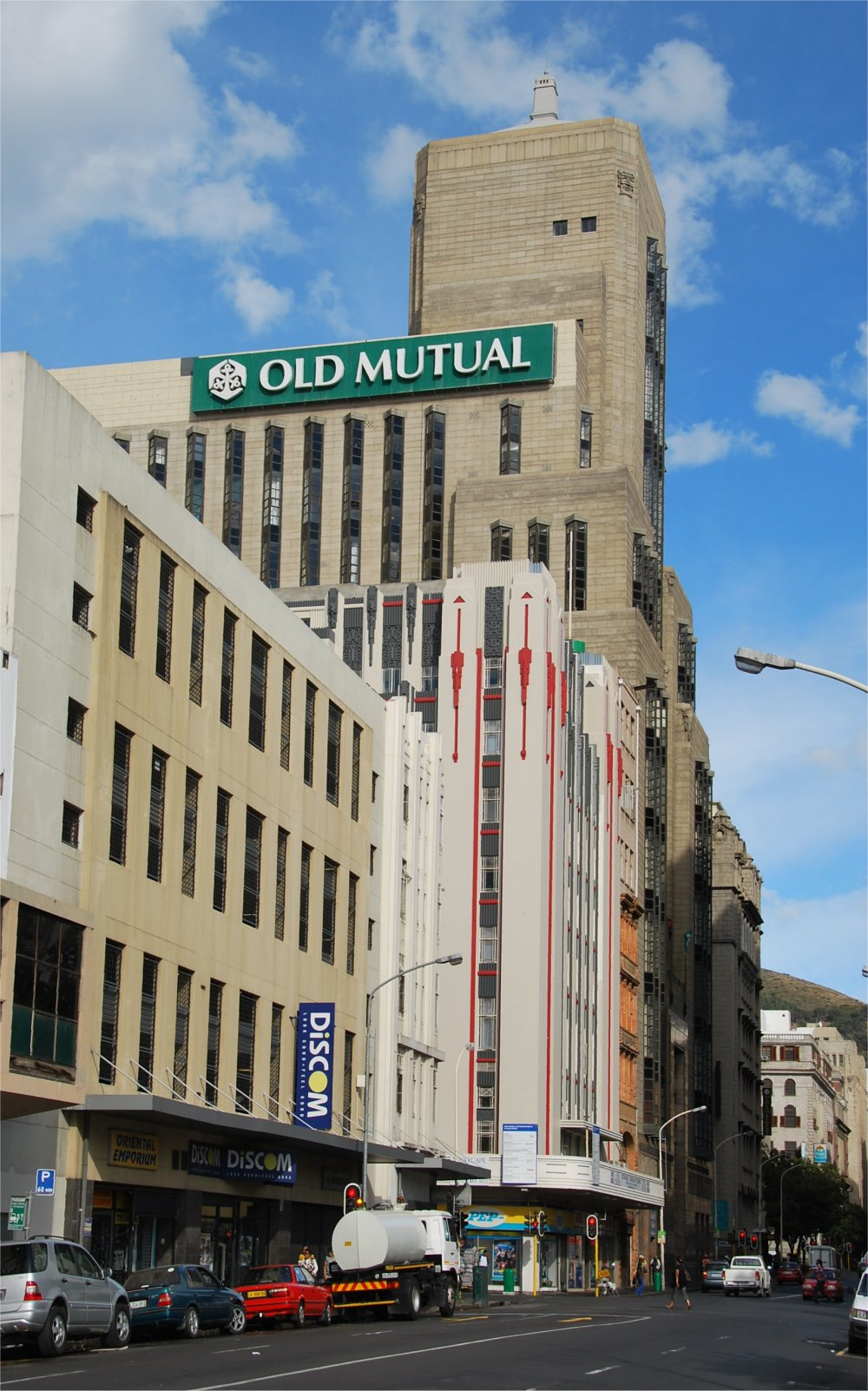
Vue depuis la rue.

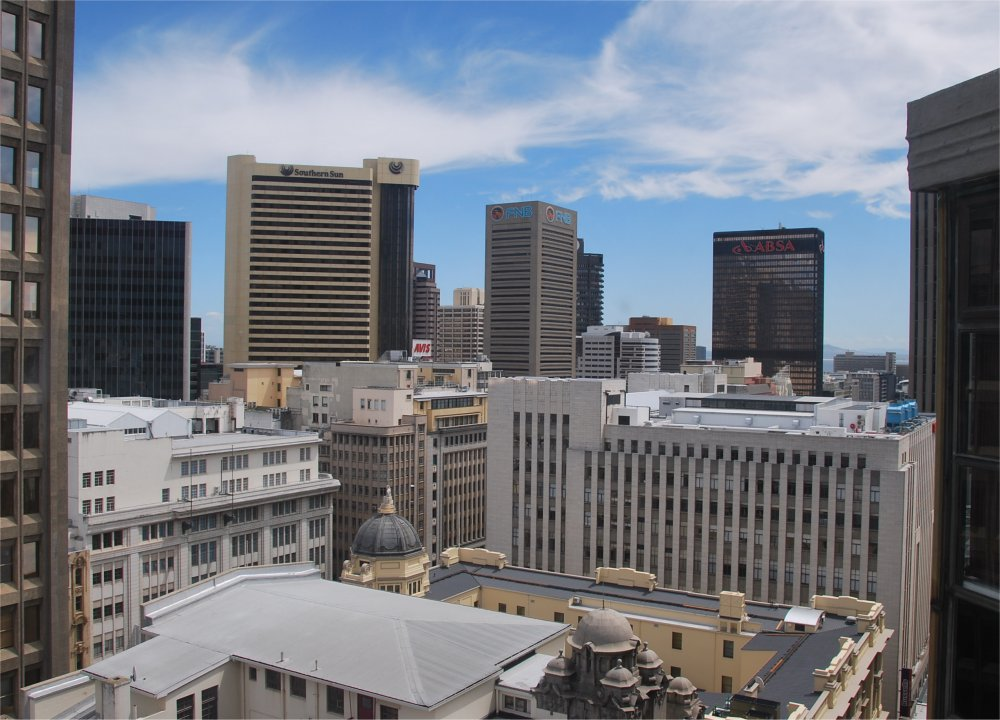
Le quartier d'affaires du Cap.

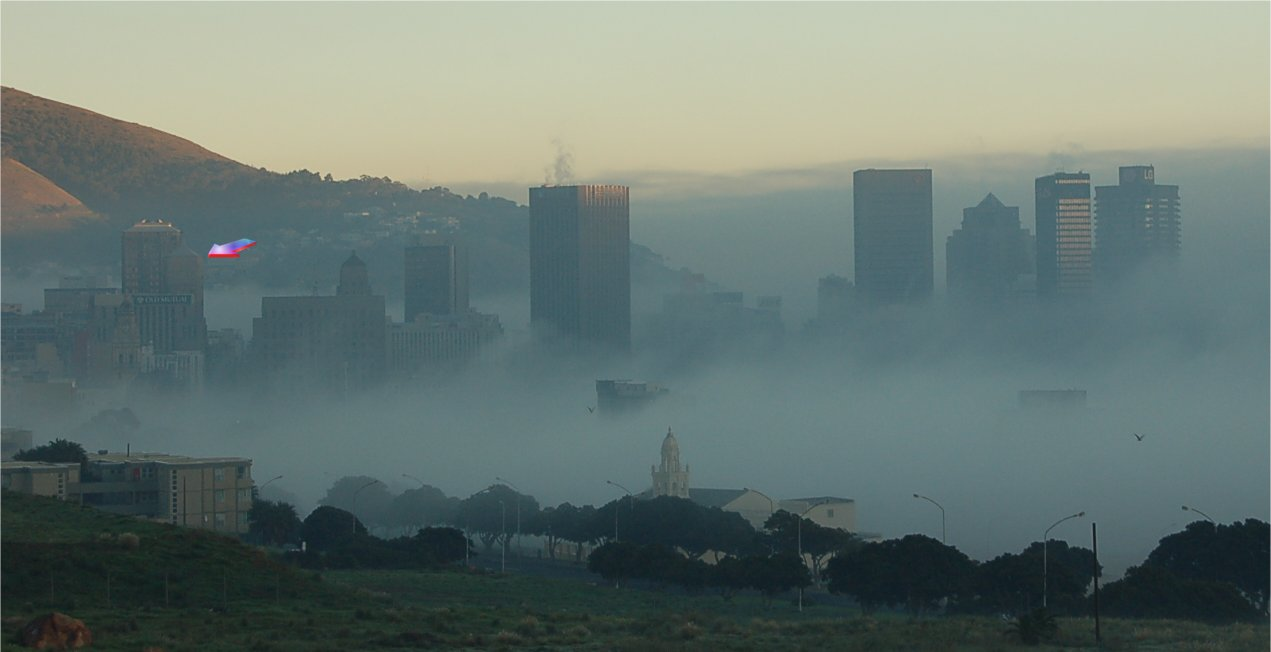
Vue générale sur le bâtiment et le quartier d'affaires depuis le District Six situé sur les flancs de Devil's peak à l'est de la montagne de la Table.

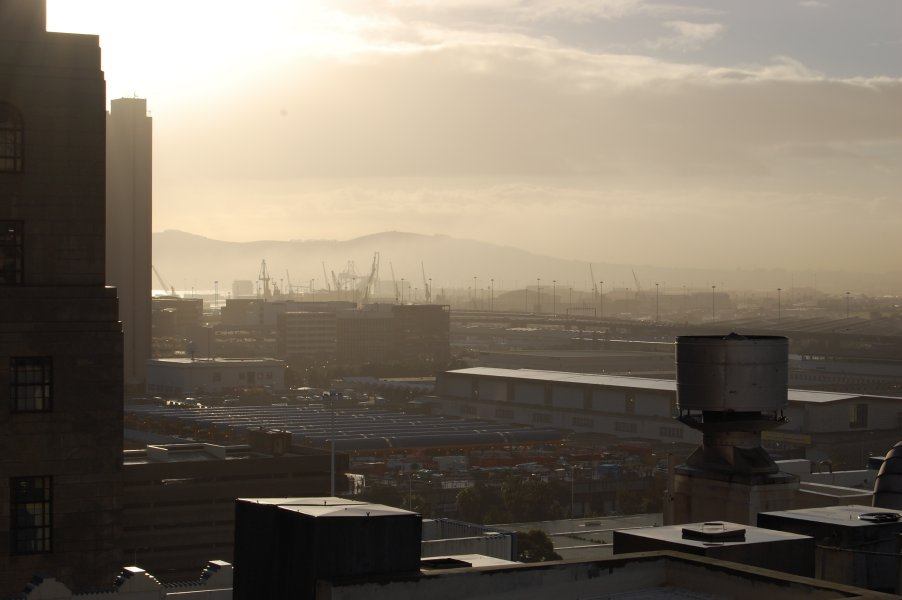
La vue sur le port du Cap depuis les niveaux intermédiaires de l'édifice

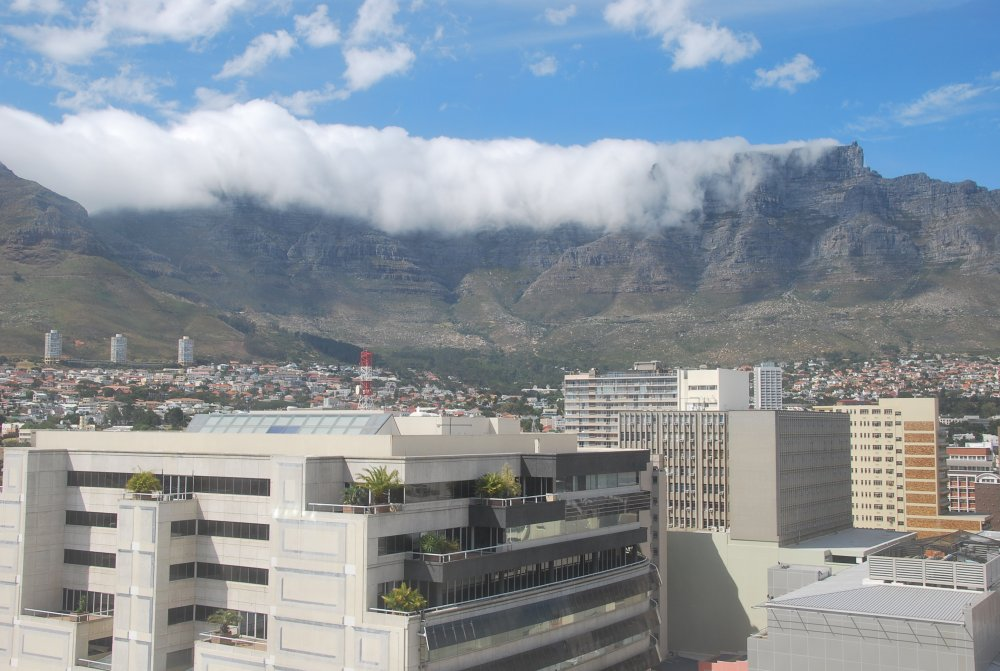
La montagne de la Table et sa nappe vue depuis les étages supérieurs de l'immeuble.

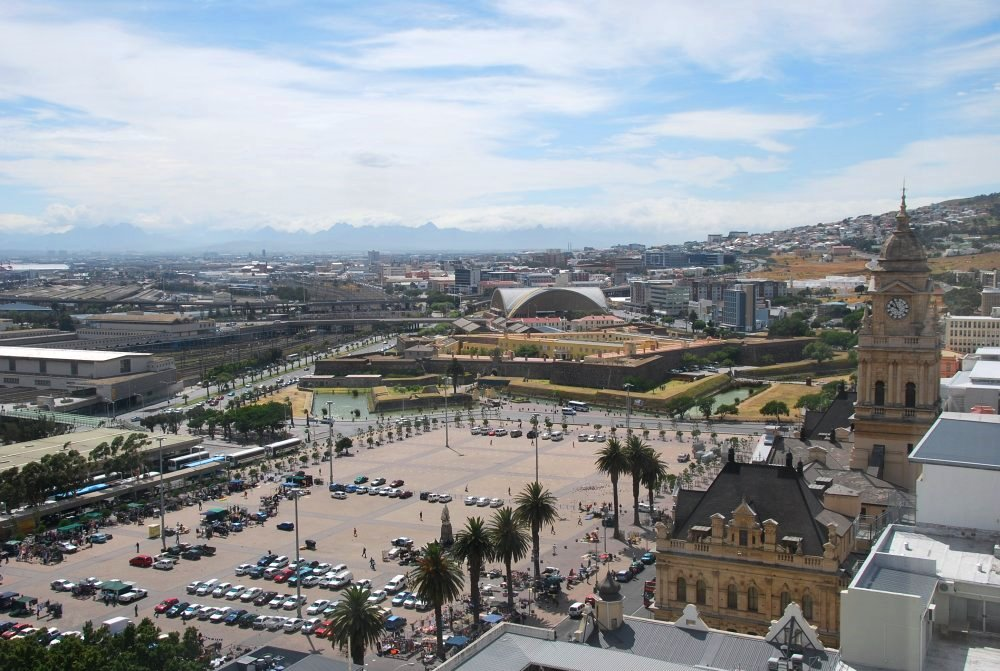
Vue depuis le Mutual Building sur l’hôtel de ville du Cap, la Grand Parade, le château de Bonne-Espérance et au loin les monts Hottentots Holland.

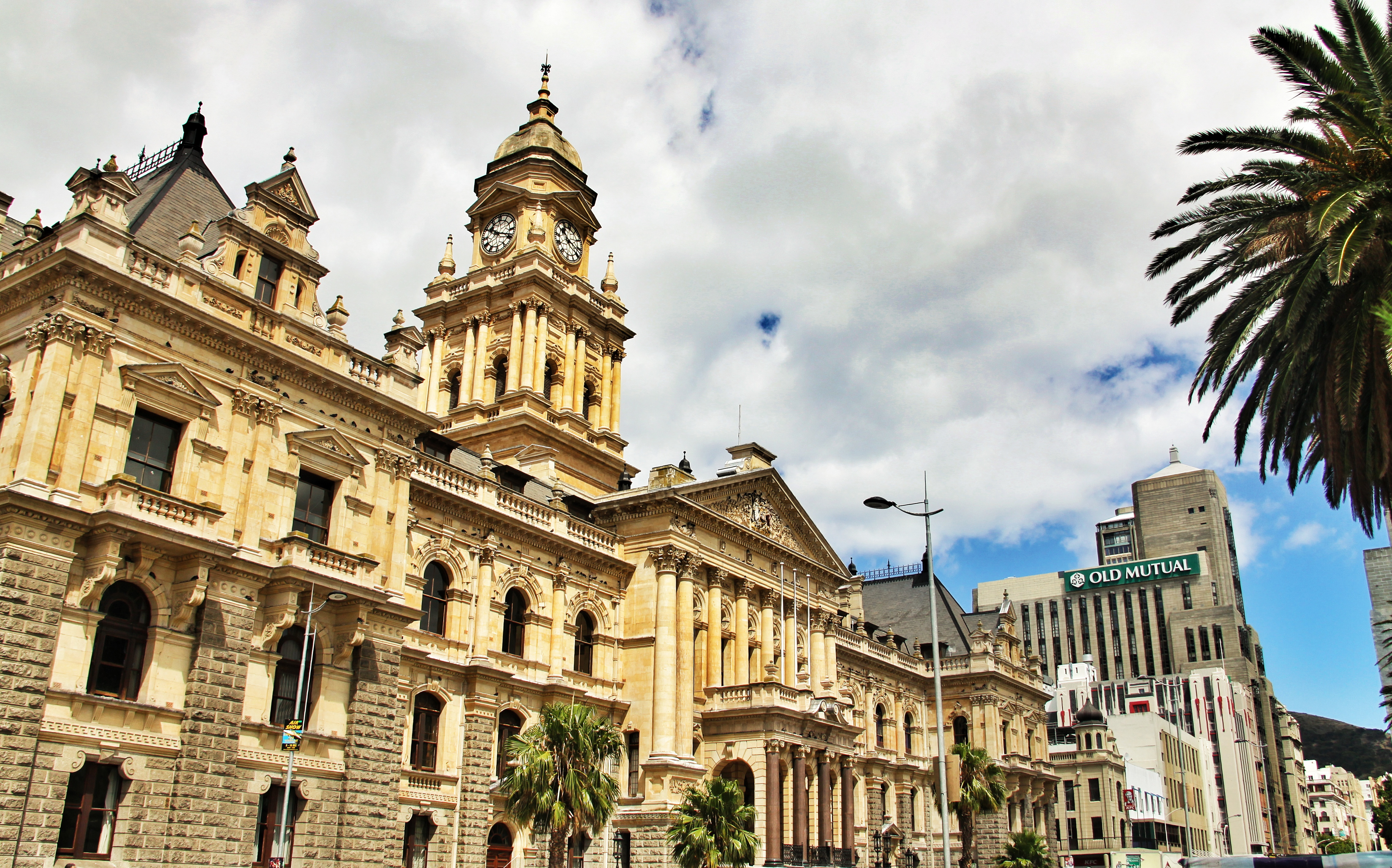
L’hôtel de ville du Cap et, en arrière-plan, le Mutual Building.